# Calvaire et chapelle de Tronoën
Notre-Dame-de-Tronoën est une chapelle de pèlerinage du XVe siècle qui dépend de la commune de Saint-Jean-Trolimon, en Pays bigouden. Elle est située dans la baie d'Audierne, qu'elle domine à 30 mètres de hauteur, à 5 kilomètres au nord de Saint-Guénolé et de Penmarc'h dans le Finistère sud. Elle est célèbre par son calvaire, le doyen des grands calvaires bretons.

## Toponymie
La signification du nom reste indécise et offre deux hypothèses. Soit, la plus couramment admise mais la moins convaincante, celle composée de tro, signifiant vallée (évolution de tnou en celte ancien en tro moderne), et aon rivière ; soit, proposée par R. Gouzien, celle de tro et oan, brebis, donnant Tro-an-oan, puis Tronoan,. Mais le tréma sur le e de Tronoën, adopté dans la graphie française, rendrait compte de la forme plurielle de brebis oen ou ein, la vallée des brebis. À l’appui de son hypothèse, R. Gouzien signale d’autres noms de lieux se référant dans le voisinage de Tronoën à l’élevage du mouton, prépondérant au Moyen Âge. Il y a Kerveltre évoquant gweltre, ciseau servant à la tonte et, sur la route de Saint-Jean, le Meot pluriel de maout signifiant mouton ou encore Kroaz ar Gloaneg, Croix de la Lainerie.

## Histoire
Le site est occupé depuis des temps très lointains. De nombreuses découvertes archéologiques attestent de cette occupation millénaire,. Une présence humaine est avérée dès le Néolithique par une pierre mégalithique brisée à l’aplomb du calvaire. Au second âge du Fer (période celtique du Ve au Ier siècle av. J.C.) un oppidum se développe entre la chapelle actuelle et le hameau de Kerviltré, cent mètres plus au nord. Il fut occupé plusieurs siècles et doté d’un temple (Fanum) entre le IVe et le IIe siècle av. J.-C qu'une route antique desservait depuis Quimper, dans le prolongement de la grande voie qui prenait en écharpe l’Armorique depuis la baie de Saint-Brieuc en passant par Carhaix et Penmarc’h,. Elle suivait un itinéraire qui la menait aux entours d’un autre site sacré celtique marqué encore aujourd’hui par le calvaire de Kerbreudeur en Saint-Hernin, qui a beaucoup de points communs avec celui de Tronoën. En devenant gallo-romain, au culte des morts gaulois succède celui de Vénus Anadyomène, la Vénus sortie des eaux, comme le montrent les ex-voto de terre cuite mis au jour lors des fouilles menées en 1876 par Paul du Châtellier.. Au cours des siècles les vertus sacrales se perpétuent et Vénus devient Marie.

## La chapelle
La chapelle de Tronoën, de plan rectangulaire (25 m de long pour 12 m de large), se compose d’un vaisseau principal, de deux fois deux travées séparées par un puissant arc diaphragme qui supporte un clocher à trois flèches, d’un bas côté au nord et d’un chevet plat à l’est. Les voutes sont en ogive, celles des quatre travées de la nef, dotées de liernes, ont une composition octopartite des voutains, alors que celles du bas côté sont quadripartites. La chapelle s’apparente aux rares édifices bretons du XVe siècle aux voutes appareillées, tels Le Folgoët, Kernascleden ou Locronan, sanctuaires de pèlerinage construits autour des années 1420-1430. La prospérité économique du règne du duc de Bretagne Jean V (1389-1442) permet l’édification d’une multitude de sanctuaires encouragée par les ordres mendiants dès la fin du XIVe siècle.
Le collatéral au nord a subi, à une date inconnue, un remaniement comme le révèle l’ancienne limite du mur primitif visible à l’extérieur sur les pignons est et ouest, et les vestiges d’une balustrade et de gargouilles à l’est. Cinq fenêtres géminées aux arcs trilobés et remplages de style flamboyant éclairent la nef et le collatéral. La grande verrière du chevet est formée de cinq lancettes surmontées d’une rosace dont le remplage en gothique rayonnant est constituée d’un réseau de neuf quadrilobes qui évoque modestement dans sa composition, les roses des carmes de Pont-l'Abbé (1406 ou 1411) et plus particulièrement celles du pignon occidental. Parmi les armoiries de cette verrière, décrite par Gabriel Puig de Ritalongi avant sa destruction à la fin du XIXe siècle, figurait le blason de Rosmadec par alliance, mais ne figurait pas encore celui de Rostrenen,. Ce qui induit qu’elle fut posée entre 1420 et 1440, antérieurement au mariage de Jean du Pont avec Marguerite de Rostrenen. Il est possible que la construction ait été voulue par son père, Hervé du Pont (†1426) et son épouse, Marie (1390-1457), nièce de l'évêque Bertrand de Rosmadec (†1445) qui fut conseiller et aumônier des ducs Jean IV et Jean V, et évêque de Cornouaille de 1416 à 1444. Grand bâtisseur, l’évêque acheva le couvent des Carmes de Pont-l'Abbé par un cloître en 1411 et entreprit de nombreuses constructions dans Quimper dont la nef et le porche ouest de la cathédrale. Dans ce contexte, les dates de 1420-1430 sont vraisemblables pour situer l’édification de la nouvelle chapelle, voulue par ce puissant lignage de Cornouaille, lié à la cour ducale,. Deux portes s’ouvrent sur la façade au sud. La principale, rehaussée de deux marches, est entourée d’un porche en plein cintre dessinée par une archivolte en accolade et fleuron dont les voussures s’appuient sur des colonnettes. Elle s’inscrit dans un haut gable surmonté de rampants à crochets, d’un fleuron et de deux pinacles posés sur les piles encadrant l’entrée. De chaque côté, sous le porche, au-dessus de deux banquettes se faisant face, se succèdent huit niches, coiffées de deux arcs en accolade, surmontés d’un fleuron. Les sculptures des apôtres auxquels elles étaient destinées, n’existent plus. Le porche est vouté en croisée d’ogives quadripartites et s’ouvre par une porte en plein cintre à deux voussures prolongées par des colonnettes, qui donne accès à la nef.
Vers l’est, une porte nobiliaire de plain-pied, ouvre directement sur le chœur. Trois voussures en plein cintre terminées par une archivolte à crochets surmontée d’un fleuron et deux étroites piles sommées de leur pinacle, entourent l’embrasure de la porte. Le gable est surmonté, comme pour le porche, de rampants à crochets et d’un fleuron aujourd’hui brisé.
À gauche, à l’extérieur en avant de la porte, surmonté d’une accolade se trouve un bénitier sculpté dans le retour du contrefort de la tourelle d’escalier. Au-dessus, un visage énigmatique, difficilement visible, se cache derrière le pinacle. Appelé « le guetteur », il semble être là, non pour scruter le monde visible réduit de son champ de vision, mais plutôt pour enjoindre les pèlerins qui le découvriraient, à porter leur regard vers l’invisible des mystères divins, rôle dévolu aux images au Moyen-Âge.
À l’ouest une simple porte en tiers-point perce le pignon de même qu’au nord une porte à anse de panier en accolade s’ouvre dans le collatéral.

### Les sculptures
À l’intérieur, sur le pilier de l’arc diaphragme, une Vierge de la fin du XVIe siècle, repose sur une console sculptée de deux chiens affrontés, qui pourraient évoquer le nom des Dominicains dont la forme latine, en jouant sur les mots, donnait Domini canes (chiens de Dieu), suggérant un intérêt des frères Prêcheurs pour cet important site de pèlerinage.
Au chevet, de part et d’autre de la verrière, se place une Annonciation de la fin du XVe siècle, avec la Vierge à gauche tenant le Livre et l’archange à droite. Une forte symbolique préside à cette disposition, puisque le verre est l’emblème du corps marial : image de la virginité de Marie, le vitrail est traversé par la lumière sans s’altérer, comme le verbe de Dieu traverse le corps de Marie sans le corrompre,. Au-dessous, installée au début du XXe siècle, est placée une monumentale pierre d’autel qui fut à l’origine une table d’offrande exhumée du sol de la chapelle vers 1890. Sa longueur exceptionnelle (5,35 m) bouche les deux niches encastrées dans le mur du pignon. Sa positon originelle est inconnue mais sa dimension est en accord avec l‘affluence des pèlerins qui devaient y déposer leurs offrandes en nature.
D’autres sculptures se répartissent sur les autels secondaires : dans le collatéral, saint Maudez et sainte Barbe, sur des consoles de part et d’autre de la baie et deux anges adorateurs du XVIIIe siècle posés sur l’autel. Sur un autel d’offrandes, situé entre les deux travées du chœur, sont placées deux sculptures provenant du calvaire de Saint-Evy en Kerbascol : une Vierge de pitié et une Vierge à l’enfant accolée à un Christ en croix sans tête (XVIe siècle).
Sur le mur nord du collatéral un saint Sernin du XVIIe siècle tient la tunique du Christ lors de son baptême.
Les clefs de voute sont ornées de blasons aujourd’hui muets, la polychromie ayant disparu, sauf pour le blason de Kerguiffinec (trois bandes, surmontées de trois hermines), sculpté à la clé de la deuxième travée de la nef. Une tête orne la clé de la troisième travée du bas-côté.
Au culot de la voussure à l’angle nord–ouest, au-dessus de la porte de communication avec la sacristie, est représentée une tête de mouton en lien peut être avec la toponymie supposée de Tro-an-oen (vallée des brebis).
Au mur ouest un Christ en croix de la fin du XVIe siècle, à l’aplomb de la porte et au-dessus de ce qui dut être une tribune comme le laissent penser les colonnettes d’angle des retombées de la voute interrompues à l’emplacement supposé du plancher auquel on accédait par une ouverture pratiquée dans le bas-côté. Une simple fenêtre au sud éclaire cet espace.

### Le clocher
Le clocher domine la baie de ses trente mètres, posé au centre de la chapelle, soutenu par l’arc diaphragme. Une chambre de cloches centrale percée de six arcatures reçoit la flèche octogonale et quatre pinacles aux angles encadrent des frontons ajourés de petites baies et d’oculi. Les arêtiers sont hérissés de crochets et la pointe se termine par un fleuron. Deux clochetons symétriques, aussi de plan octogonal, reposant sur des massifs de pierre dont l’un reçoit la cage de l’escalier à vis, sont accolés de part et d’autre du clocher central. Ils en sont reliés par une galerie, délimitée par une balustrade à décor trilobé et décorée de six gargouilles.

## La sacristie
Relevée en 1995, la sacristie accrochée au pignon ouest dans l’alignement du mur gouttereau de la chapelle, adopte un plan rectangulaire. On y entre par une porte en anse de panier au sud ou par la porte de l’intérieur de la chapelle située au fond du collatéral nord. D’étroites ouvertures chanfreinées ou moulurées en cavet, y laissent pénétrer une chiche lumière.

## La fontaine de dévotion
Située en contrebas vers l’ouest, le long de la route qui conduit à la mer, la source est signalée par un édicule constitué d’une niche surmontée d’un fronton. Elle alimente un lavoir en pierres de taille et une mare. Le culte préchrétien de l’eau a été christianisé en attribuant aux sources la protection d’un saint. À Tronoën ce sera saint Maudez dévoué à la guérison des piqûres. Les anciennes croyances païennes coexistent avec les nouvelles pratiques chrétiennes dont le culte et les rites de l’eau sont si profondément implantés dans la culture populaire et rurale qu’ils sont restés actifs jusqu’à nos jours.
Depuis 2012, le pardon de la chapelle de Tronoën est dédié aux surfeurs.

## Le calvaire

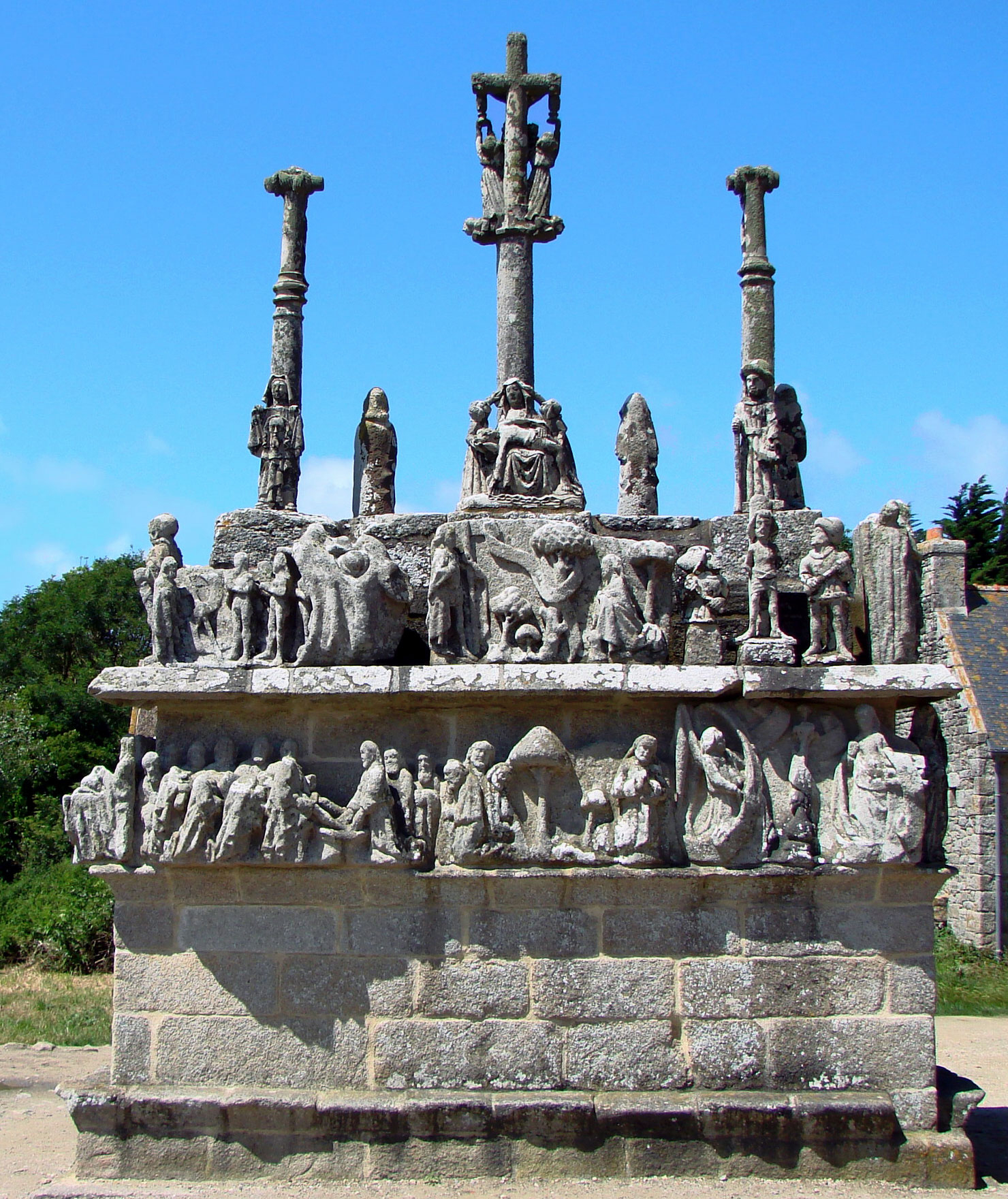
Calvaire de Tronoën (face est).

Il est le plus ancien des sept grands calvaires de Bretagne. La date de construction se situe entre 1450 et 1470, d’après ce que l’on peut en déduire des personnages vêtus selon la mode du temps du roi de France Charles VII (1403-1461). Il est constitué d'un soubassement rectangulaire de 4,50 mètres sur 3,50 mètres (la mace), de deux frises superposées séparées par un larmier, surmontées de trois crucifixions : le Christ et les deux larrons. La structure et la majorité des sculptures sont en granite de Scaër, à l’exception de trois scènes (Visitation, Nativité et les rois mages) taillées dans du Kersanton qui a mieux résisté aux intempéries.

### Le maître de Tronoën
L’étude stylistique révèle un lien évident avec d’autres sculptures de la région de Carhaix et l’intervention d’au moins quatre sculpteurs à plusieurs périodes,. Bien que le calvaire ne se soit pas construit en une seule fois, « la cohérence iconographique générale montre bien qu’une seule pensée a présidé à la conception d’ensemble » selon Marc Déceneux. Son apparition en baie d’Audierne, aussi loin de Carhaix, peut-il s’expliquer par l’installation de Jean du Pont, seigneur de Pont-l’Abbé (1421-1478), à Rostrenen après avoir épousé Marguerite de Rostrenen en 1440, d’où l’on peut imaginer qu’il diffuse vers son ancien fief les modèles de Kerbreudeur ou de Saint- Hernin ?
L’atelier du maître de Tronoën se reconnait à travers quelques traits stylistiques caractéristiques : manière compacte de concevoir les formes, anges de compassion autour de la Vierge de pitié, anges eucharistiques ou hématophores recueillant le saint Sang, pieds du Christ allongés et croisés en torsion extérieure, barbe irrégulière au menton et à la zone sous nasale (philtrum) glabre. Cet atelier s’exprime dans les sculptures des petits calvaires de Chateauneuf-du-Faou, de Saint-Goazec et du Moustoir, ainsi que sur les plaques d’autel de Peumerit-Quintin et par une série de sept Vierges de pitié présentant des anges de compassion autour du Christ et de la Vierge (Carte 1, répartition des œuvres du Maître de Tronoën),,.

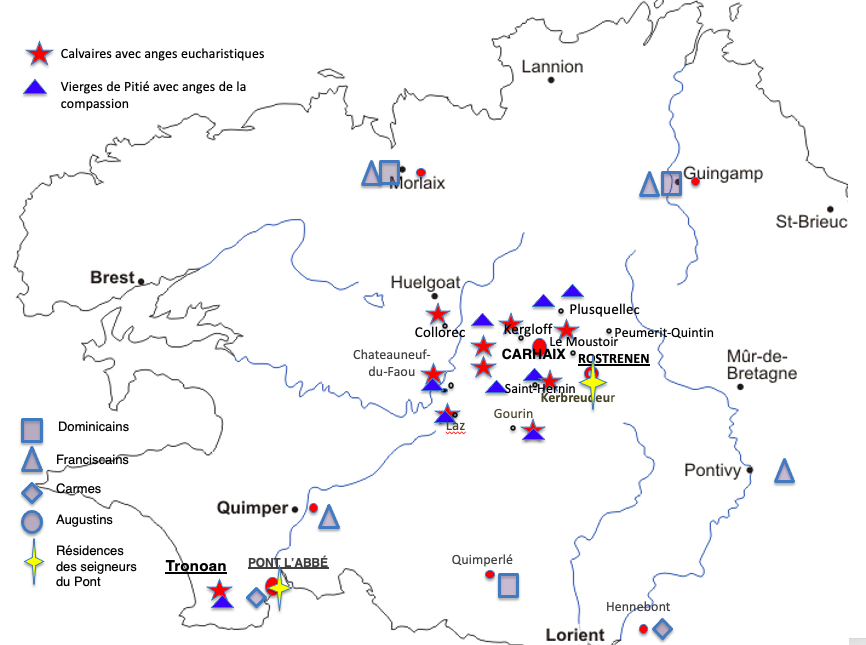
Carte 1, Répartition des œuvres du Maître de Tronoën

Tout en se conformant à l’iconographie conventionnelle, les clercs concepteurs des images et les imagiers sculpteurs de Carhaix ont conféré à ces figures une forme originale. Elles constituent une iconographie unique dans l’imagerie chrétienne, dérivée peut être des Vierges nimbées ou couronnées par des anges comme celle que l’on voit au trumeau du portail sud de la cathédrale d’Amiens (1288) ou issue de l’art des tombiers, comme le suggère Yves-Pascal Castel.

### La lecture du calvaire
La disposition des sculptures du calvaire, en scènes superposées, va induire un schéma de lecture plus démonstratif que narratif. Au premier niveau, les scènes se suivent chronologiquement pour permettre une lecture horizontale, correspondant au cheminement terrestre (iter), depuis l’Annonciation jusqu’à l’Agonie. Au deuxième niveau, l’ordre canonique est abandonné pour mettre les deux registres en concordance et susciter une lecture verticale qui réalise le mouvement d’élévation vers la croix accompagnant le cheminement spirituel des pèlerins (transitus). Ainsi, les épisodes évangéliques s’enchaînent selon un principe d’association verticale qui permet d’engager une méditation sur les mystères à l’aide des correspondances entre les scènes des deux niveaux, faisant du calvaire un instrument théologique au service de la foi.
La visite du calvaire de Tronoën commence, à l’angle inférieur droit de la face est, par la figure inaugurale de l’Annonciation. Les scènes se suivent ensuite de la gauche vers la droite selon le sens conventionnel de la lecture.

#### Face est, scène inaugurale, angle inférieur droit
Annonciation : La Vierge se tient devant un lutrin où sont rangés les livres saints. Les paroles que prononce l’archange « Ave maria gratia plena » (« Salut Marie pleine de grâce[…] ») et la réponse de Marie : « Ecce ancilla domini fiat mihi secundum verbum tuum » (« Je suis la servante du Seigneur ; qu'il soit fait selon ta parole »), seront inscrites sur les circonvolutions de deux longs phylactères se déployant à partir des deux protagonistes. Ils matérialisent la puissance du Verbe qui transporte le Christ dans le sein de Marie dont le phylactère enlace un vase posé devant-elle. Ce vase et le lys qui en sort, sont les symboles de son corps immaculé qui reçoit la parole fécondante de Dieu (confère ci-dessus, l’Annonciation de la chapelle).

#### Face nord

##### Registre inférieur
Visitation : Marie se rend chez sa cousine Elizabeth, enceinte de saint Jean Baptiste. Celle-ci la reçoit en lui touchant le ventre reconnaissant en Marie la mère du Messie (Luc I, 43). La chevelure de Marie découvre ostensiblement son oreille par laquelle elle reçut l’annonce divine. Le Christ s’est introduit par l’oreille en Marie, porté par la parole de l’archange. Saint Ephrem (306-373), dans l’Hymne 21 à Marie pour la liturgie des heures dira que : « Marie de Nazareth conçut le Seigneur par l’oreille, d’où la Parole de Dieu entra pour être par elle conçue ». Augustin d’Hippone (354-430) reprendra le thème en le spiritualisant : « Elle a conçu d'abord dans l'esprit avant de concevoir dans le ventre ». Au moment où Marie prononce les paroles du magnificat, Jean Baptiste, le précurseur tressaille dans le ventre d’Élizabeth (Luc I, 39-56).
Nativité : la Vierge est allongée dans la crèche (la mangeoire des animaux), constituée d’un simple plessis, un tressage grossier de branchages, comme mentionnée dans Luc II. La Vierge y est couchée, poitrine ouverte, suivant le texte de l’Évangile apocryphe du Pseudo-Mathieu pour montrer sa virginité,. Le Christ, déjà grand, désigne la scène de l’Outrage au registre supérieur,, allusion prémonitoire de sa Passion que Marie accepte, dans un geste d’offrande bras tendus et paumes ouvertes. Jésus est de face et, se montrant déjà en Christ salvateur, tient dans sa main gauche l’orbe terrestre.
Derrière le lit de la Vierge, devant l’âne et le bœuf, en retrait et absent de l’événement qui se déroule, Joseph dort ou songe, trahissant son vieil âge (Protévangile de Jacques IX, 2 ; Pseudo-Mathieu VIII, 3-4). Le théologien Gerson (1363-1429) expliquera que Joseph n’étant pas le géniteur du Christ, il n’a pas à être concerné par sa naissance,,.
Adoration des rois mages : les trois rois se présentent avec leurs offrandes. Le premier est barbu, vêtu d’une houppelande et sans couronne, il est agenouillé devant le Christ. Le deuxième de face, la tête ceinte d’une couronne fleuronnée, désigne de son doigt tendu l’étoile qui les a guidés. Il porte un pourpoint (étoffe piquée rembourrée d'ouate) à manches gigot, caractéristiques avec ses chaussures à poulaine de la seconde moitié du XVe siècle. Le troisième, de profil, est également enveloppé d’une houppelande à larges manches et a la tête couronnée.

##### Registre supérieur
Pamoison de la Vierge Marie soutenue par saint Jean : ce groupe réunit les saintes femmes, Marie, mère de Jacques le Mineur, Marie-Salomé, Marie-Madeleine reconnaissable au vase posé à ses pieds et l’apôtre Jean. Il devrait être situé au pied de la croix, mais l’emplacement adopté ici permet de lier les deux registres. Au Magnificat du premier niveau répond le Stabat Mater de la frise supérieure et à la Nativité répond le groupe de femmes de la Pamoison dans l’accomplissement de la prédestination. Jésus en croix, dira à Marie en désignant Jean : « Voici ton fils, mère », et à Jean « Voici ta mère » (Jean XIX, 27), compensant la perte du fils que les mains ouvertes de la Vierge offraient à la Providence au moment de la Nativité.
Christ outragé : Jésus à la tête recouvert d’un linge et le corps enveloppé d’un ample manteau. Rien de sa chair n’est visible. À l’apparition du corps du Christ, bien visible de la Nativité, répond celui du corps dissimulé de l’Outrage qui empêche de voir le fruit de l’Incarnation. Les soldats le frappent et se moquent de lui, leur incrédulité ne leur permettant pas d’accéder au mystère du Dieu fait homme.

#### Face ouest

##### Registre inférieur
Présentation au temple : cinq personnages sont en présence, Joseph appuyé sur son bâton en forme de T, Marie présentant l’enfant Jésus au grand prêtre Siméon vêtu en évêque et, derrière lui, Anne la Prophétesse (Luc II, 36-38), ces deux derniers vieillards représentant l’ancienne loi. À l’occasion de ce rite de la loi juive, Siméon prophétise le destin de Jésus, les douleurs de Marie et reconnaît le Messie par un chant d’action de grâce, le Nunc dimittis.
Baptême : il est ici inhabituellement répété deux fois, séparé par la figure de saint Sernin portant la tunique du Christ. Saint-Jean de sa main gauche touche légèrement le coude du Christ dans un geste familier. La scène est répétée deux fois. La répétition peut s’expliquer par le thème traditionnel du baptême comme mort et naissance à une autre vie. Il s’accomplit dans le sang du Christ puisque se faire baptiser c’est incorporer l’Église qui, selon saint Augustin, est issue de sa blessure au côté, blessure qui émettra au moment de la Crucifixion à la fois de l’eau et du sang,,. Le coup de lance ouvre la plaie dans le corps du Christ comme on ouvre une porte. L’eau lustrale est ainsi « le sang de Jésus » qui « purifie de tout péché », puisque le Rédempteur est venu avec « l’eau de son baptême et le sang de sa mort » (Epître I Jean V, 6-9). Le second baptême de Tronoën vient confirmer le premier selon le Psaume LXVII, 29 : « Confirmez, Dieu, ce que vous avez opéré en nous ». Parole sacramentelle reprise pour l’onction : « Sois marqué de l’Esprit Saint, le don de Dieu ». Alors que le premier baptême incorpore à titre individuel, la Confirmation est collective, dirigée vers l’eucharistie qui rassemble les fidèles en l’Église,. Enfin, le double baptême est posé sur une pierre d’autel qui symbolise le corps du Christ, la pierre du sacrifice qui supporte tout l’édifice théologal : « L’autel est la figure du corps, et le corps du Christ est sur l’autel » comme le formulera Ambroise de Milan (340-397) dans De sacramentis, IV, 7.
Jésus devant les docteurs : Jésus est monté sur une sorte d’estrade lui permettant de dominer les autres personnages tout en le montrant comme un enfant et énumérant ses arguments sur les doigts dans le geste du comput digital. Derrière lui un phylactère, dont les docteurs se saisissent, porte les paroles qu’il prononce à ce moment. À cette occasion, Jésus s’émancipe à la fois de ses parents terrestre en se remettant entre les mains de son père céleste et de l’ancienne loi en opposant sa Parole à celle des docteurs (Luc II, 49-50).

##### Registre supérieur
Le jugement de Ponce Pilate : d’un côté le groupe de Pilate et son serviteur, et de l’autre celui de Jésus entouré de deux gardiens. Les personnages sont de face comme s’ils prenaient à témoin la foule décrite par les évangiles et insinuant une responsabilité collective de la condamnation.
Les deux larrons portant leur croix : nommés Gismas et Desmas dans l’évangile apocryphe de Nicodème, leur présence à ce stade de la Passion est uniquement mentionnée dans Luc, XXIII, 32. Suivant immédiatement le jugement de Pilate, ils représentent le châtiment de ceux qui condamnèrent le Christ. Ils sont « comme les délégués sur la croix des Grands Prêtres, des scribes, des Anciens » et de tous ceux qui participèrent à la condamnation du « roi des juifs ».
La montée au calvaire : le Christ porte seul sa croix conformément au texte de Jean XIX, 17. Précédant les deux larrons, il est conduit encordé entre deux soldats portant épée, casque et plastron. Chacun pèse d’une main sur la croix pour accroître la cruauté du supplice. Le Christ, jambes ployées sous l’effort, simplement revêtu du périzonium, marche vers le Golgotha.

##### Plateforme côté ouest
Crucifixion : le Christ en croix penche la tête du côté droit d’où, de la plaie provoquée par le coup de lance, naîtra l’Eglise,. Trois anges hématophores, porteurs de quatre calices, recueillent le Précieux Sang s’écoulant des plaies du crucifié ; un quatrième dans un geste de compassion soulève les cheveux et la couronne d’épine du Christ au sommet de la croix. Leur présence est l’une des caractéristiques du maître de Tronoën.
Marie et Jean se tiennent de part et d’autre de la Croix central. Au pied de celle du bon larron un religieux ou un laïque donateur (car son visage est barbu et il n'est pas tonsuré) qui pourrait être Jean du Pont baron de Rostrenen, est agenouillé en prière pour exhorter les pèlerins à la contrition.
La face ouest expose les quatre sacrements au fondement de l’initiation chrétienne. Disposés en effet l’un au-dessus de l’autre, dominés par la croix, il y a le Baptême et sa Confirmation surmontés des deux larrons représentant la Pénitence, troisième sacrement qui répare la grâce corrompue par le péché, et l’Eucharistie au sommet avec les anges hématophores recueillant le sang rédempteur,.

#### Face sud

##### Registre inférieur
Le retour du Christ en gloire : la Parousie rappelle l’origine du péché et la rédemption apportée par le Christ et Marie, le second Adam et la seconde Ève, présidant à la résurrection des morts (Figure 1). À droite un arbre avec Adam et Ève de part et d’autre, sur lequel s’enroule en spirale un serpent à corps de femme et à tête humaine. La femme serpent, selon la Kabbale, est la personnification du mal sous la forme de la première épouse d’Adam, Lilith, que Dieu chassa du paradis pour avoir refusé de se soumettre à Adam. Elle revint se venger en provoquant la chute du premier couple. Adam, au pied de l’arbre, se tient la tête dans la position du dormeur comme au moment où Dieu, après l’avoir endormi, fait naître Ève de son côté. À gauche, plus grand que les autres personnages, assis sur l’arc représentant la réconciliation entre Dieu et l’humanité, le Christ enseignant fait le geste de bénédiction d’une main et tient le livre de la Parole de l’autre. Le mal, vaincu, se tient en haut à droite, les jambes croisées en signe d’inactivité et d’impuissance à côté d’un ange portant les instruments de la Passion,.
Sur le bord gauche, figure Marie, symétriquement à l’Ève de la partie droite. Dans les hymnes à la Vierge, on utilisait une formule courante au Moyen-Âge : « Par l’ave tu enlèves nos peines/ Quand tu renverses le nom d’Ève ». Ainsi, les positions opposées d’Ève et de la Vierge suggèrent l’inversion de la salutation angélique : ave remplace eva, la Vierge de miséricorde rachète le péché originel. Au pied du Christ trois personnages représentent la Résurrection qu’un ange annonce en soufflant dans une trompette.
La Cène : elle ne centre pas les personnages autour de Jésus positionné à un bout de la table avec Jean à sa droite et six apôtres à sa gauche. Ce nombre renvoie à l’arithmétique sacrée, très répandue au XVe siècle. Les six apôtres représentent les six âges de l’humanité que saint Jérôme et saint Augustin imaginèrent pour diviser l’histoire du monde sur le modèle de la création, correspondant chacun à un âge de la vie terrestre,,,. Le septième jour est figuré par Jean endormi sur l’épaule du Christ, achèvement de la création et venue du Rédempteur au 8e jour, celui du Nouveau testament et de la Résurrection.

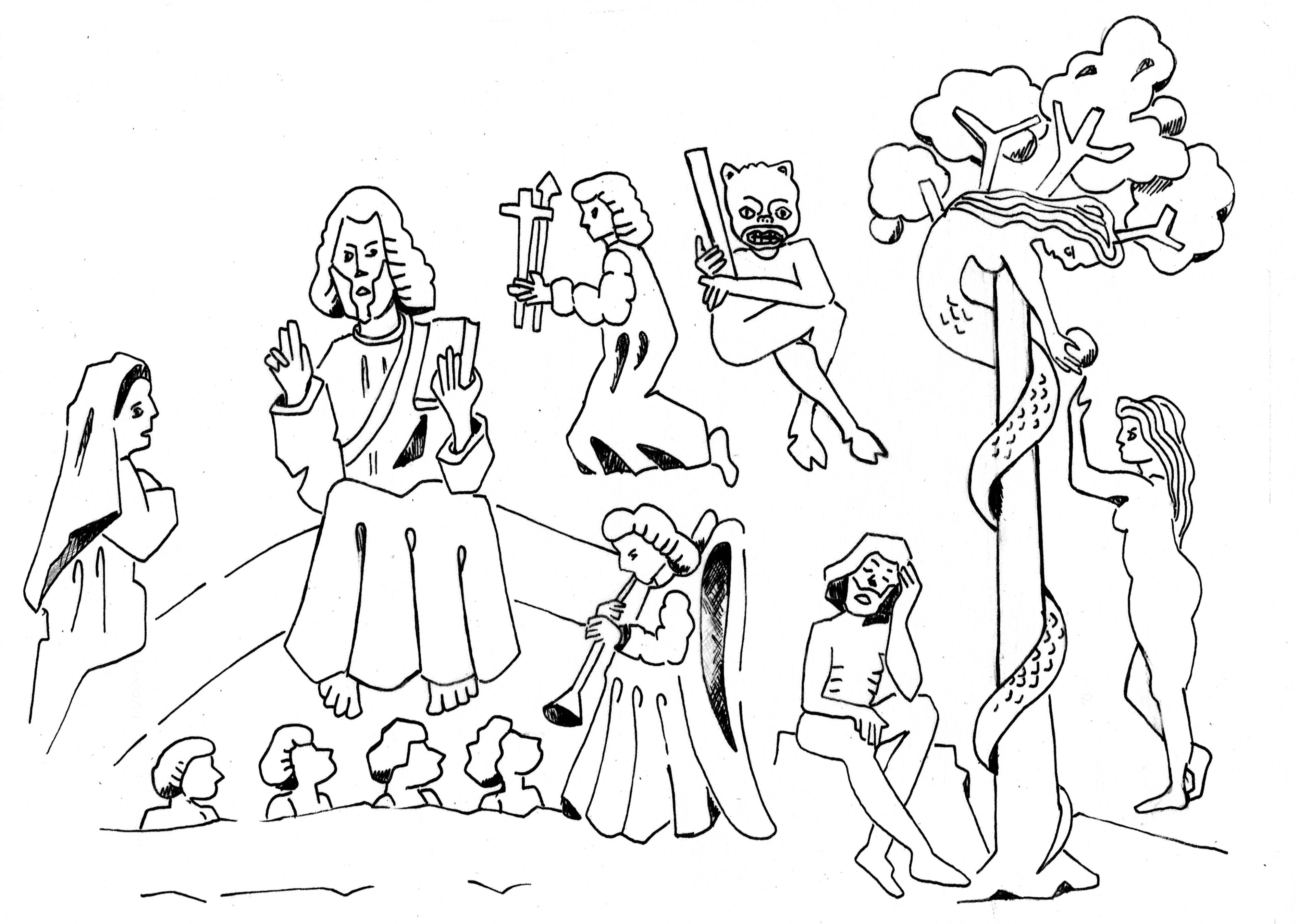
Figure 1 : Retour du Christ en gloire, face sud, registre inférieur gauche. Calvaire de Tronoan.

##### Registre supérieur
Résurrection : la Résurrection marque le redressement du temps dévié par la faute d'Adam, et le début de la Réconciliation des hommes avec Dieu. Le Christ triomphant, brandissant sa croix comme l'étendard de la victoire sur la mort, surgit du sépulcre, précipitant devant lui deux hommes frappés de stupeur, paumes ouvertes, bras tendus. La Résurrection du registre supérieur met en corrélation le retour du Christ ressuscité, le rachat de la faute d'Adama et d'Eve, la Cène et son message de réitération de l'Eucharistie. Confusion apparente de la chronologie opérant une inversion des registres où ce qui devait être en bas se trouve en haut et ce qui est futur devient présent. Retournement du temps qui annonce la fin des temps.
Soldat en armure : D'une taille insolite par rapport à l'ensemble des autres personnages du calvaire, il se détache solitaire à droite de la Résurrection. Il fait une grimace, il tire la langue et ses lèvres lippues désignent l'hérésie,. Cet ensemble d’expressions signifierait le blasphème, l'idolâtrie, la superstition ou l'hérésie contre lesquels les ordres mendiants luttèrent sans cesse, ce qui ferait de cette figure une double représentation de la haine et de l’erreur,. Ce soldat, avec sa face grimaçante, rappelle enfin que la dissonance sera là jusqu’au moment de la parousie, où le monde annoncé réalisera l’accord entre Dieu et l’être en plénitude, absout de la faute.

#### Face est

##### Registre inférieur
Lavement des pieds et transmission du pouvoir terrestre à saint Pierre : acte d’humilité par lequel le Christ affirme sa condition humaine. L’humilité est la vertu essentielle du chrétien qu’il doit adopter pour espérer le salut et accéder à  la vie spirituelle. Le pedilavium fut élevé au rang de sacrement par Bernard de Clairvaux parce que c’est un signe sensible de la grâce, en lien avec le baptême et la communion, un acte de purification qui efface les péchés.
L'agonie au jardin des oliviers montre le groupe des apôtres, Jean, Pierre et Jacques, séparés du Christ par un espace planté d'arbres. Le caractère paisible du groupe des apôtres est contrasté par la dureté de l'Agonie. Les souffrances du Christ sont l'accomplissement de deux volontés : volonté divine de l'Incarnation (présente dans la scène voisine de l'Annonciation et dont le même archange apparaît à Marie et au Christ de l'Agonie) et volonté humaine de l'acceptation de la Passion : « car lui-même qui était Dieu par nature, il avait aussi en tant qu'homme, comme volonté, l'accomplissement de la volonté du père ». Le même fiat sera prononcé par Marie et par Jésus lors de ces deux scènes.

##### Registre supérieur
Descente au limbe des patriarches : le limbe est représenté par une gueule monstrueuse décrite dans le mystère breton Les dialogues de la Passion comme la « Geuz ann ifern, bepred digor / Frank ha ledan evel ar mor » (« La gueule de l’enfer, toujours ouverte, / large et vaste comme la mer »), d’où sort Adam et Ève suivi d’un patriarche. Cet épisode est décrit par le seul évangile apocryphe de Nicodème (Ni, XXII). Le Christ enveloppé d’un grand manteau tient sa croix d’où se déploie un phylactère. La descente aux limbes est un acte de charité qui, comme le Lavement des pieds, célèbre l’humanité du Christ, sa compassion envers les justes qui ne purent recevoir le baptême et qu’il descend sauver. Charité et humilité sont les vertus qui fondent l’idéal chrétien.
Apparition à Marie Madeleine : le Christ avance recouvert du manteau de la résurrection. Un phylactère relie les deux protagonistes où devaient être inscrites les paroles échangées (Noli me tangere, Jean XX, 17), ou peut être en breton du XVe siècle : « Maria, na denessa quet ; Nem sco en effet a netra » (Marie ne vous approchez pas ; ne me touchez pas). D’abord incrédule, confondant Jésus avec un jardinier, au son de sa voix elle reconnaît le Christ. Pour Marie-Madeleine la parole précède le voir, elle croit avant de voir : « Heureux ceux qui n’ont pas vu, et qui ont cru », Jean XX, 19-29.
Flagellation : le Christ est attaché à la colonne et sa tunique a été enlevée, cette tunique qui sera tirée au sort plus tard au pied de la croix par les soldats. Mais ils ne peuvent voir l’Incarnation qui se présente pourtant sans voile à leurs yeux. Ils ne la voient pas « parce qu’ils regardent sans voir » (Mathieu XIII, 13 ; Marc VI, 12 ; Luc XXIII, 44-45). Seule la déchirure du voile lèverait leur cécité, car le voile qui obscurcit leur esprit ne disparaîtra que s’ils acceptent de lever celui de l’ancienne alliance qui les aveugle (II Corinthien III, 14-15).

##### Plateforme côté est
Le voile de sainte Véronique est le linge sur lequel s'empreint la figure du Christ. Le voile, qui sert normalement à cacher, exhibe au contraire ici le visage du Sauveur. Ce qu’il rend visible par son image est le mystère indicible de l’incarnation. Le corps du Christ est lui-même une image qui rend visible, dans sa personne humaine, le Dieu invisible infigurable : « le Christ est l’image visible du Dieu invisible » (Colossiens I, 15).
Vierge de Pitié : Le groupe est placé sur une nuée ce qui supplée à l’absence de l’Ascension et de l’Assomption. Jean Wirth voit dans ce groupe, par la substitution de l’enfant Jésus par le cadavre du christ sur les genoux de la Vierge, un raccourci entre la petite enfance et la mort, entre la joie et le deuil donnant à cette figure « une forte charge émotive »,. Deux anges soulèvent le voile de la Vierge et soutiennent le Christ selon l’iconographie singulière du maître de Tronoën.
Saint Jacques : Il se devait de figurer en ce lieu de pèlerinage, figure la plus représentée dans les églises du Finistère. Il porte le grand manteau et le chapeau à large bord. Il tient le bourdon des marches pèlerines et l'aumonière à la ceinture. Il clôt la pérégrination des pèlerins qu'il libère de leur engagement. En effet, selon Jacques de Voragine, Dans la Légende Dorée, Saint Jacques est lié à de nombreux actes où il intervient en libérateur lui faisant dire : « Dieu relève ceux qui sont tombés et il délivre ceux qui sont captifs. »
Le calvaire a été inscrit au titre des Monuments historiques le 13 juin 1894. La chapelle l’a suivi le 27 aout 1907.

Vues de l'extérieur
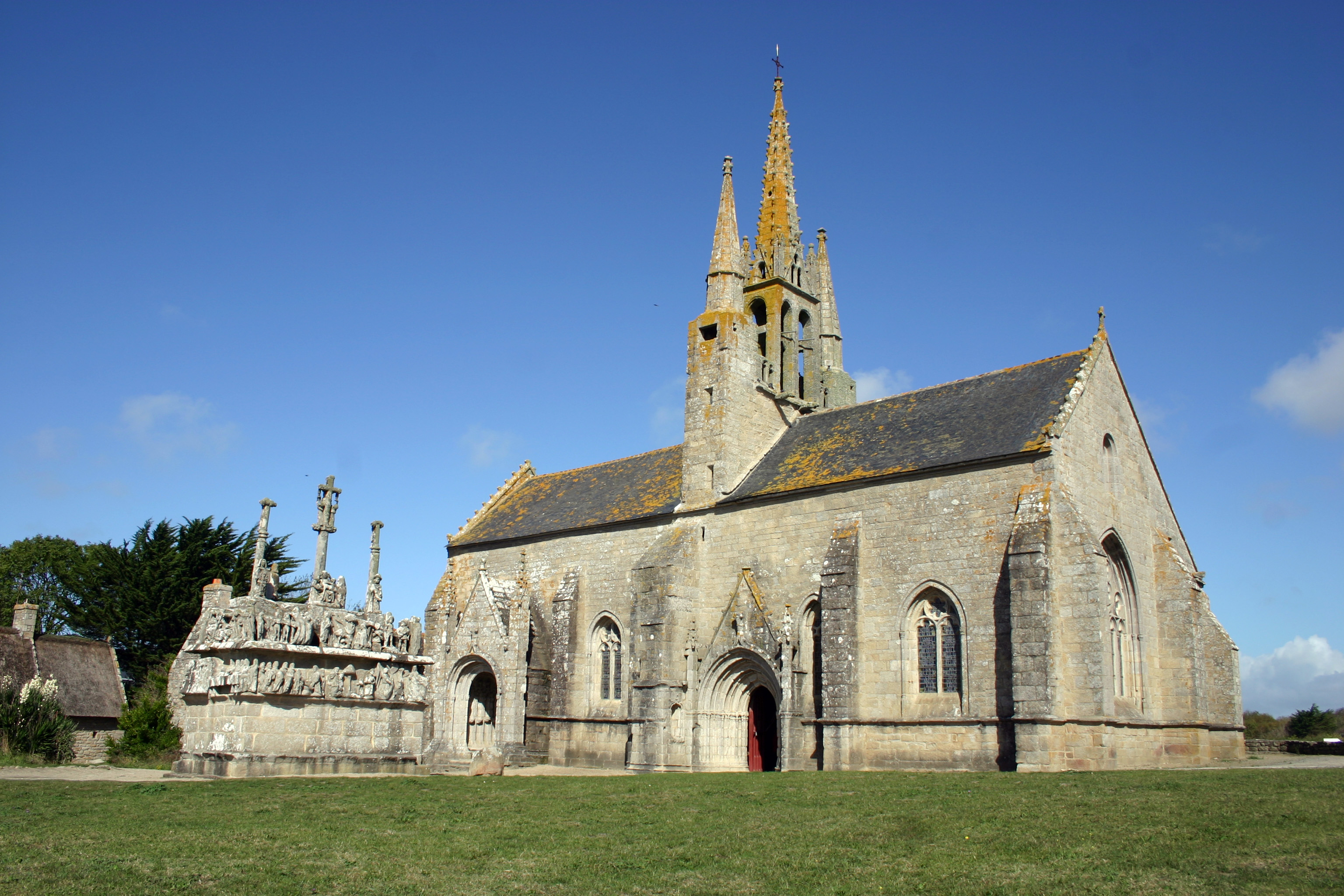
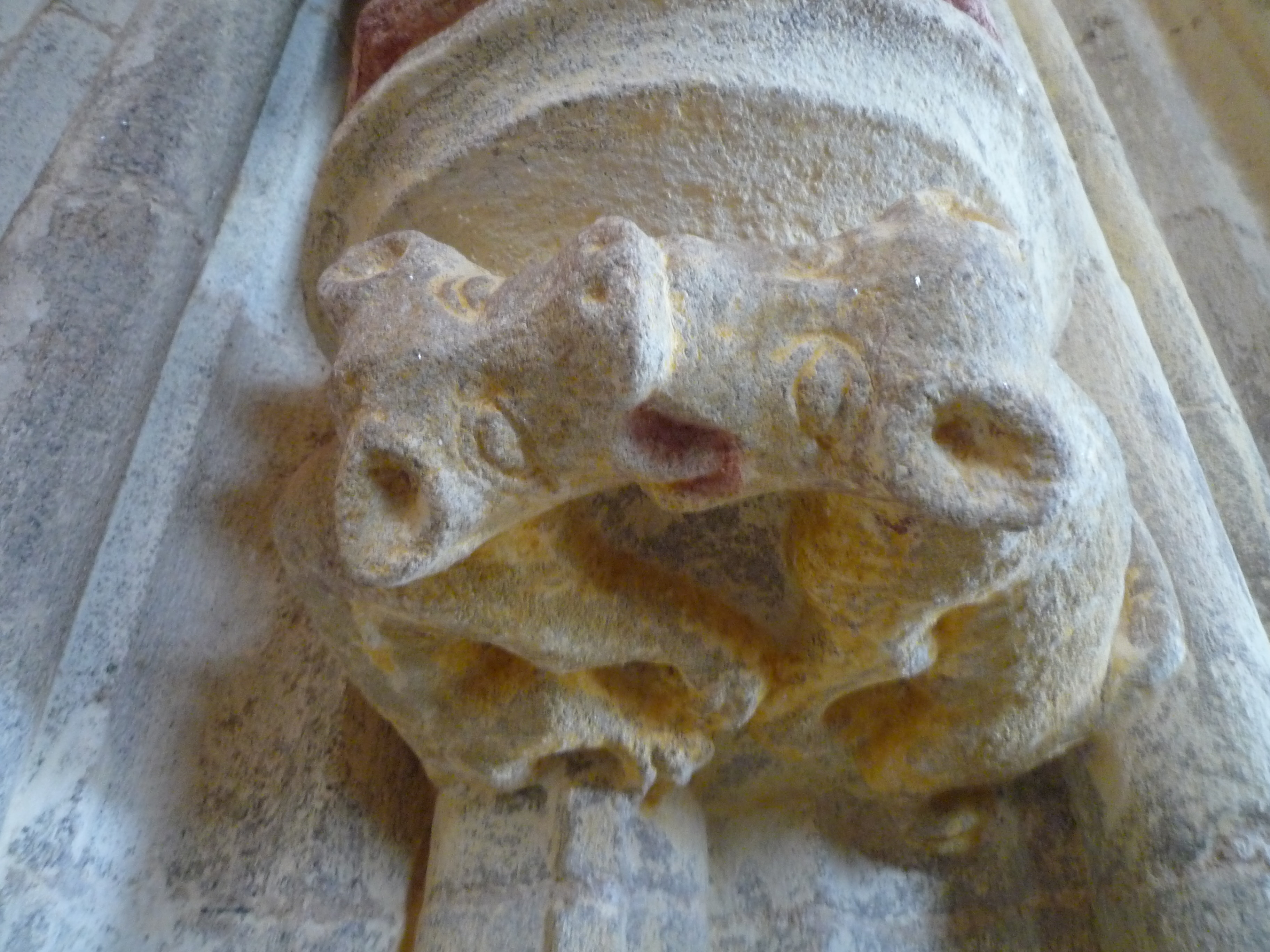
Culots de la Vierge des sept douleurs, deux chiens affrontés représentant les « chiens de Dieu » comme s'appelaient les dominicains.
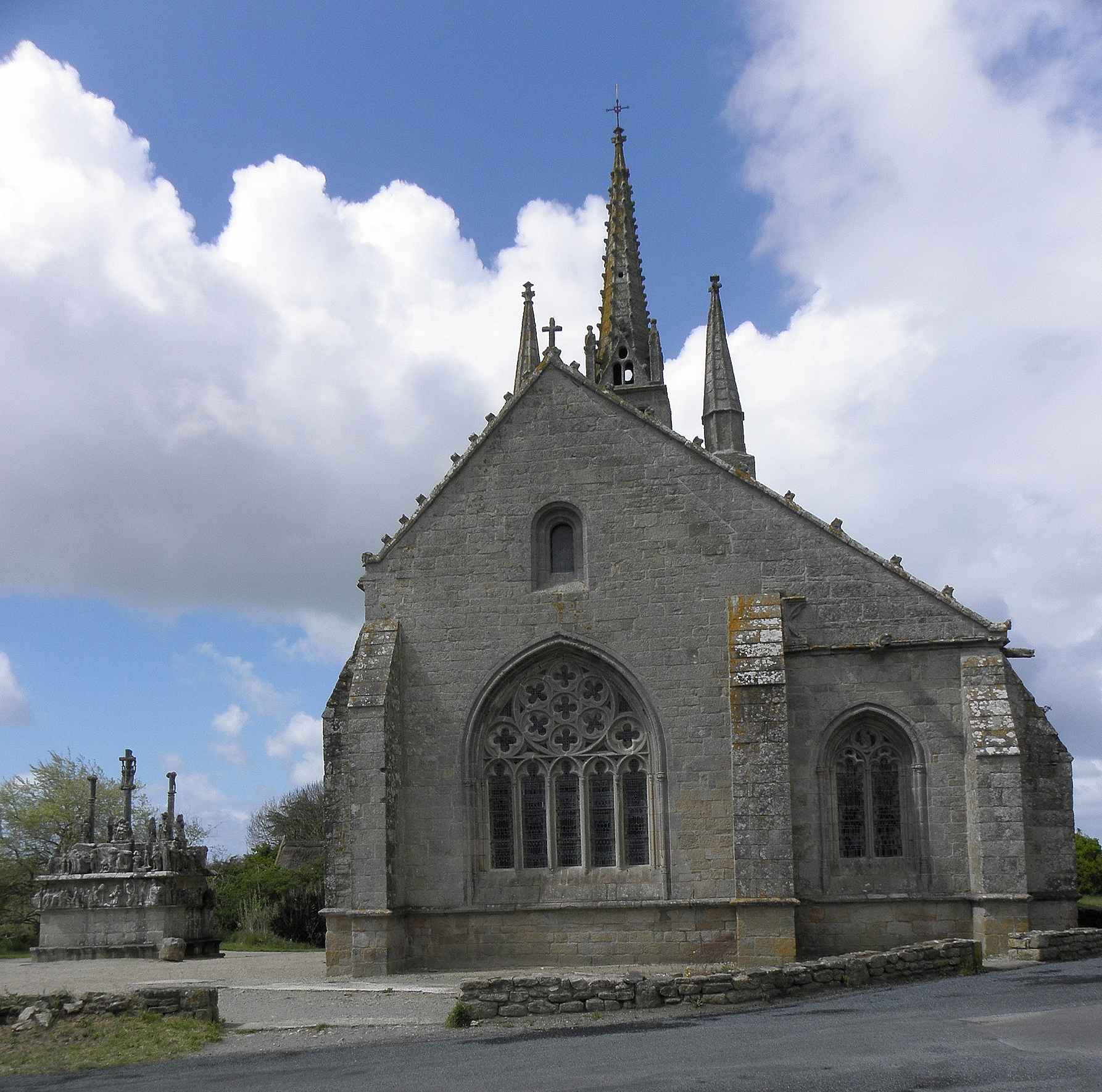
Le chevet (l'ajout du bas-côté se voit par la différence de parement) et le calvaire.
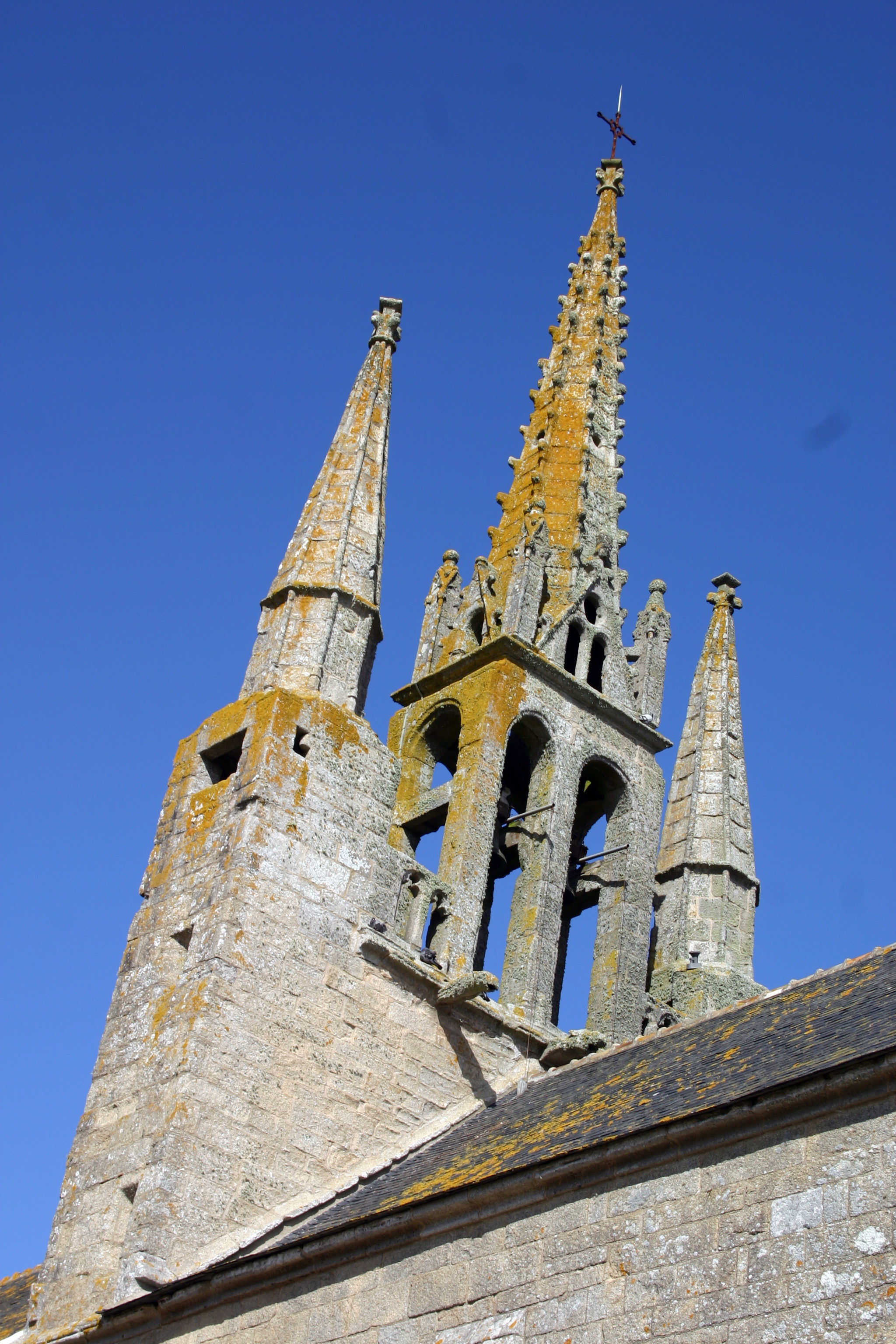
Le clocher.
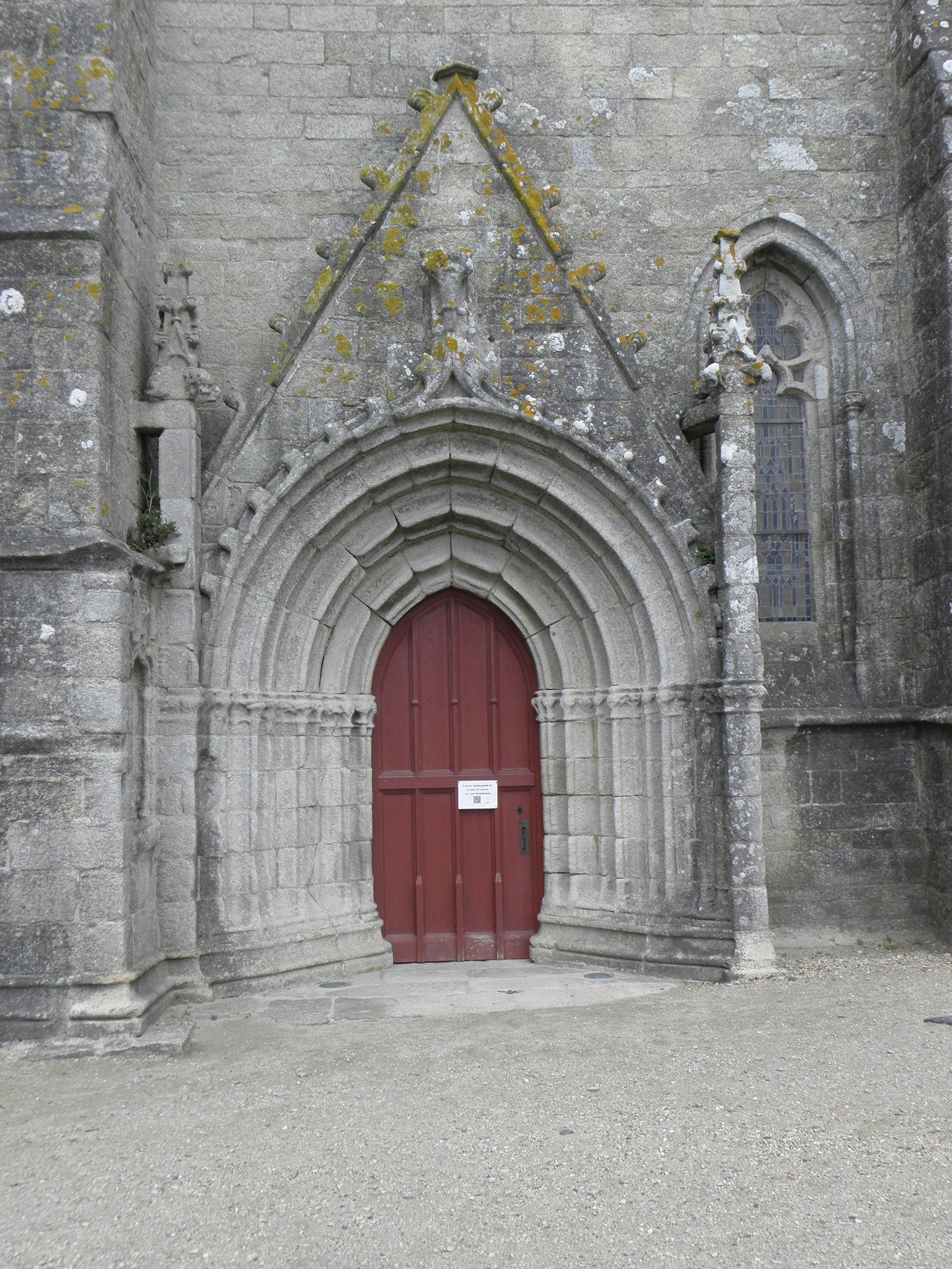
Porte de la costale sud du chœur.
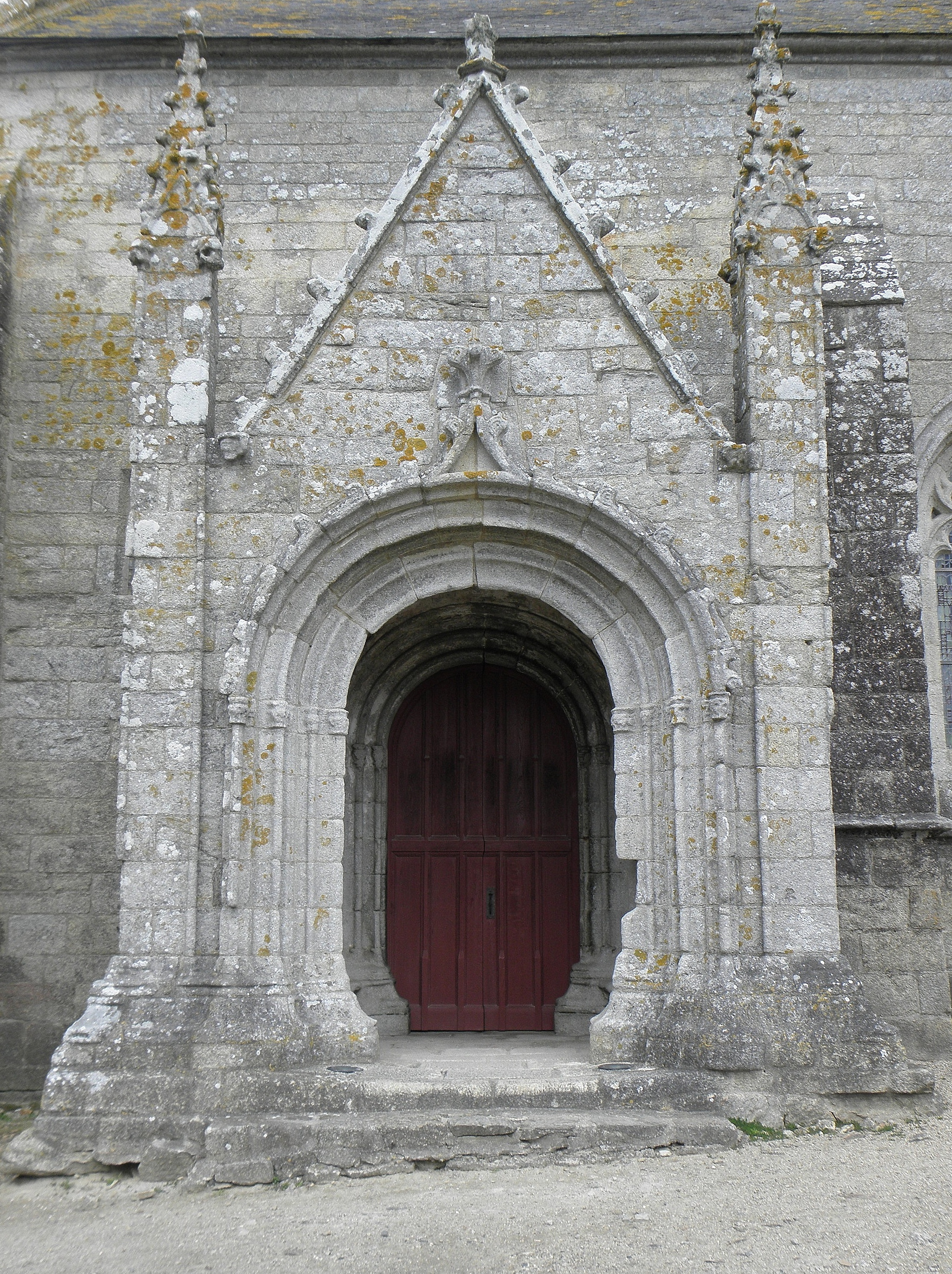
Le porche sud.
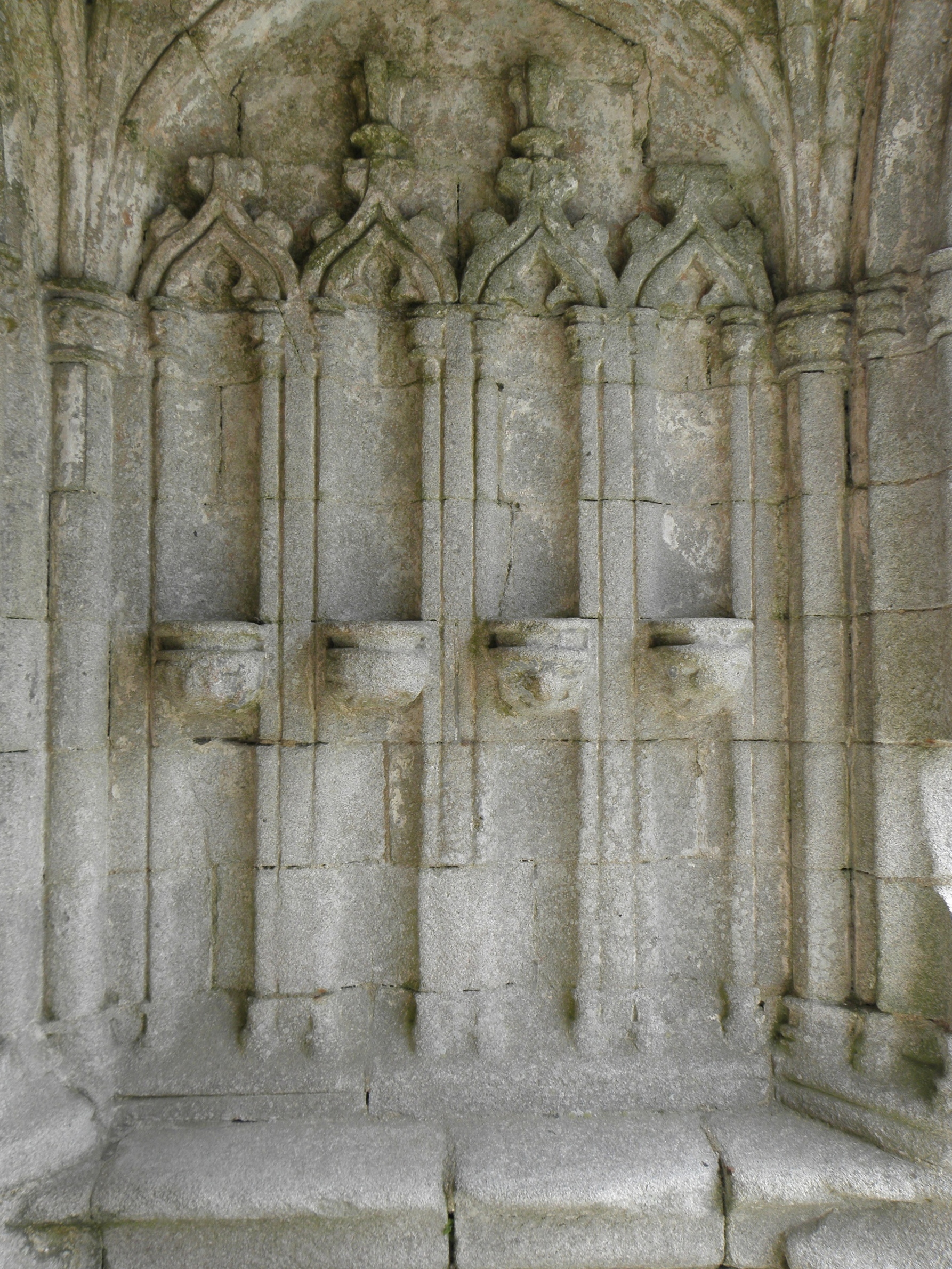
Intérieur du porche sud.

Vues de l'intérieur
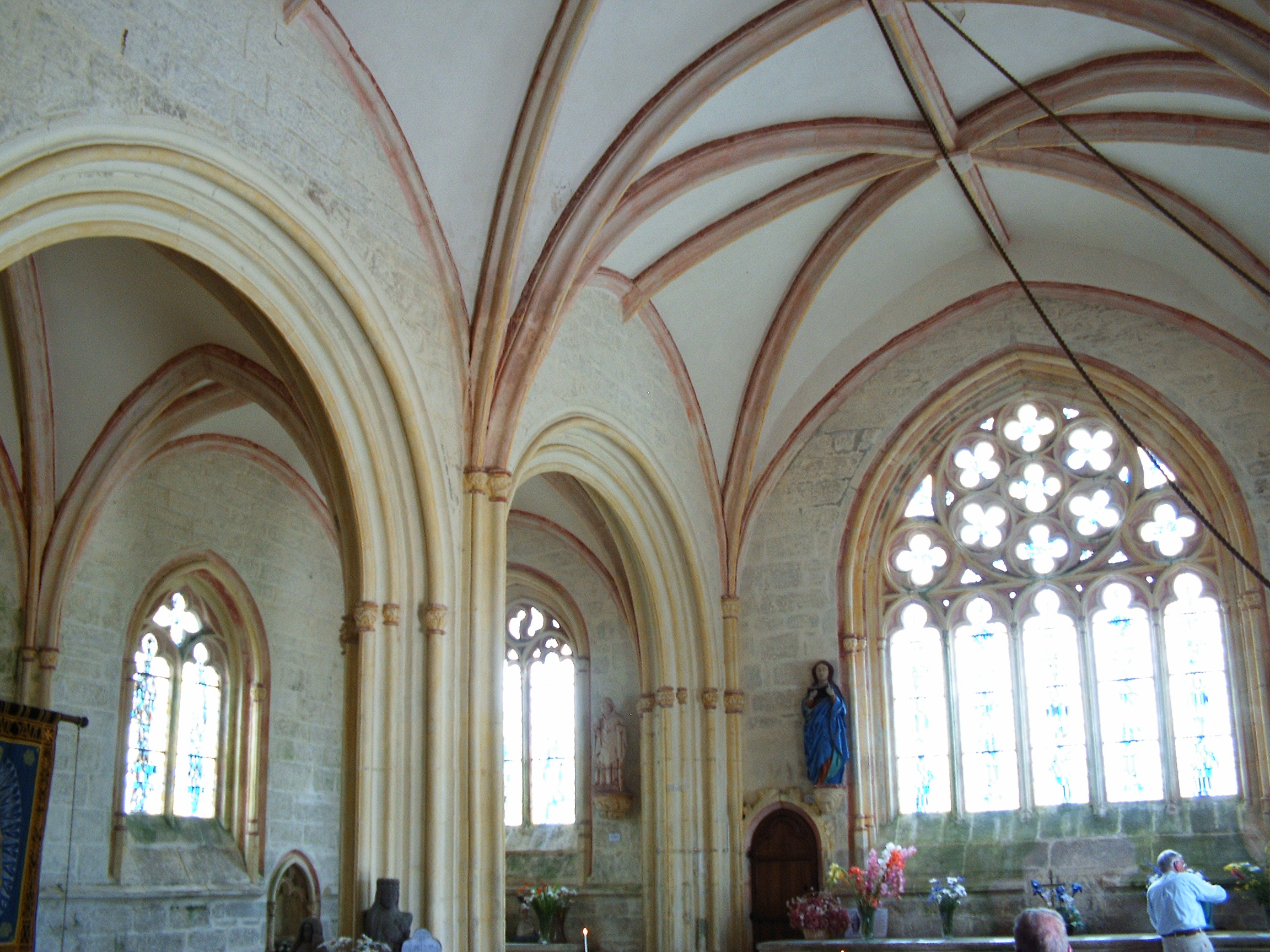
Vue intérieure partielle.
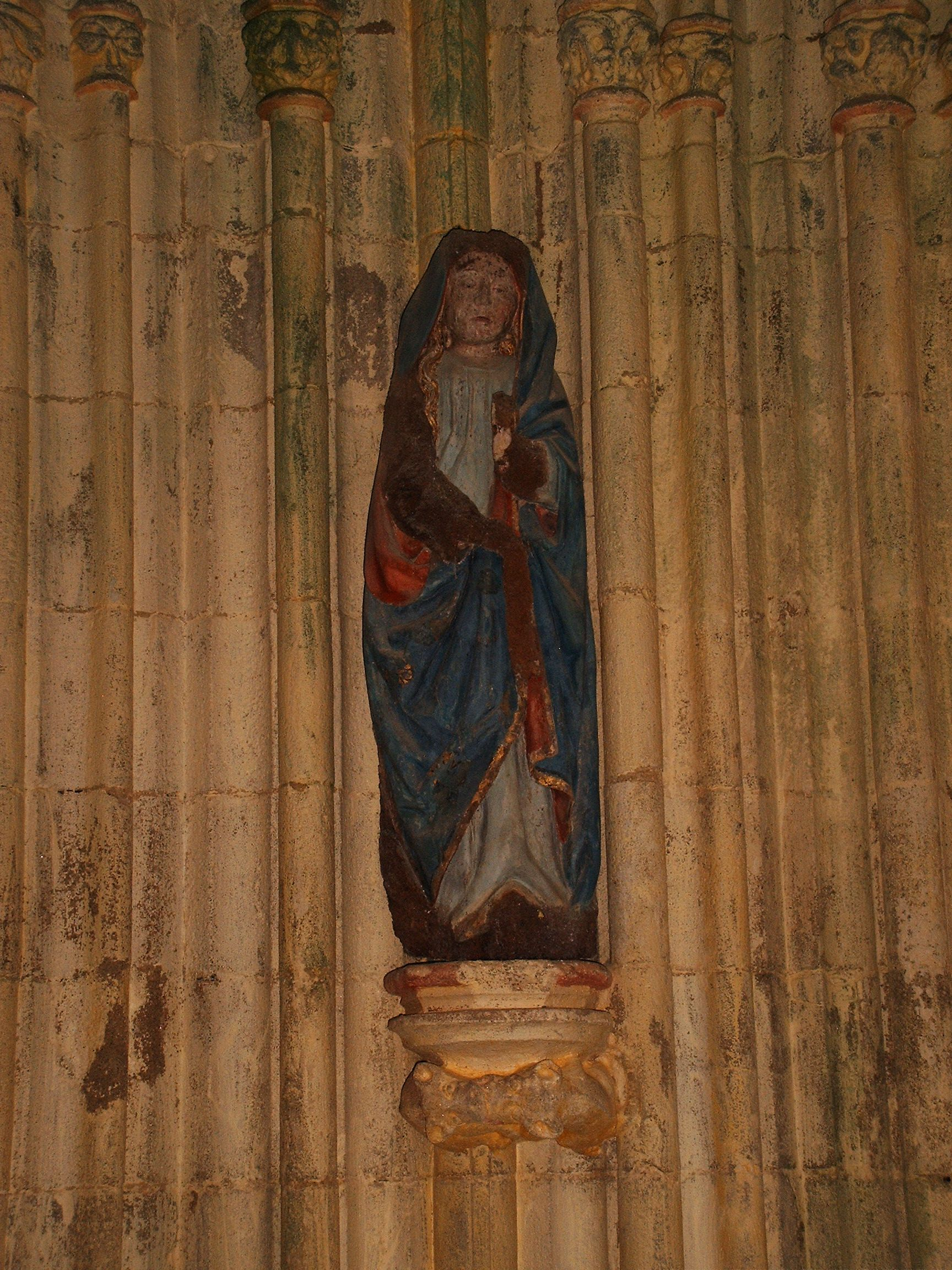
Statue de Notre-Dame de Tronoën.
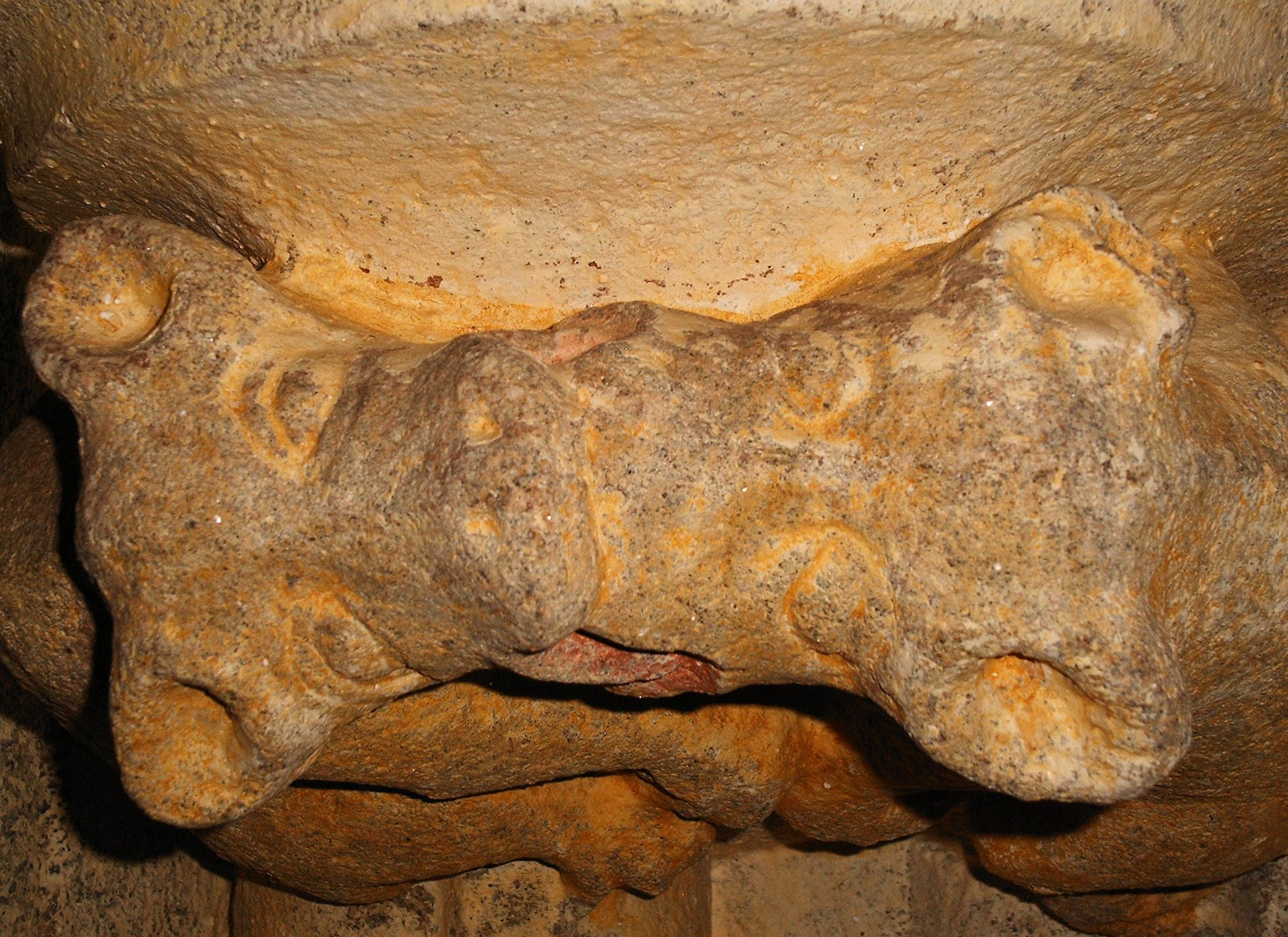
Culot de la Vierge des sept douleurs, deux chiens affrontés pour évoquer le nom des Dominicains : « Chiens de dieu » (Domini canes).
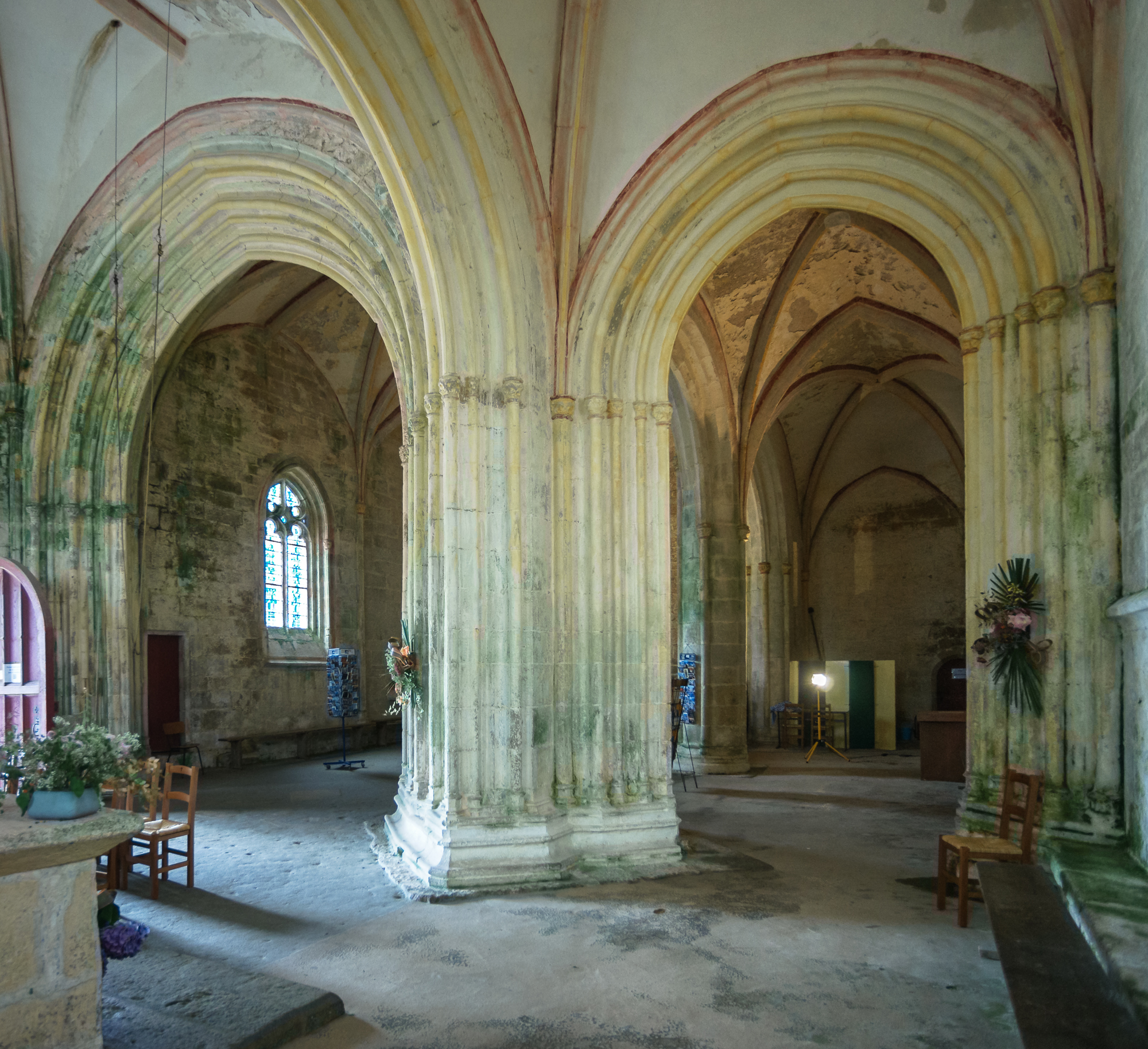
Pilier central sous le clocher.

Cette chapelle fait l’objet d’un classement au titre des monuments historiques depuis le 27 août 1907. Depuis 2012, un pardon des surfeurs est organisé à la chapelle de Tronoën.

### Le calvaire
Ce calvaire fait l’objet d’un classement au titre des monuments historiques depuis le 13 juin 1894.

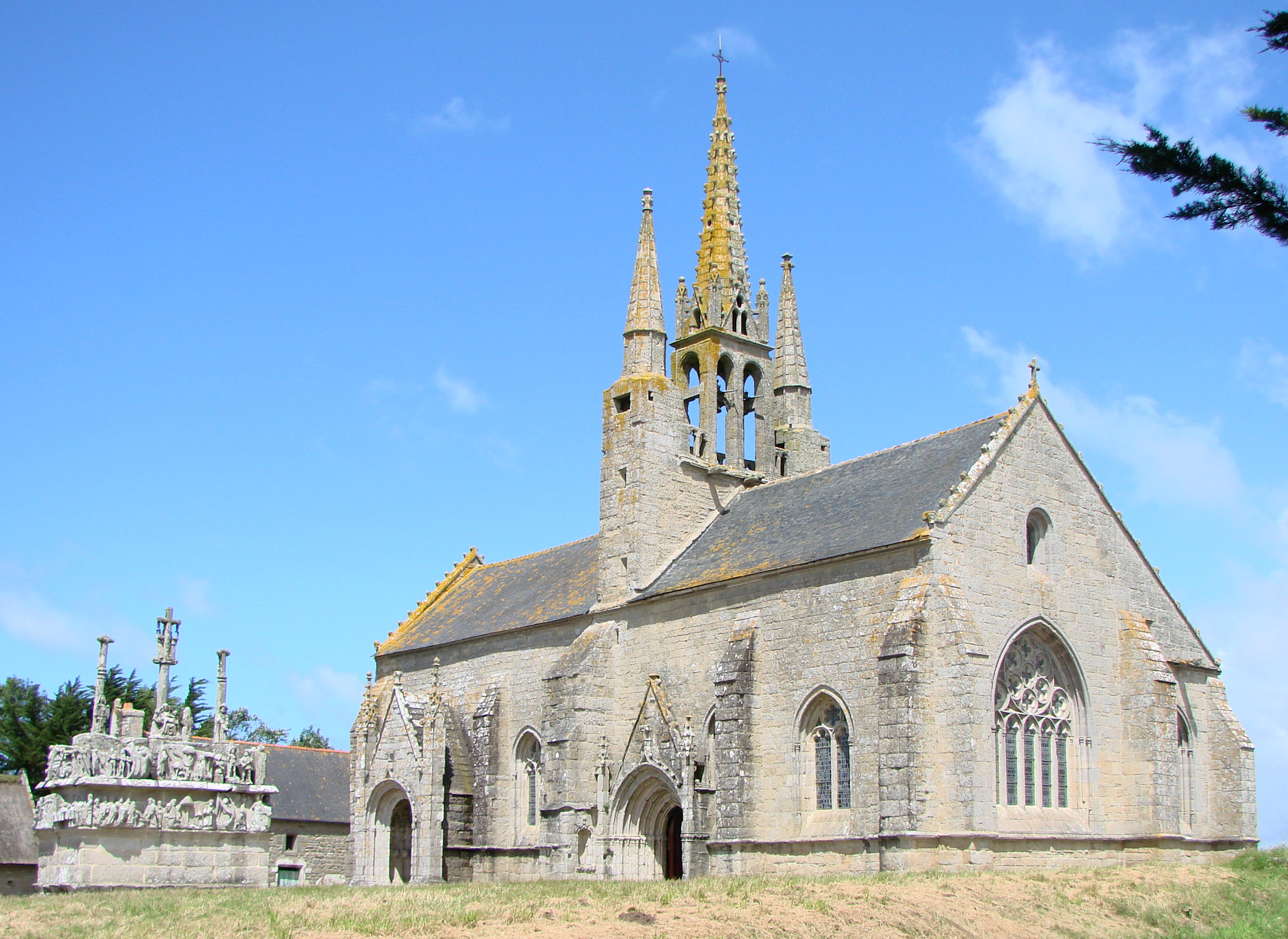
Tronoën, face sud et est, calvaire.
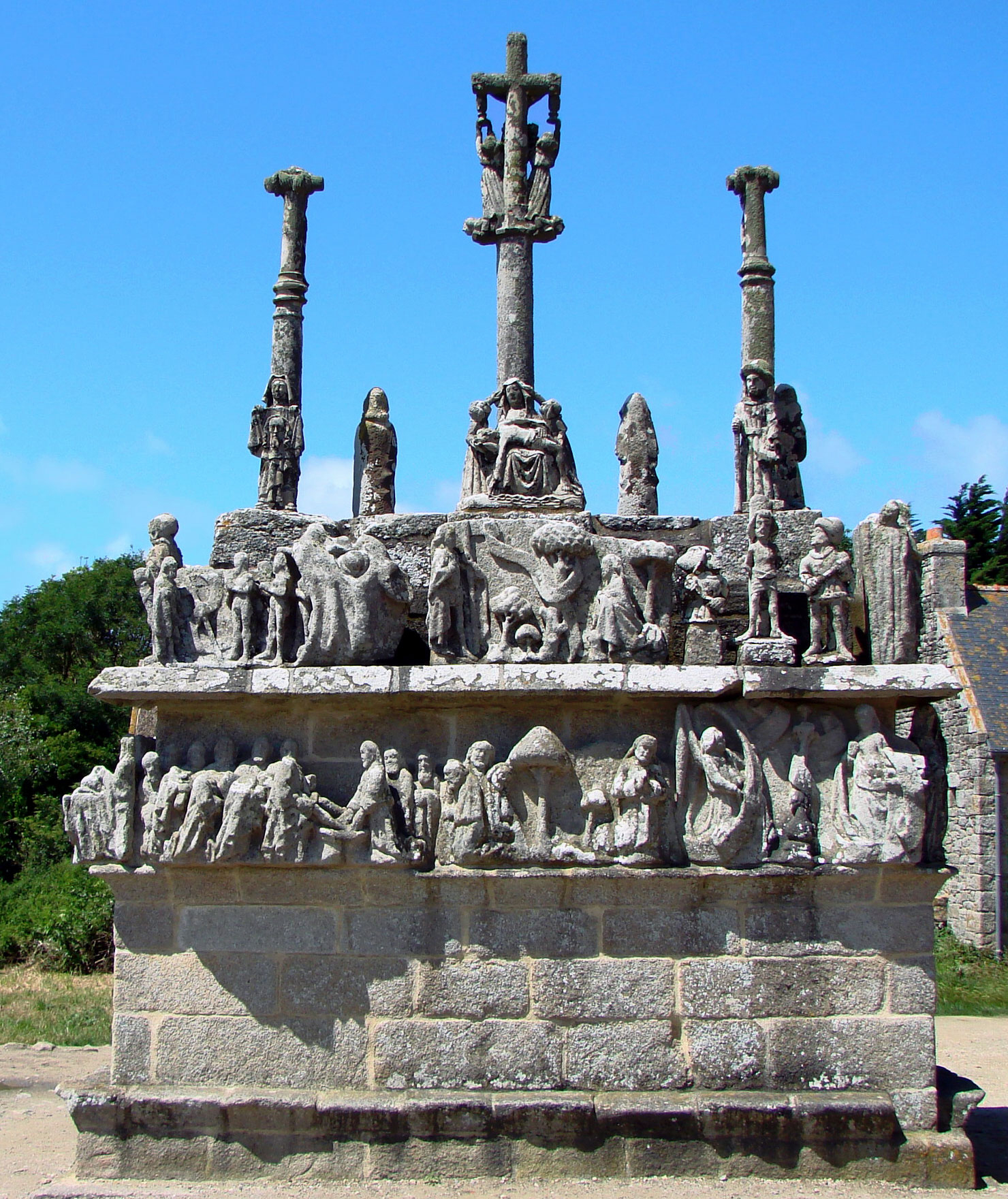
Tronoën, calvaire : face est, vue d'ensemble.
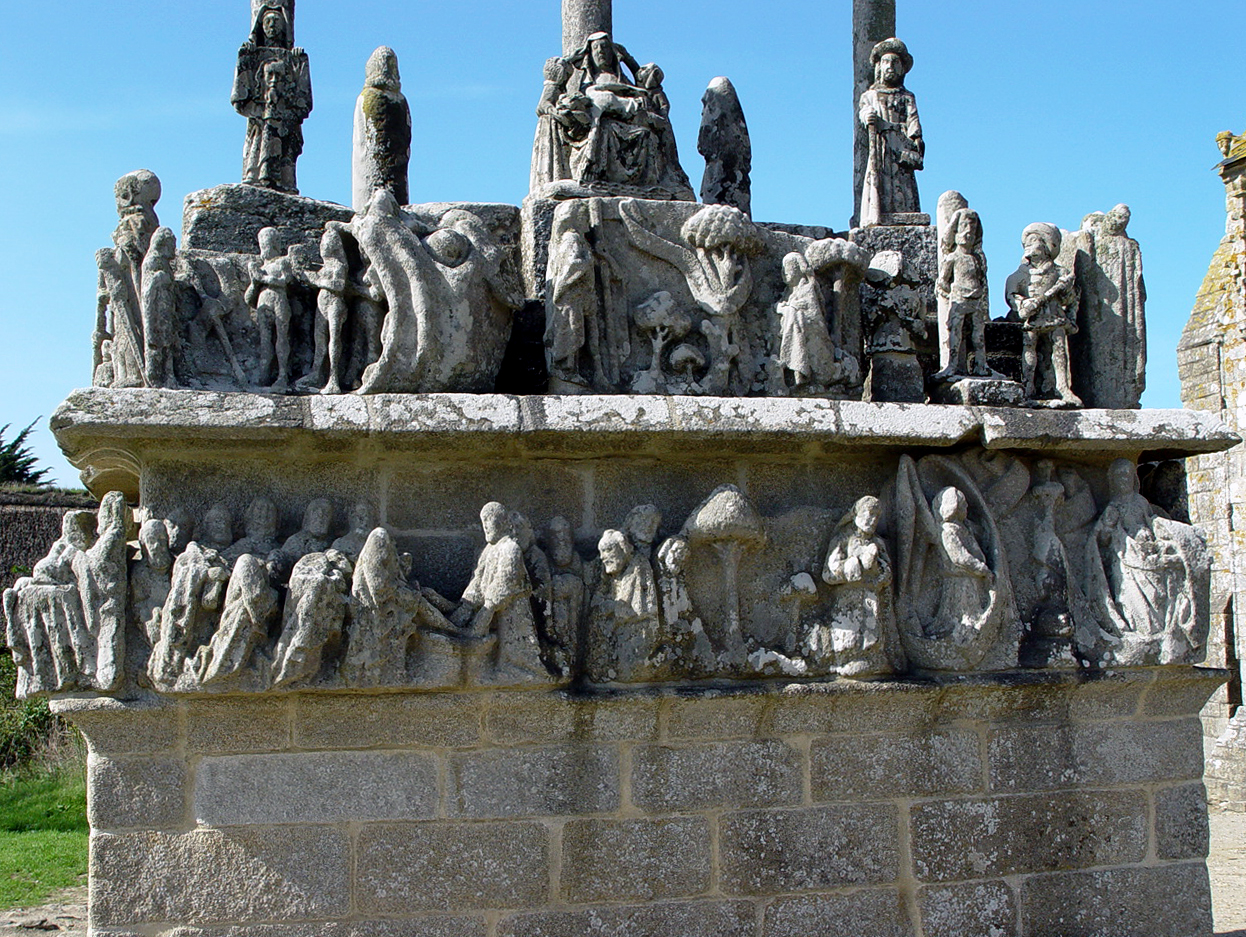
Tronoën, calvaire : face est, vue partielle.
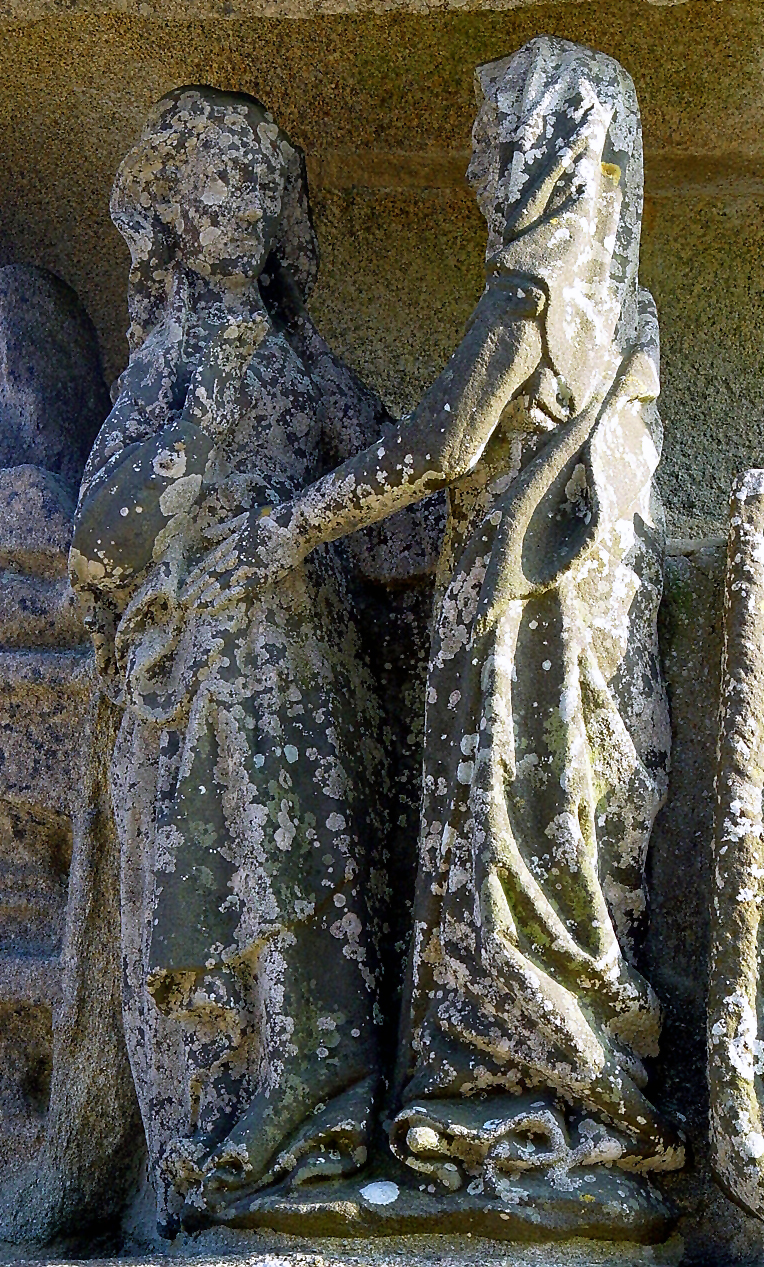
Calvaire, Tronoën : la Visitation
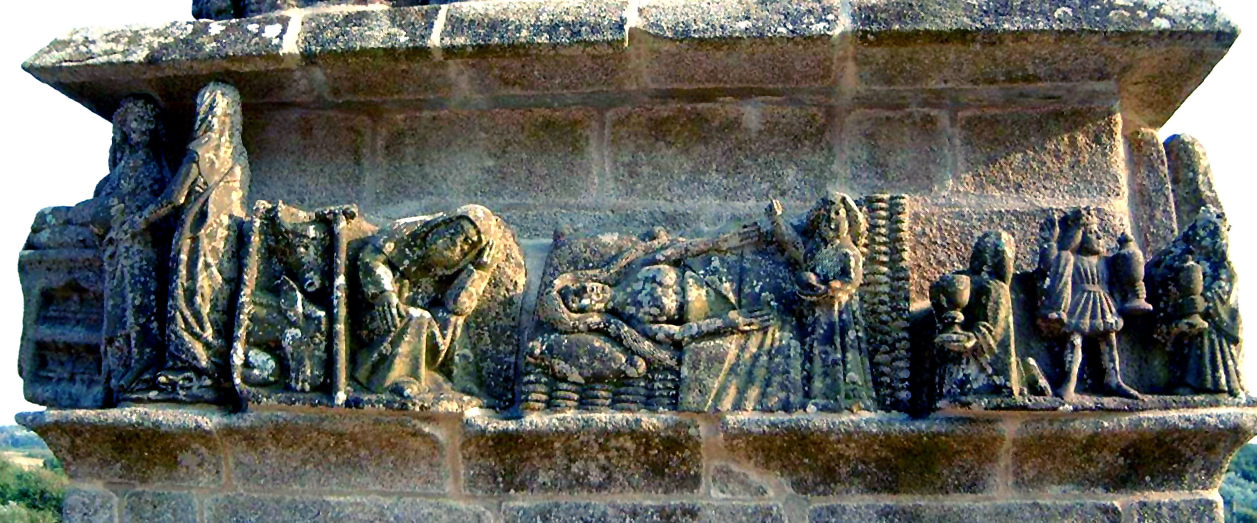
Le calvaire deTronoën : face nord, registre inférieur.
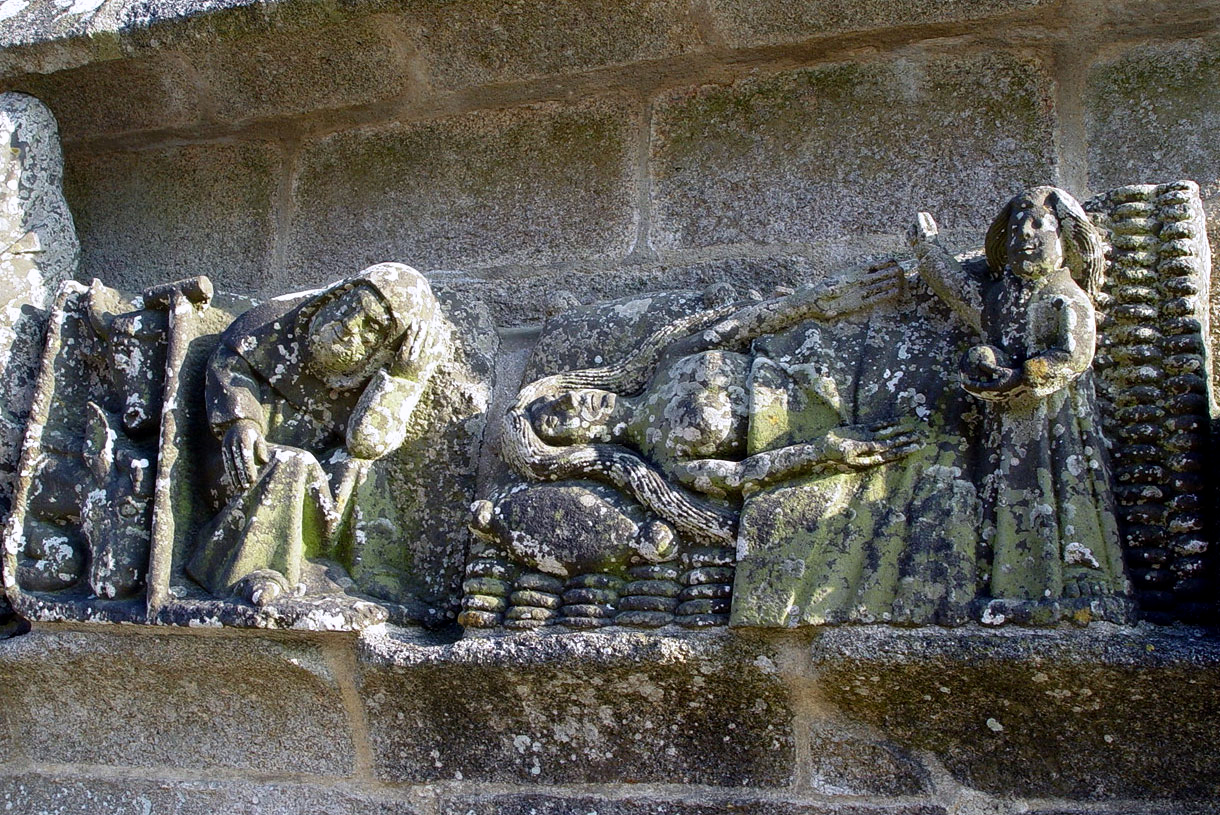
Le calvaire de Tronoën : Joseph endormi, la Vierge Marie allongée et Jésus à Bethléem
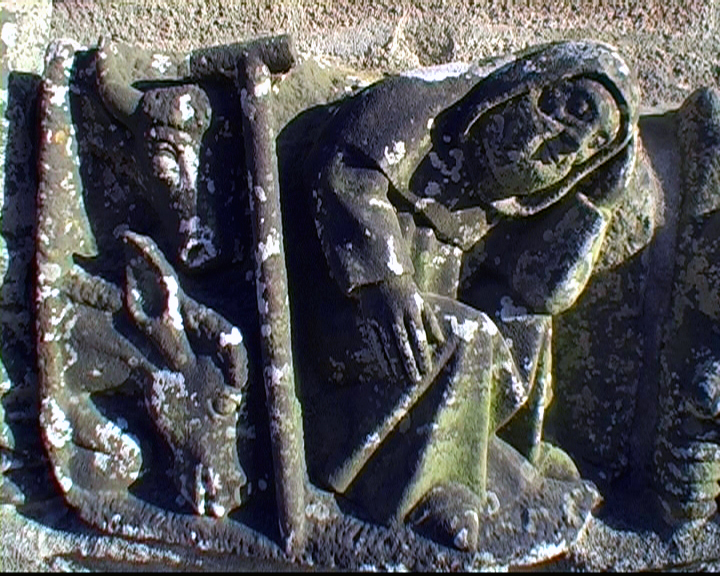
Le calvaire Tronoën : Joseph endormi, groupe de la Nativité, face nord, registre inférieur
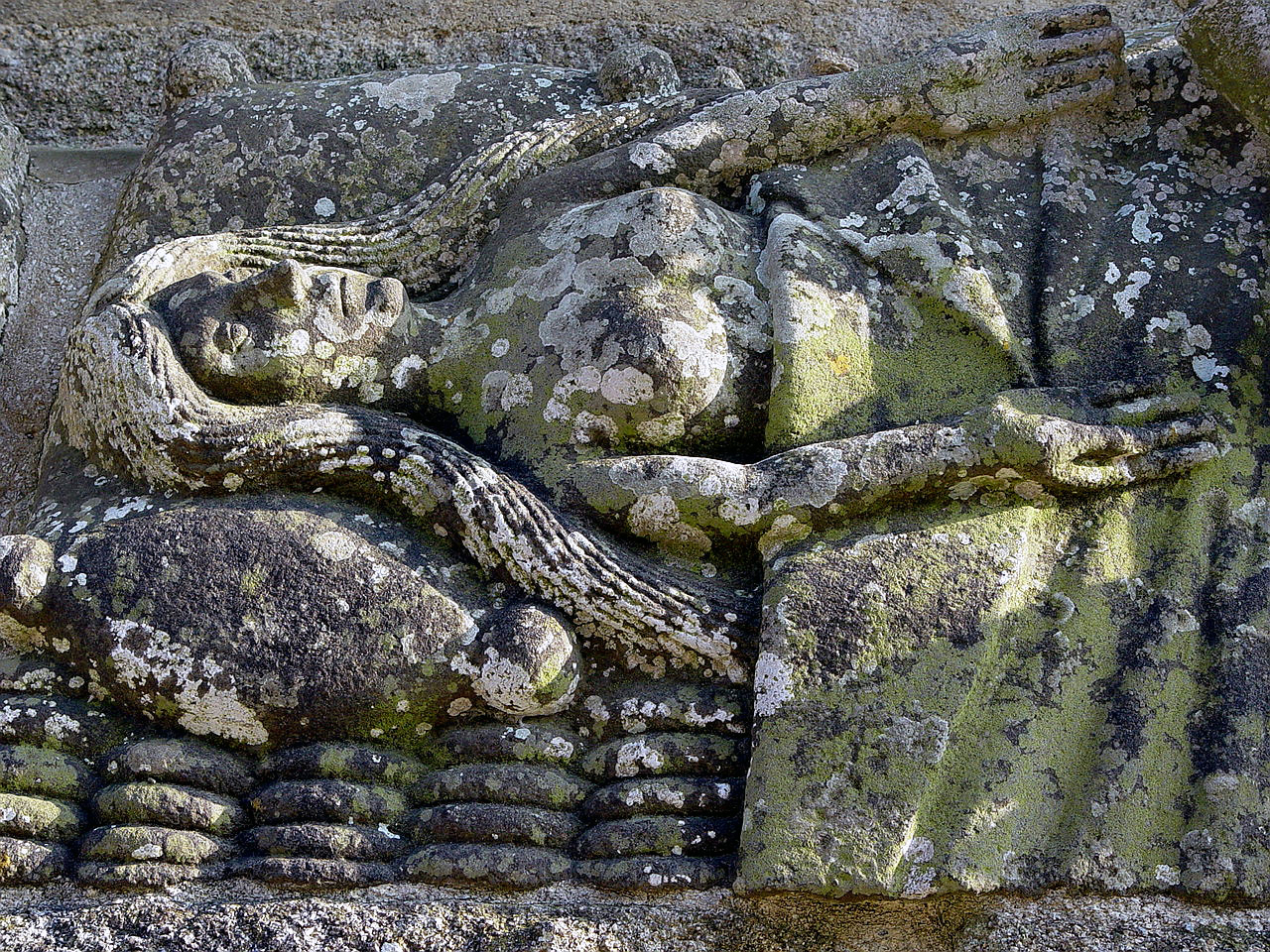
Le calvaire de Tronoën, la Vierge Marie allongée sur sa couche, les seins nus, face nord, registre inférieur.
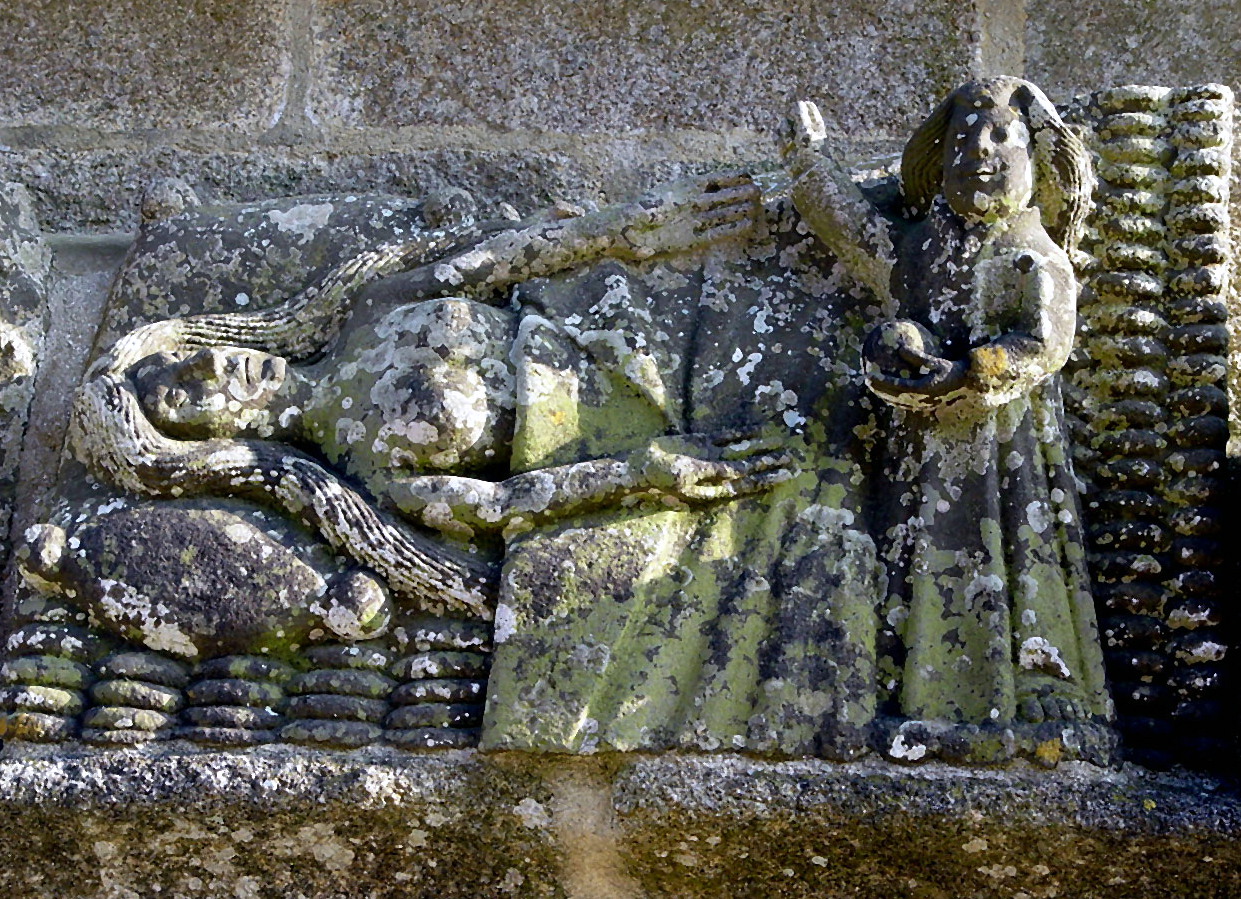
Le calvaire deTronoën :  Jésus devant la Vierge Marie allongée sur sa couche, les seins nus, face nord, registre inférieur
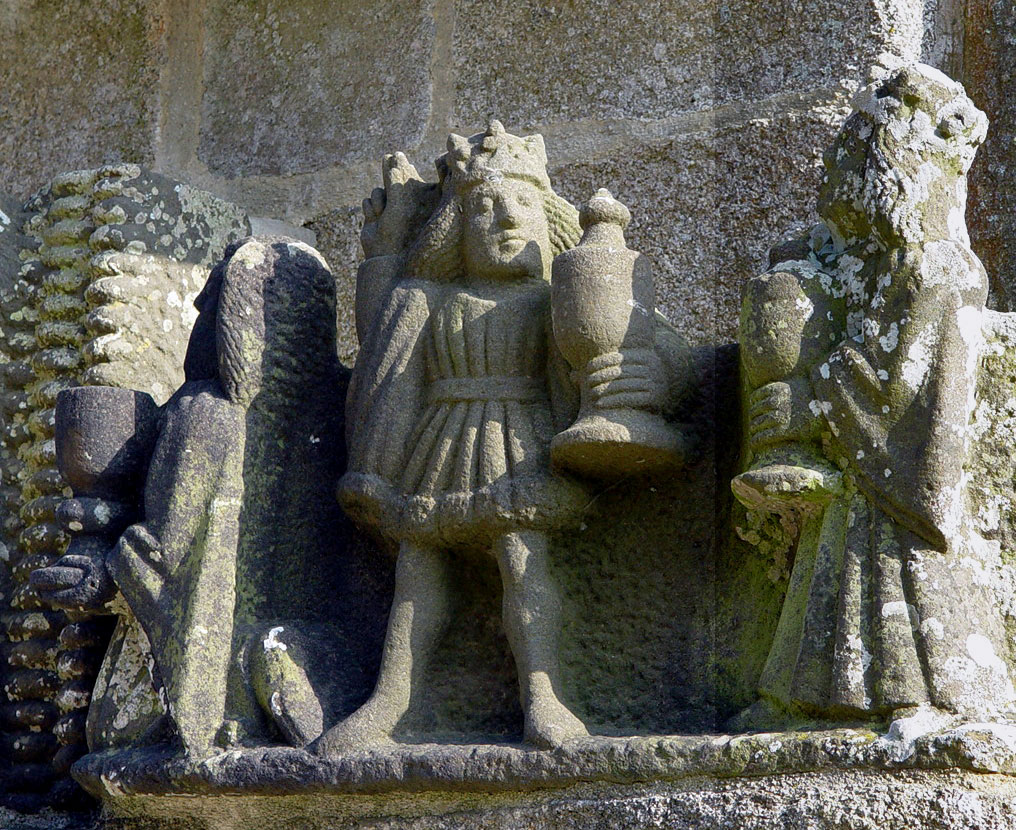
Le calvaire de Tronoën :  les Rois mages, face nord, registre inférieur
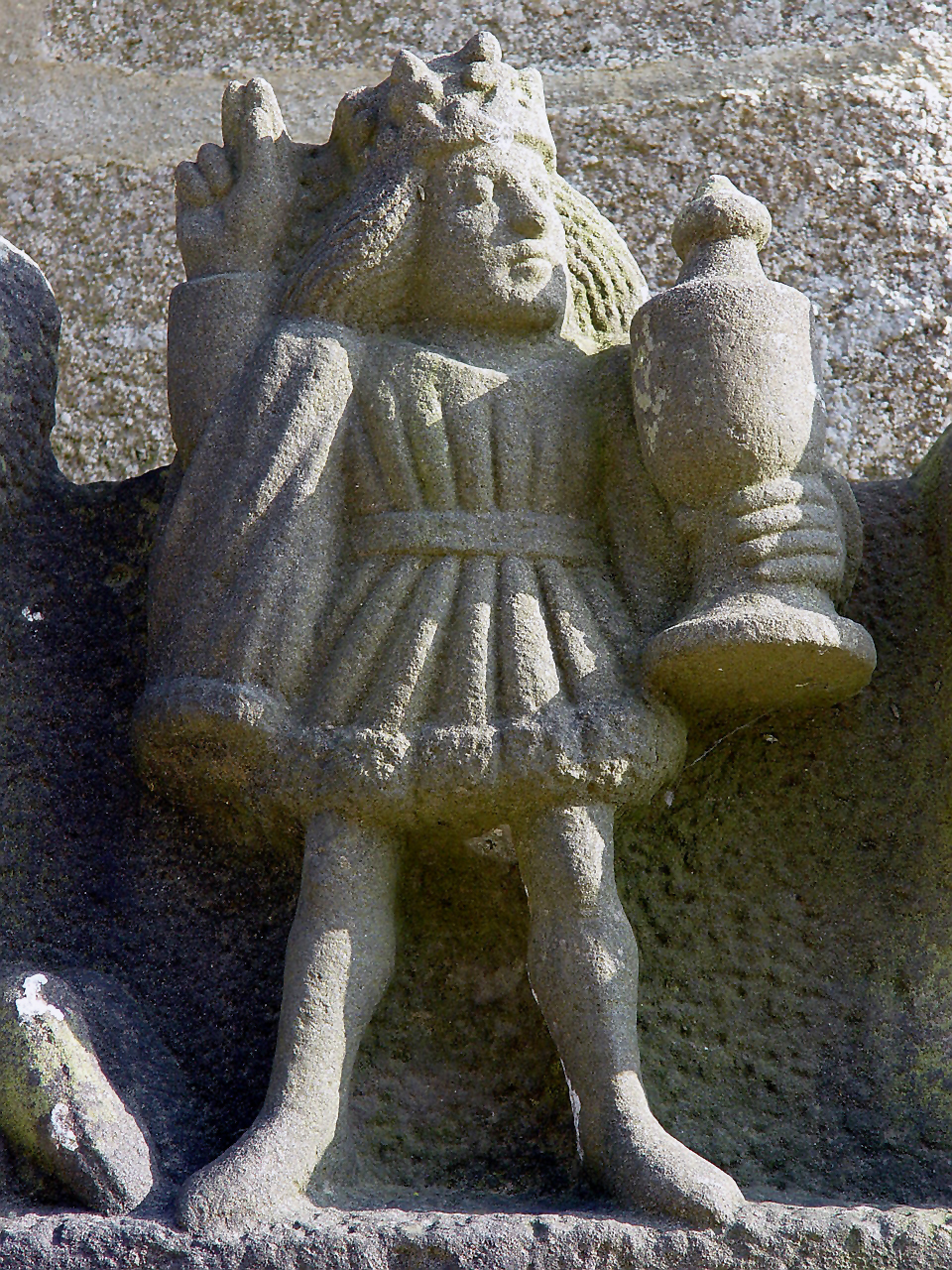
Le calvaire de Tronoën, Rois mages couronné en pourpoint, face nord, registre inférieur.
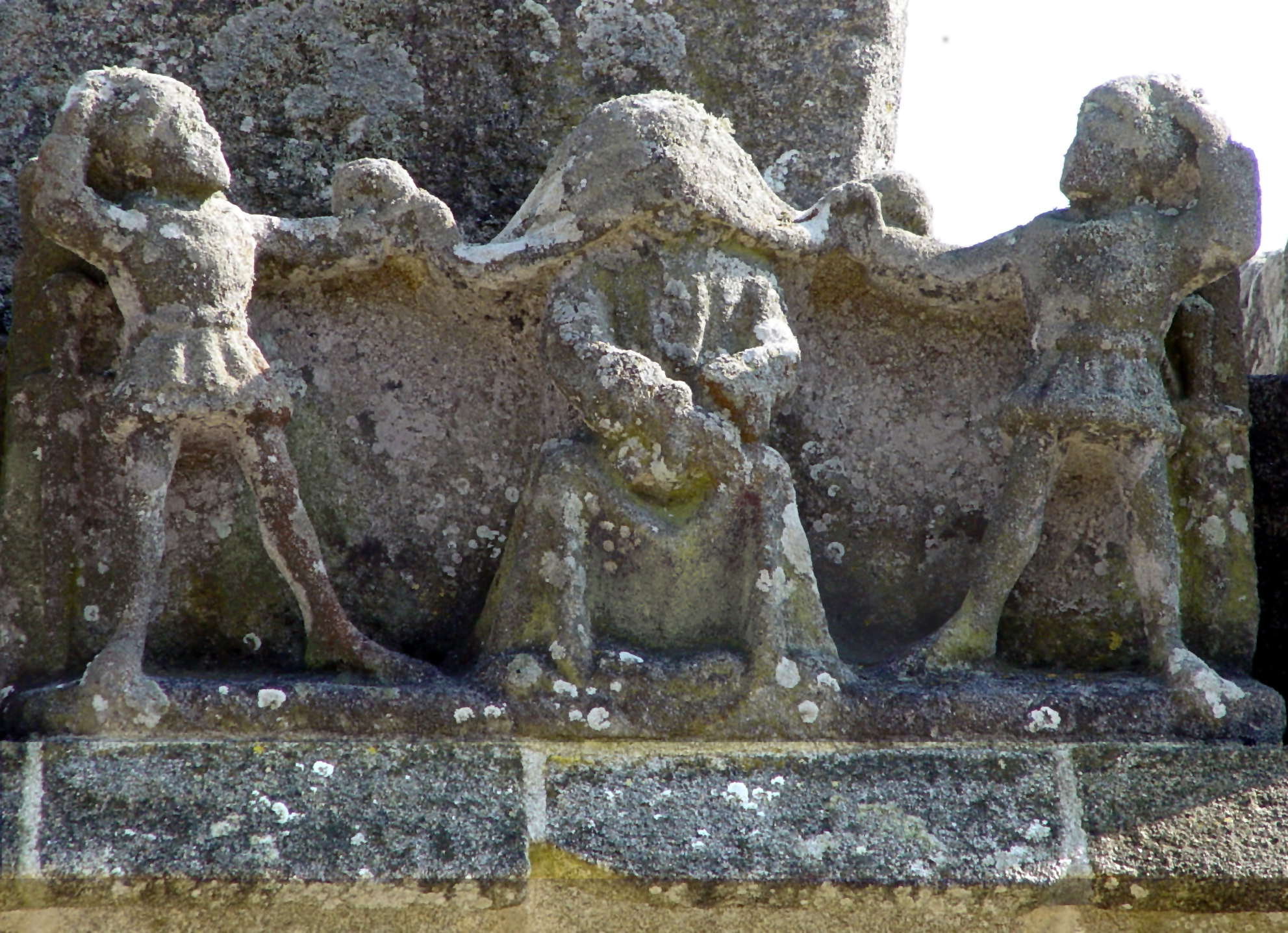
Le calvaire Tronoën, le Christ aux outrages, face nord, registre supérieur.
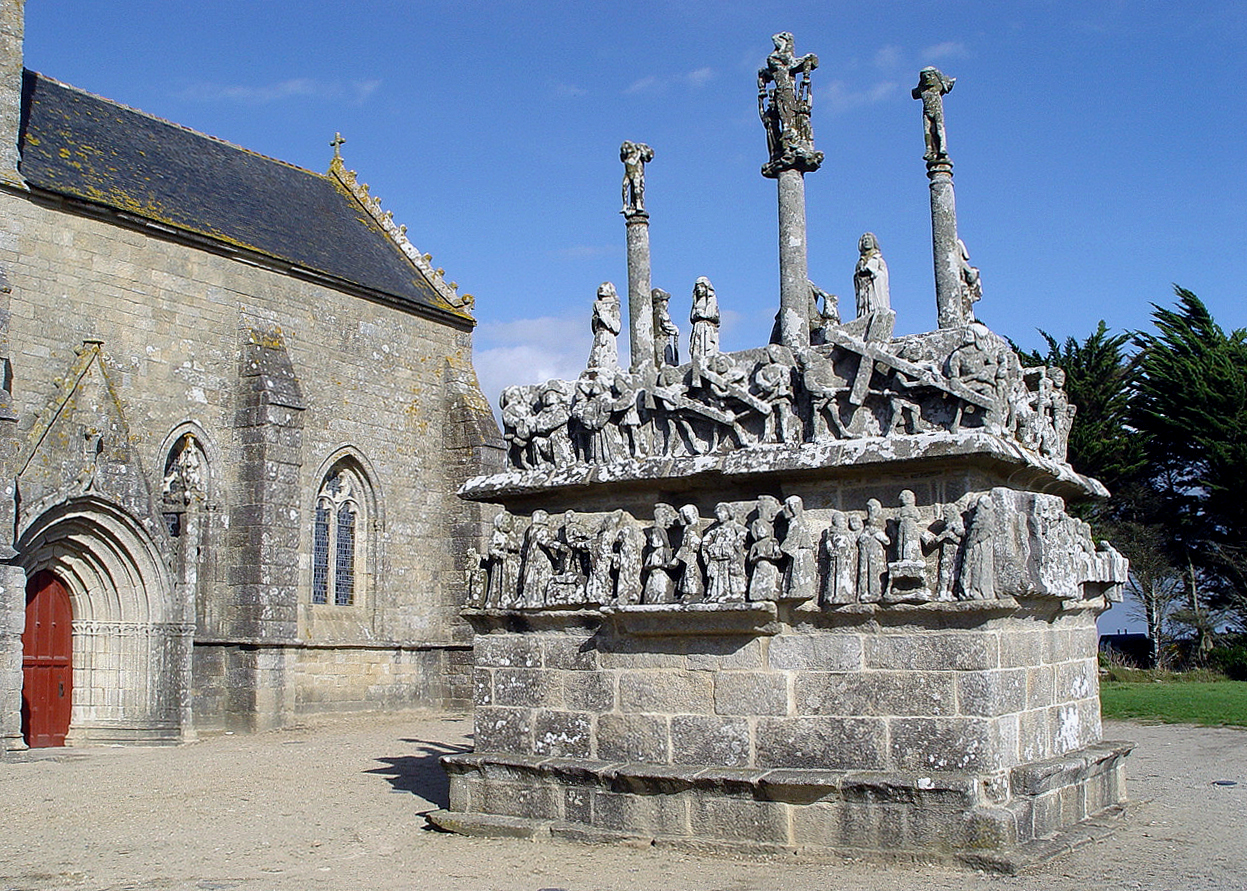
Le calvaire de Tronoën : face ouest, vue d'ensemble.
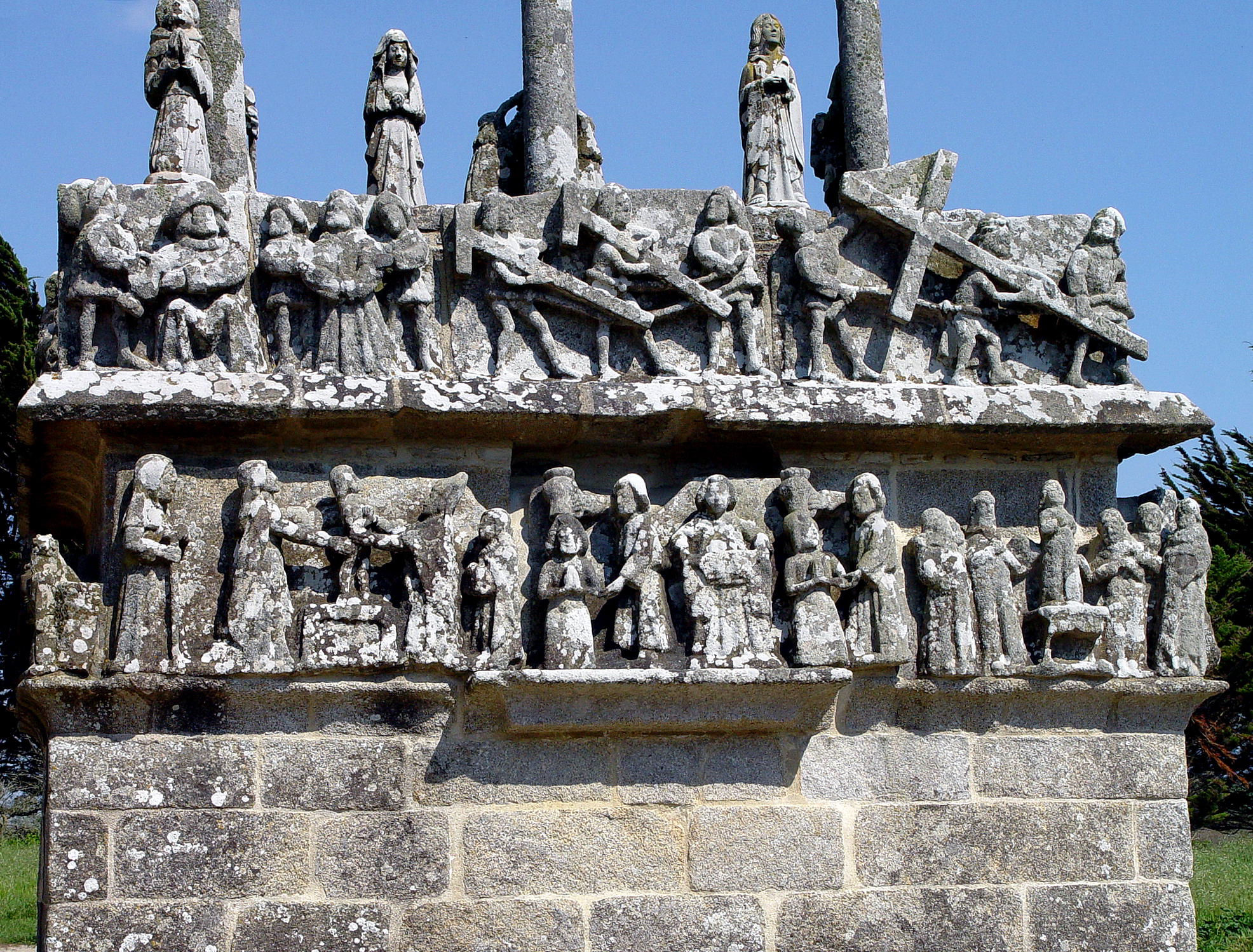
Le calvaire de Tronoën : face ouest, vue d'ensemble 2
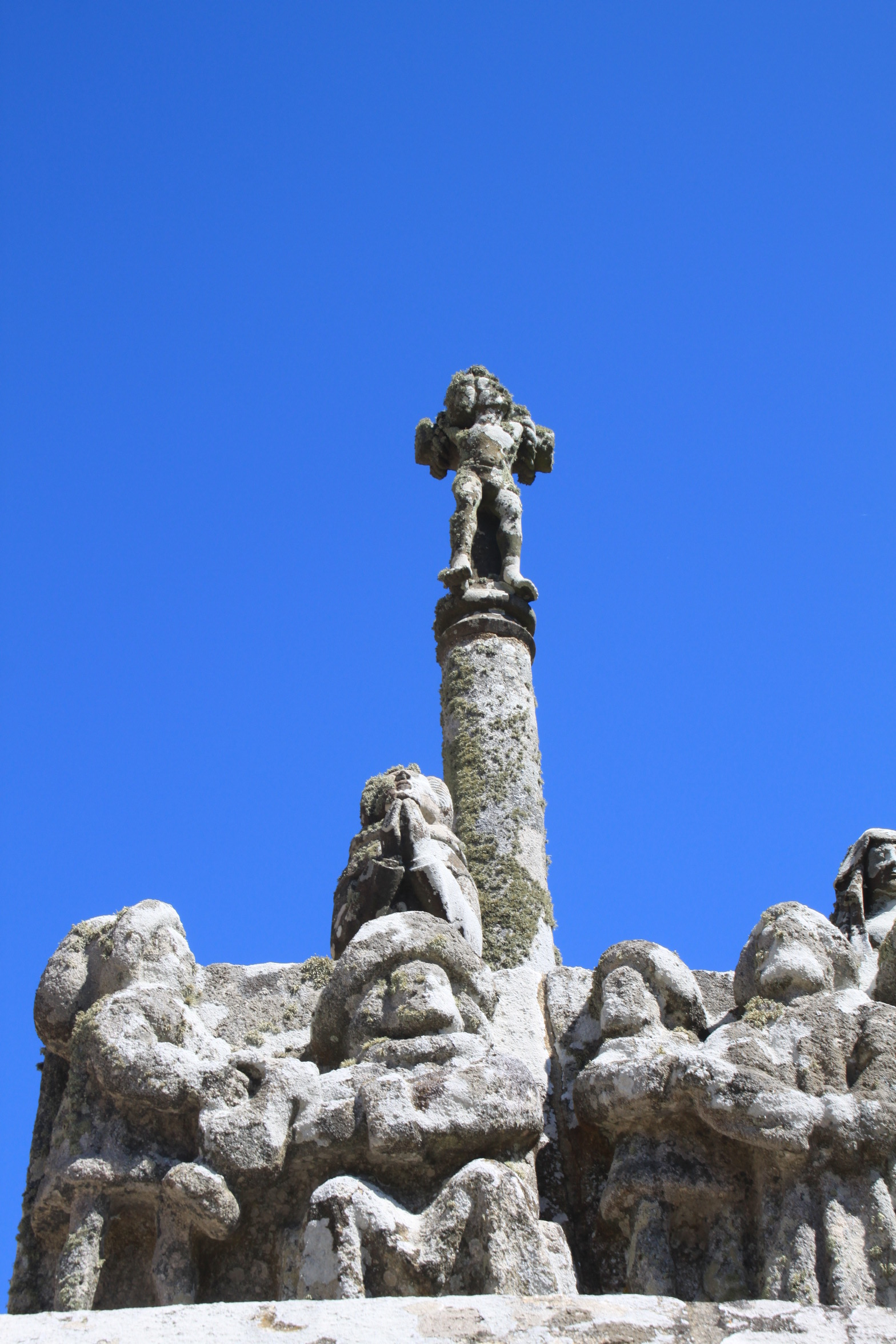
Le calvire deTronoën, Jugement de pilate, face ouest, registre supérieur.
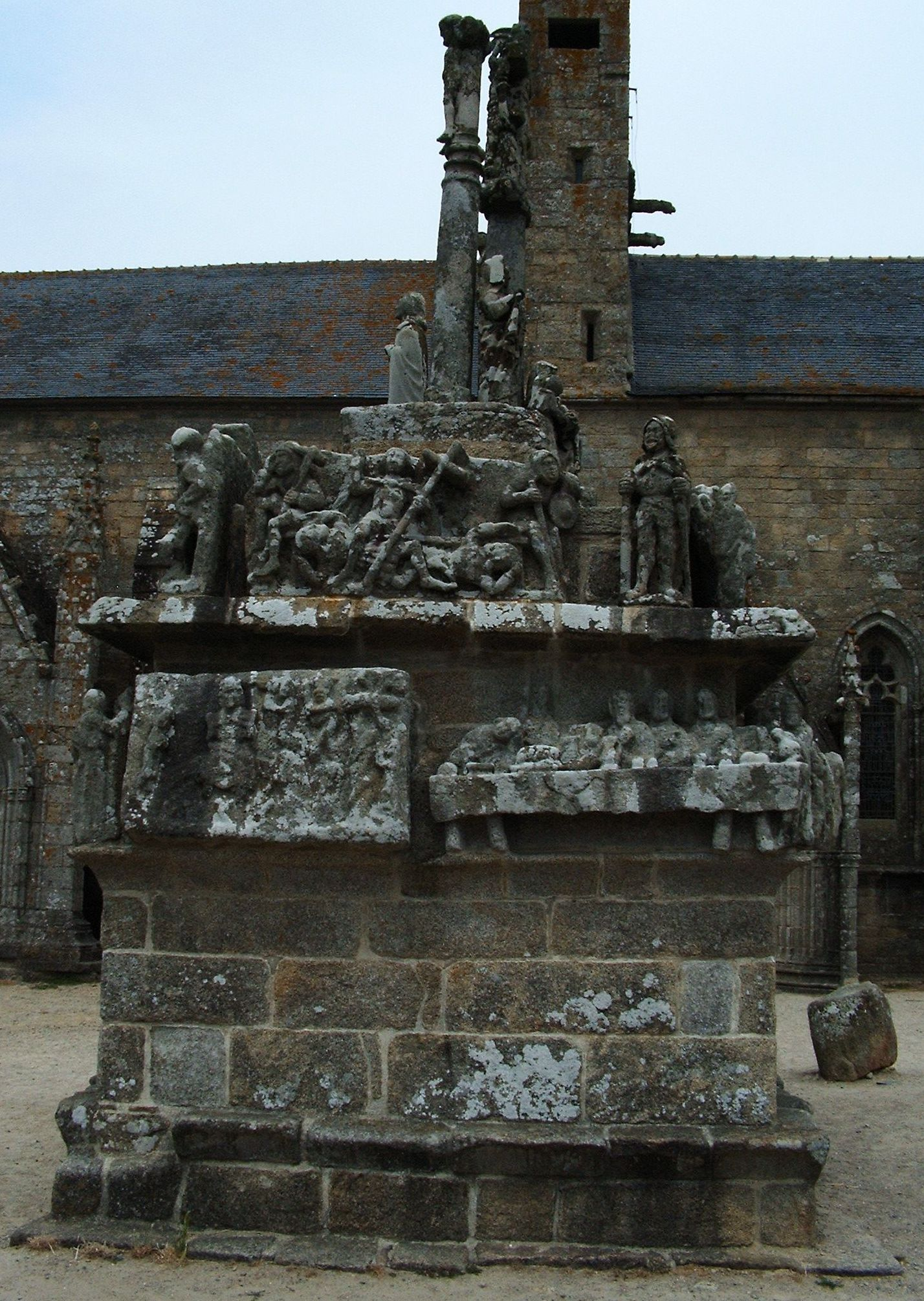
Le calvaire de Tronoën : face sud, vue d'ensemble
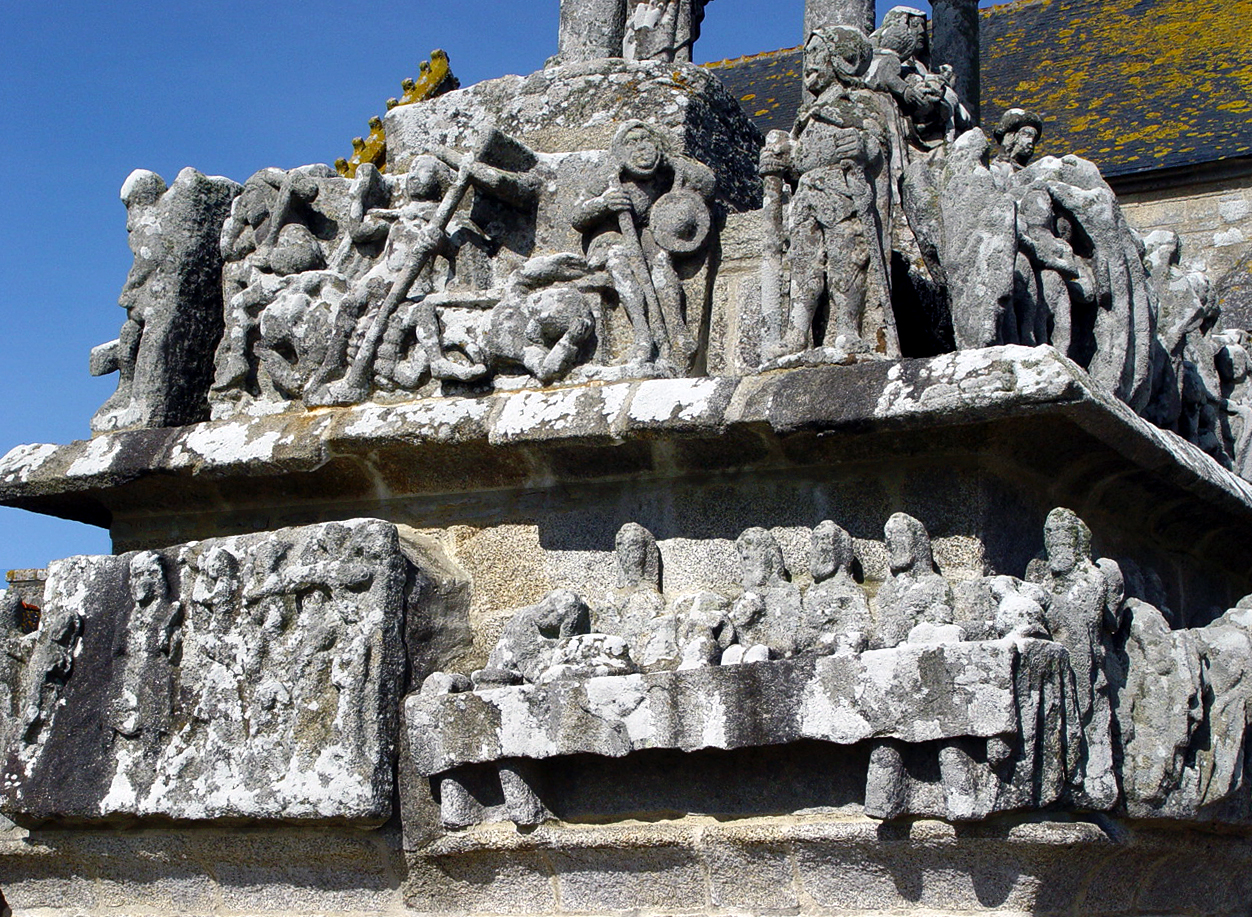
Le calvaire de Tronoën, face sud
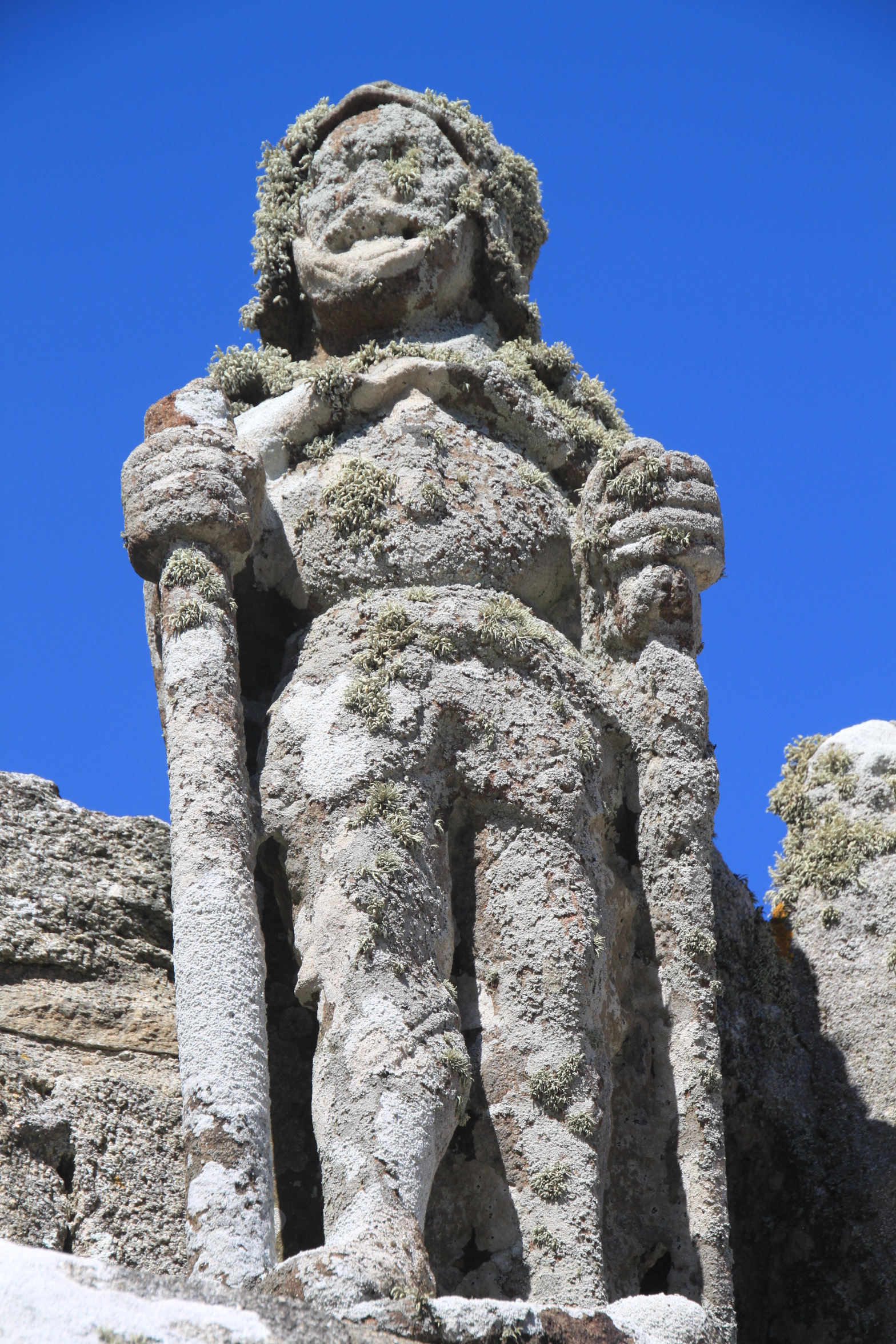
Le calvaire de Tronoën, soldat en arme, face sud, registre supérieur
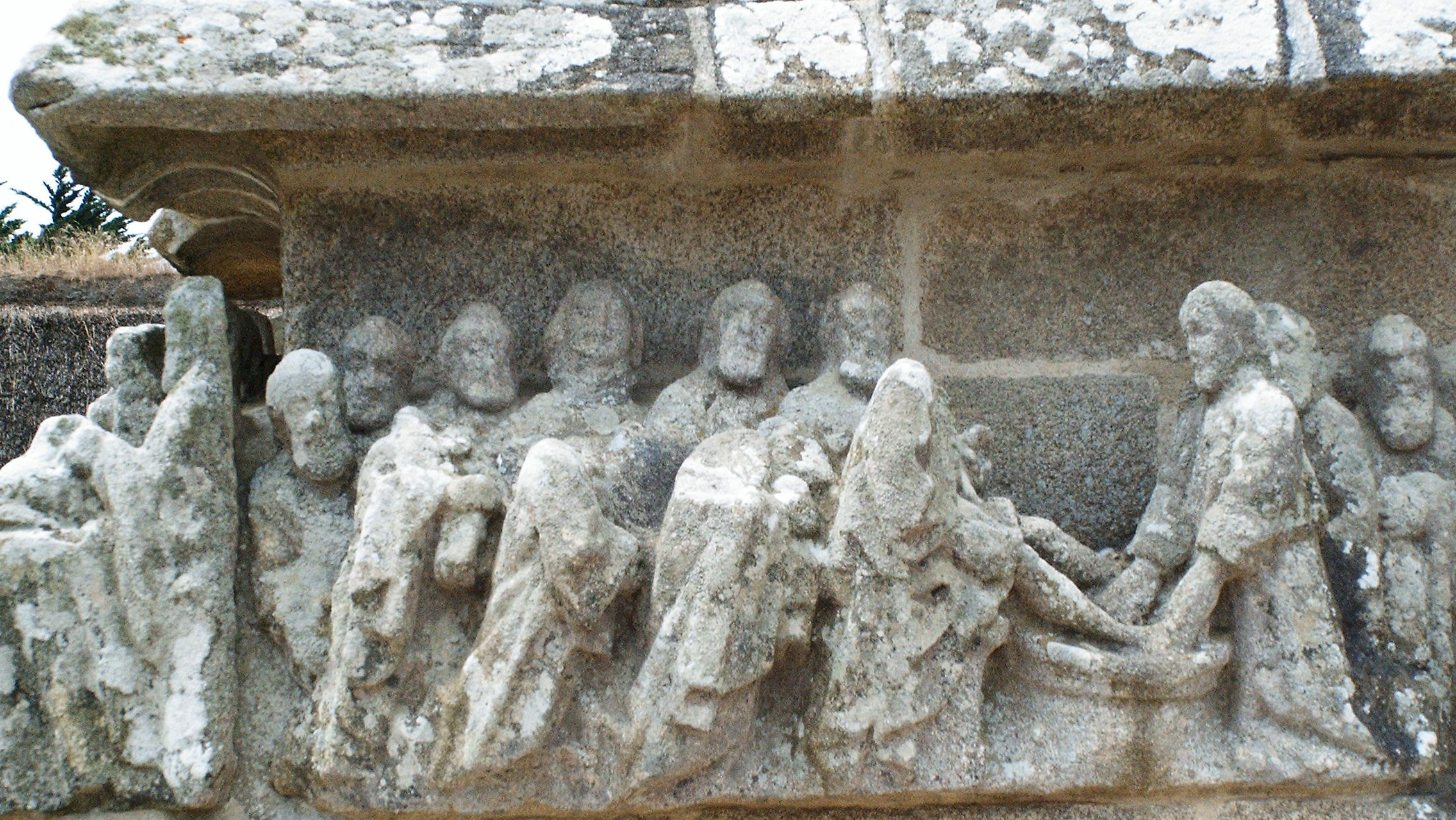
Le calvaire de Tronoën, Lavement des pieds, face est, registre inférieur.
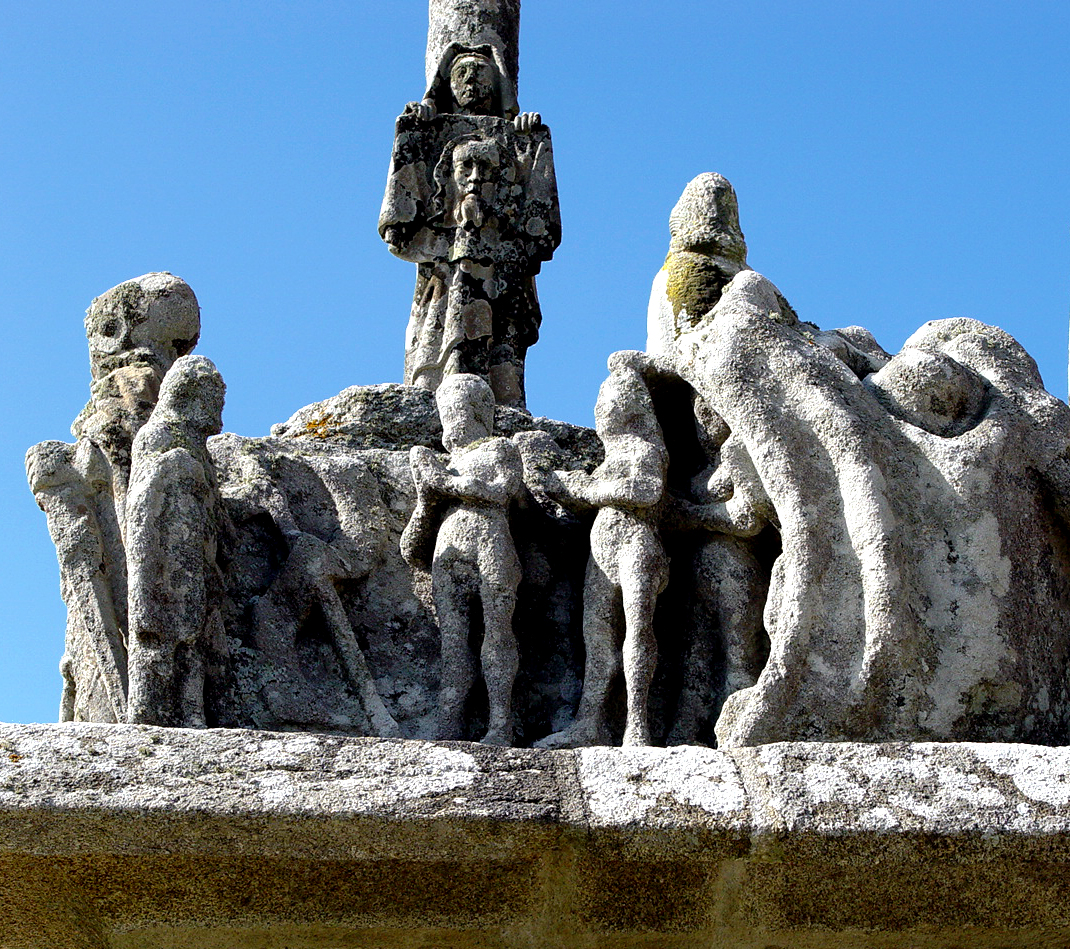
Le calvaire de Tronoën, la descente aux Limbes des patriarches et au-dessus, sainte Véronique tenant le voile de la Sainte Face.
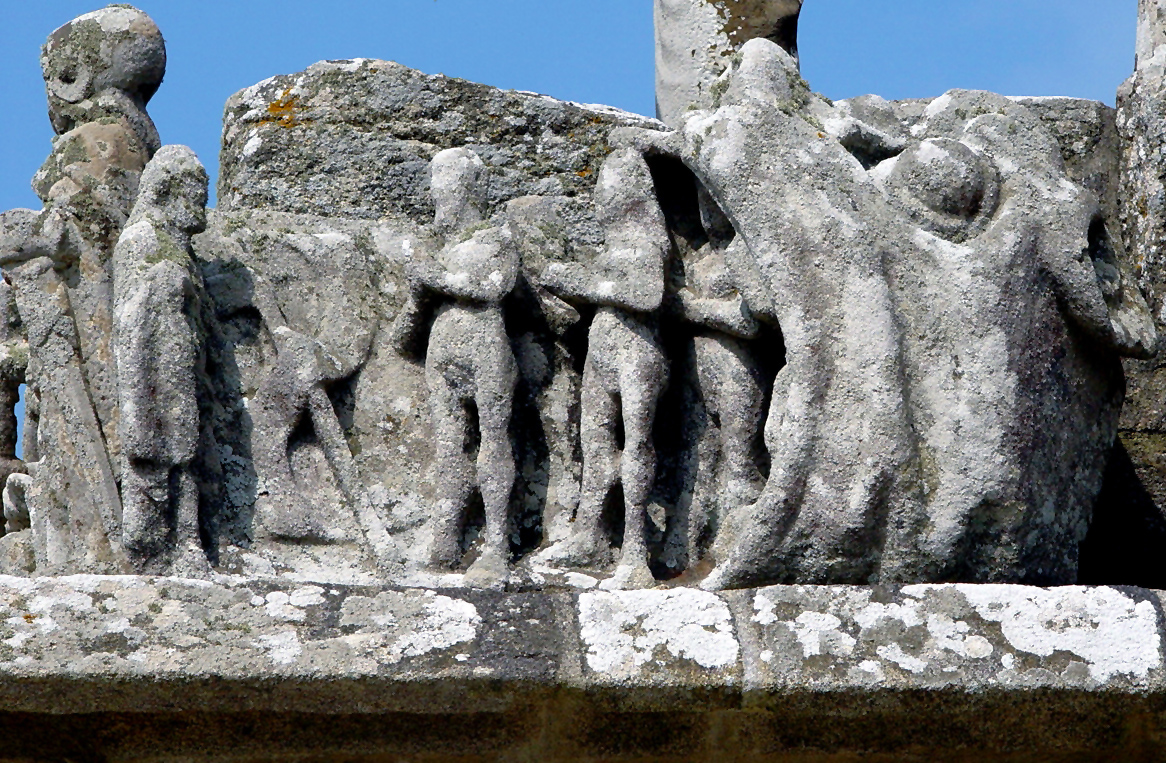
Le calvaire de Tronoën, la descente aux limbes des patriarches, face est, registre supérieur.
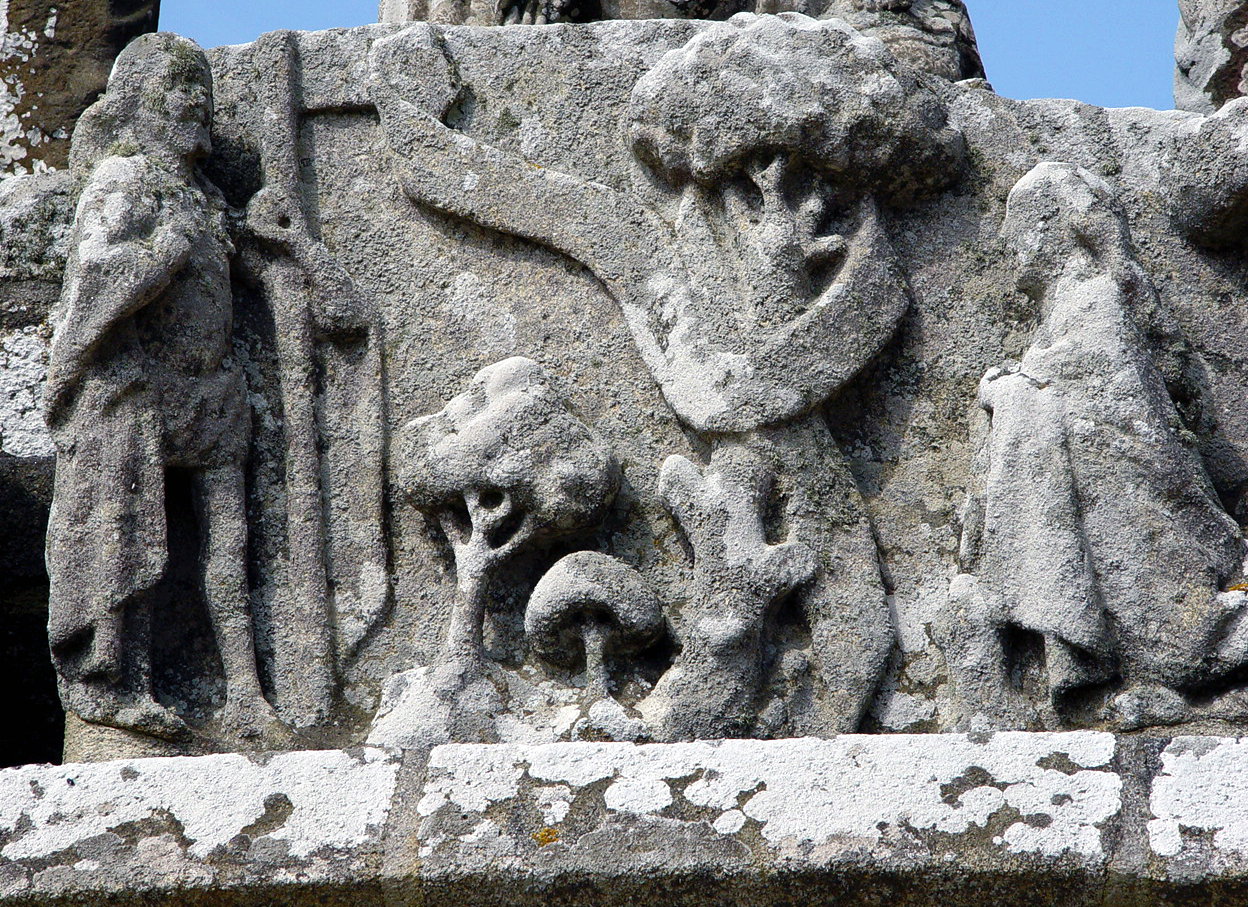
Le calvaire de Tronoën, le Christ et sainte Madeleine (Noli me tangere), face est, registre supérieur.
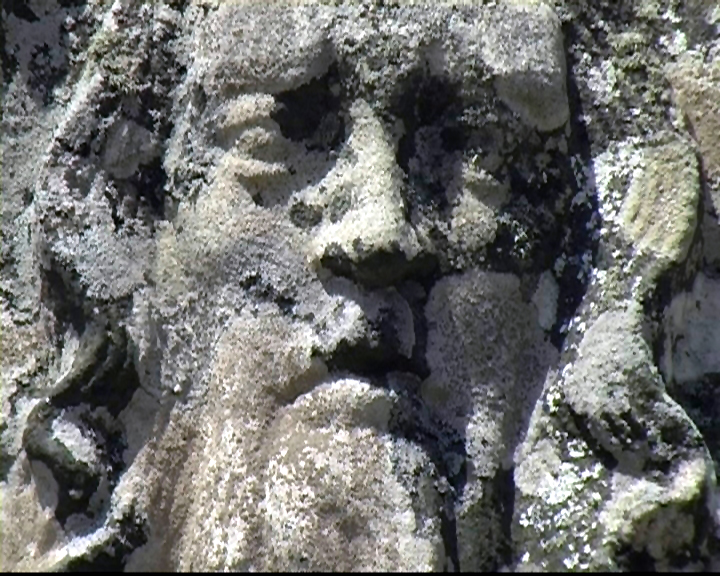
Le calvaire de Tronoën, la Sainte Face (détail), face est, registre supérieur.
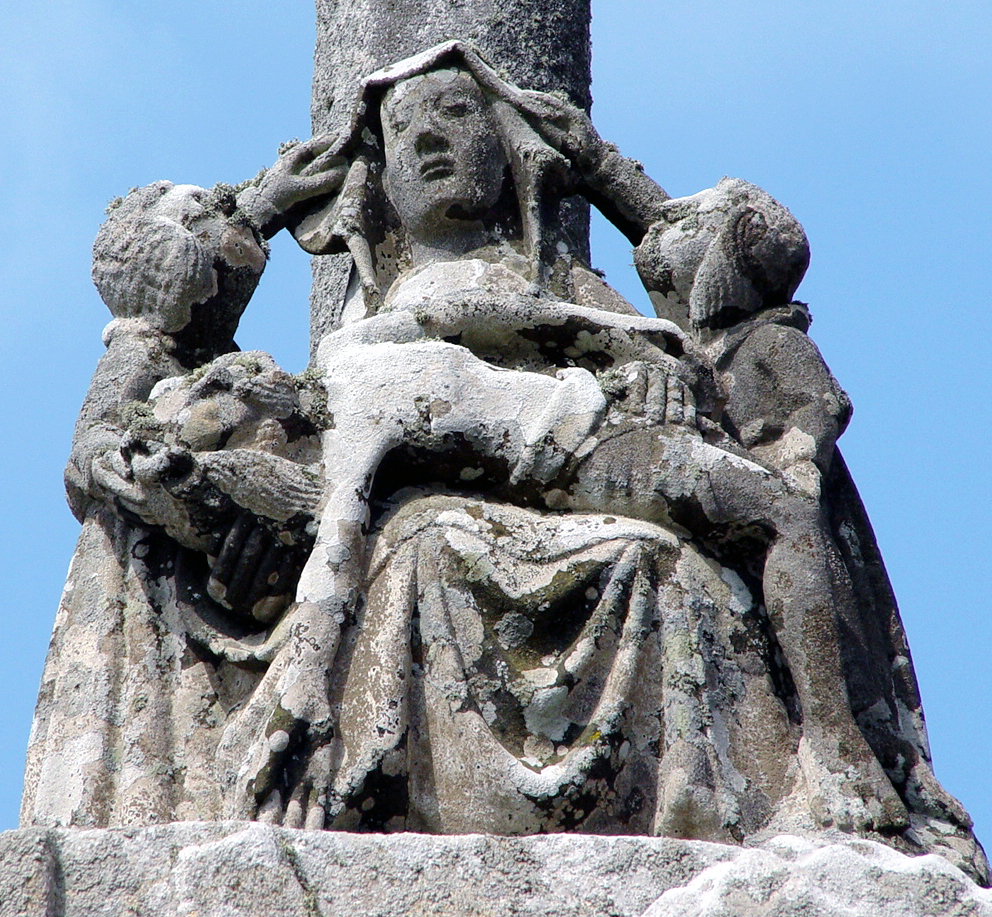
Le calvaire de Tronoën, la vierge de pitié avec les anges de compassions, face est, registre supérieur.
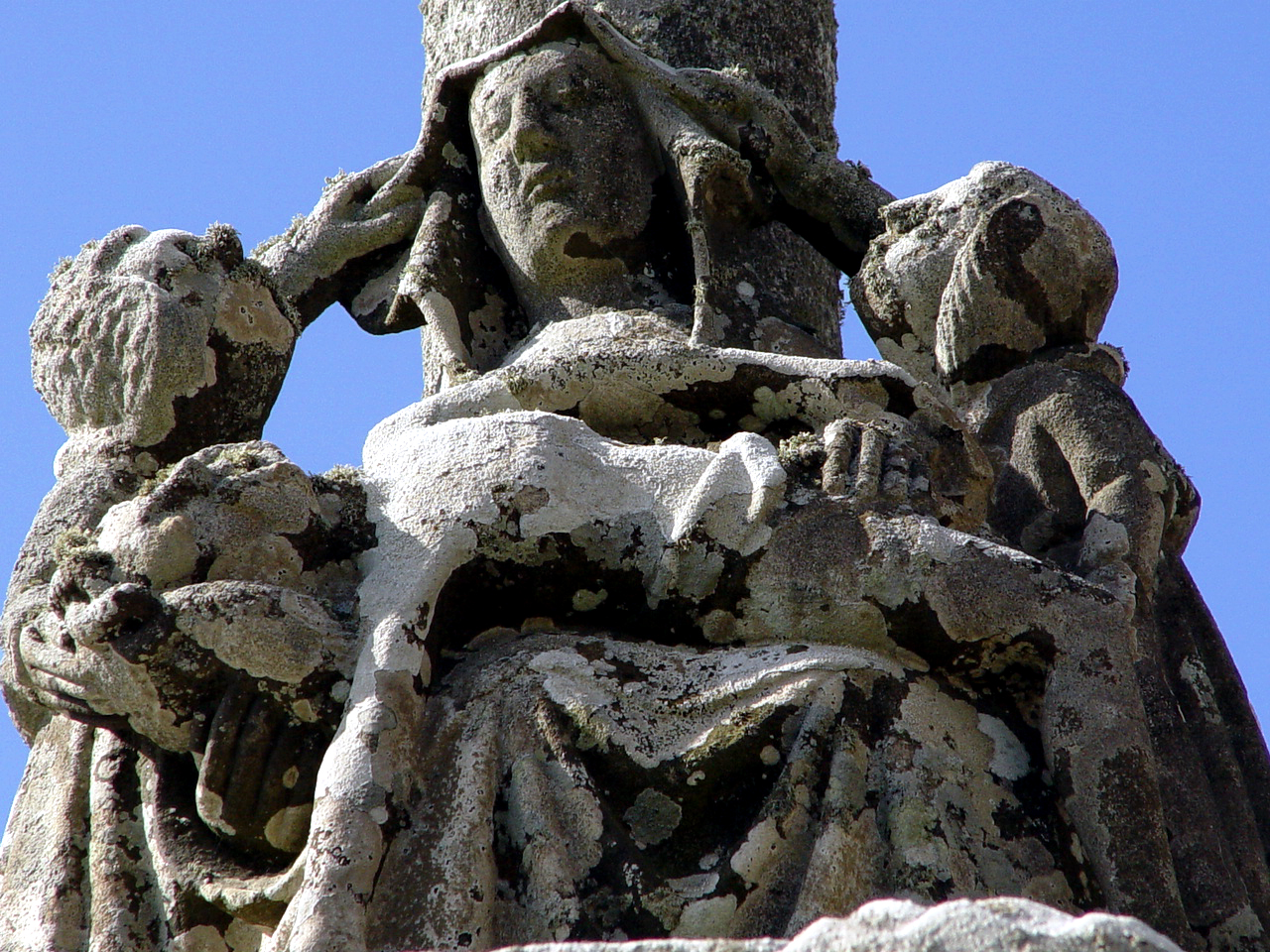
Le calvaire de Tronoën, Vierge de pitié, détail
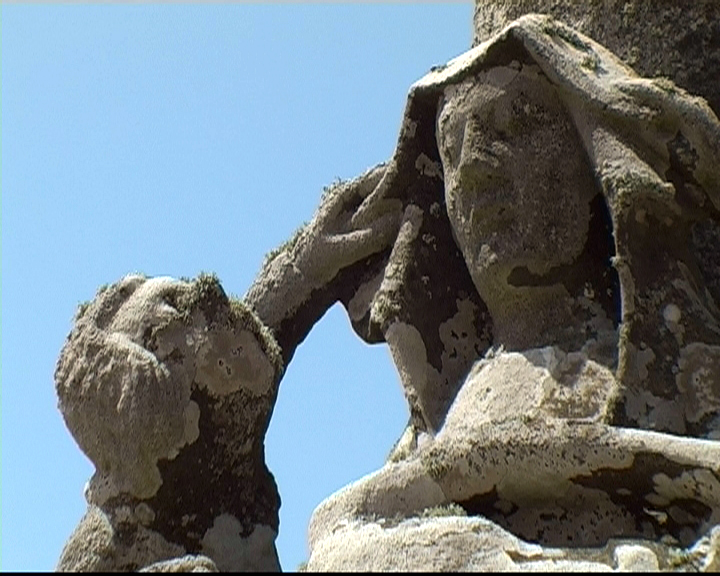
Le calvaire de Tronoën, un ange de compassion (détail).

Il fut illuminé par l'association des sept calvaires monumentaux de Bretagne entre le 1er et le 4 août 2013. Près de douze mille personnes assistèrent à cette illumination nocturne les 14, 15 et 16 août 2015 et les 16, 17 et 18 août 2019.

Illuminations du 1er août 2013
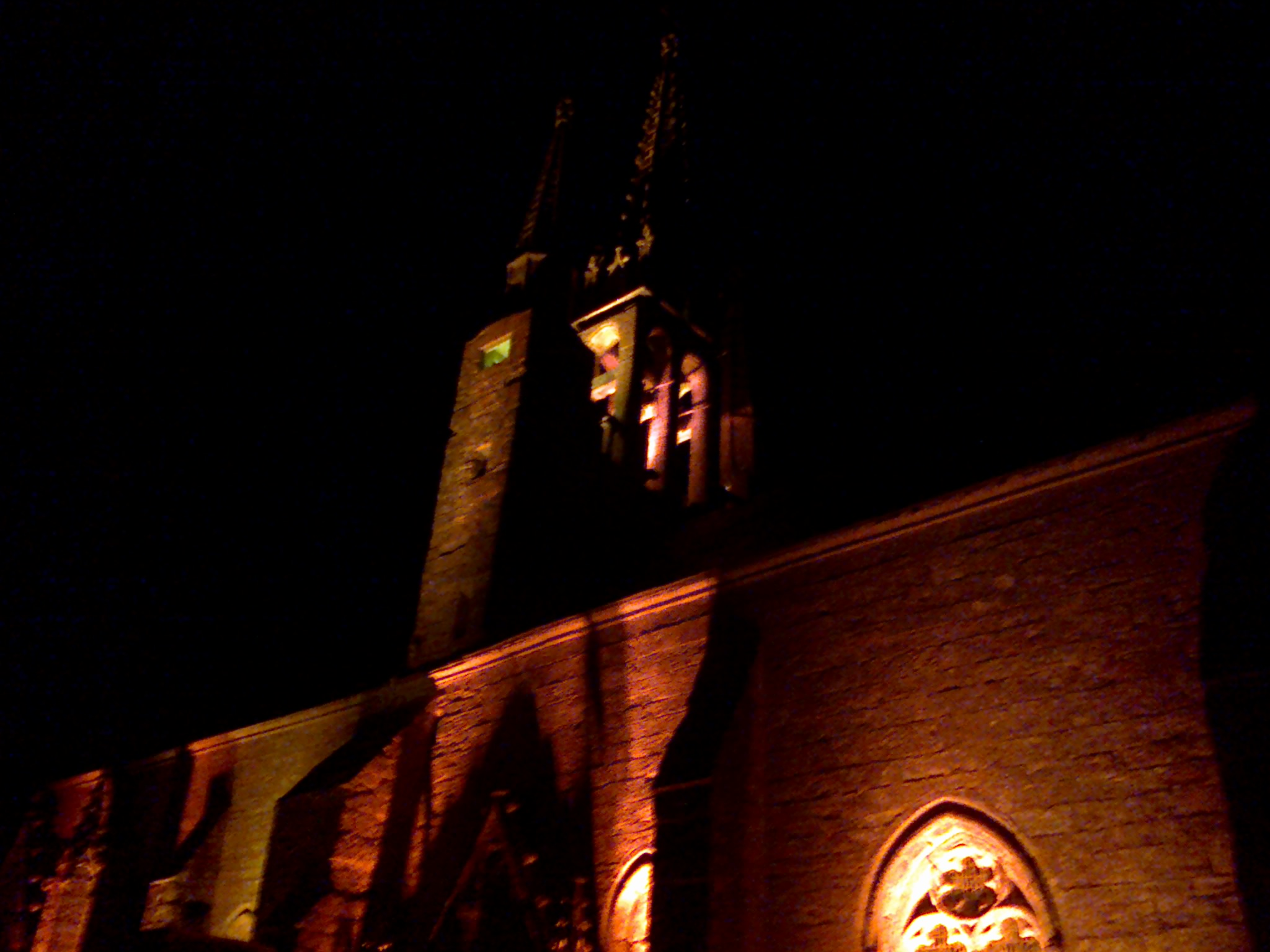
Façade sud de la chapelle.
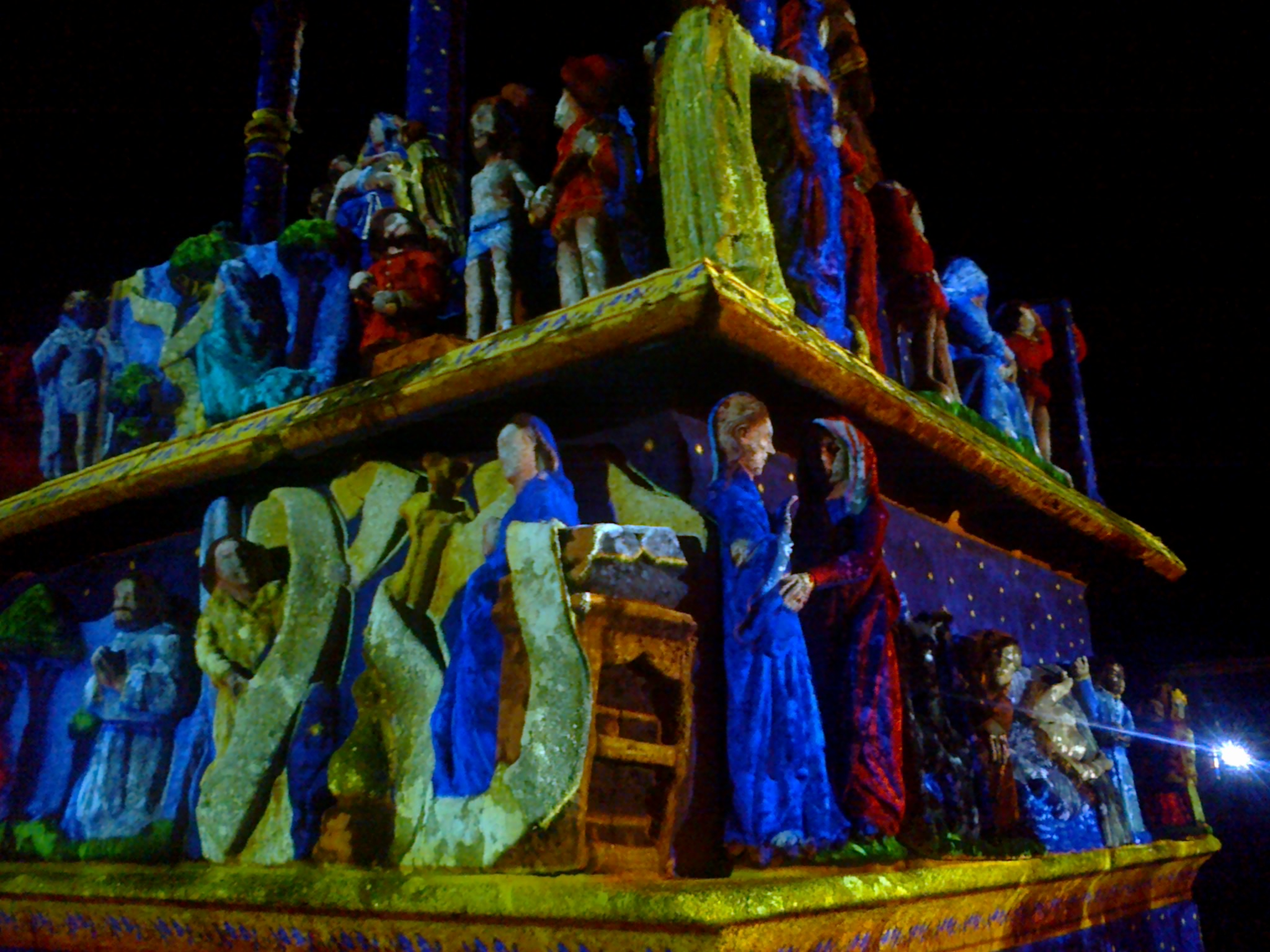
Angle nord-est du calvaire. Sont notamment visibles l'Annonciation et la Visitation sur le registre inférieur, et la Flagellation sur le registre supérieur.
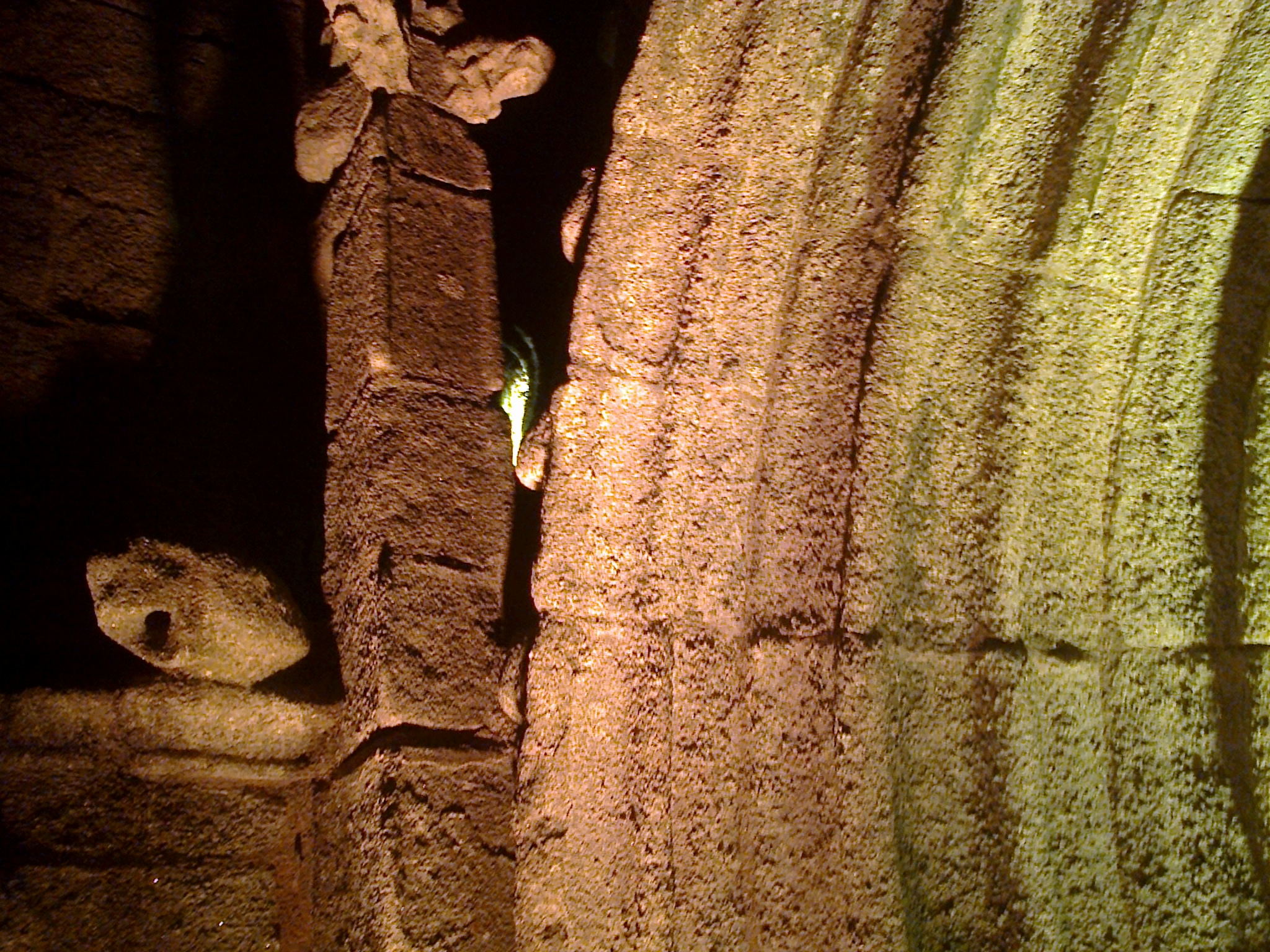
Guetteur de Tronoën, à gauche de l'entrée sud de la chapelle (derrière le pinacle).

## Iconographie

### Peintures

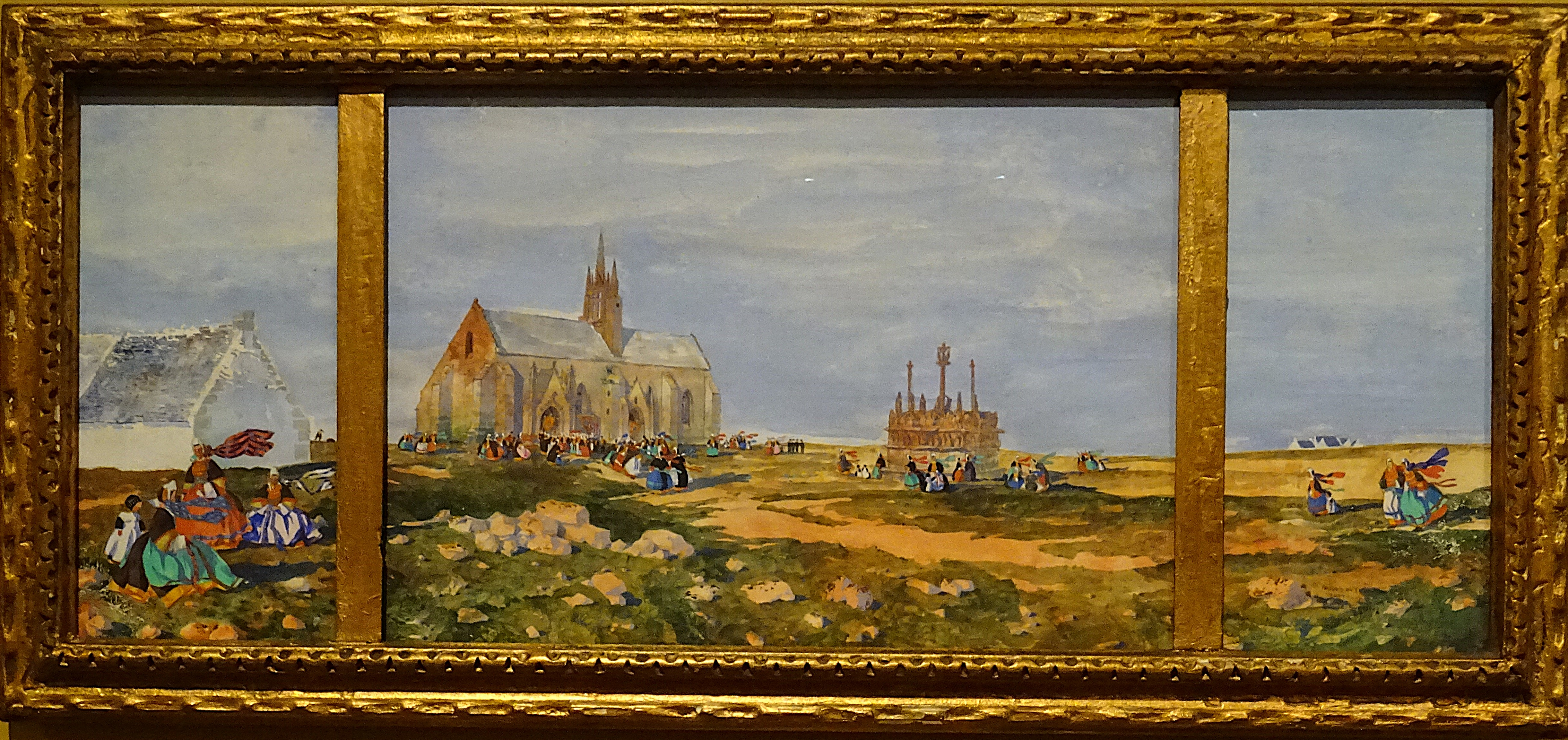
Ernest Guérin ː Pardon de Tronoën, Bretagne (aquarelle et gouache sur papier).

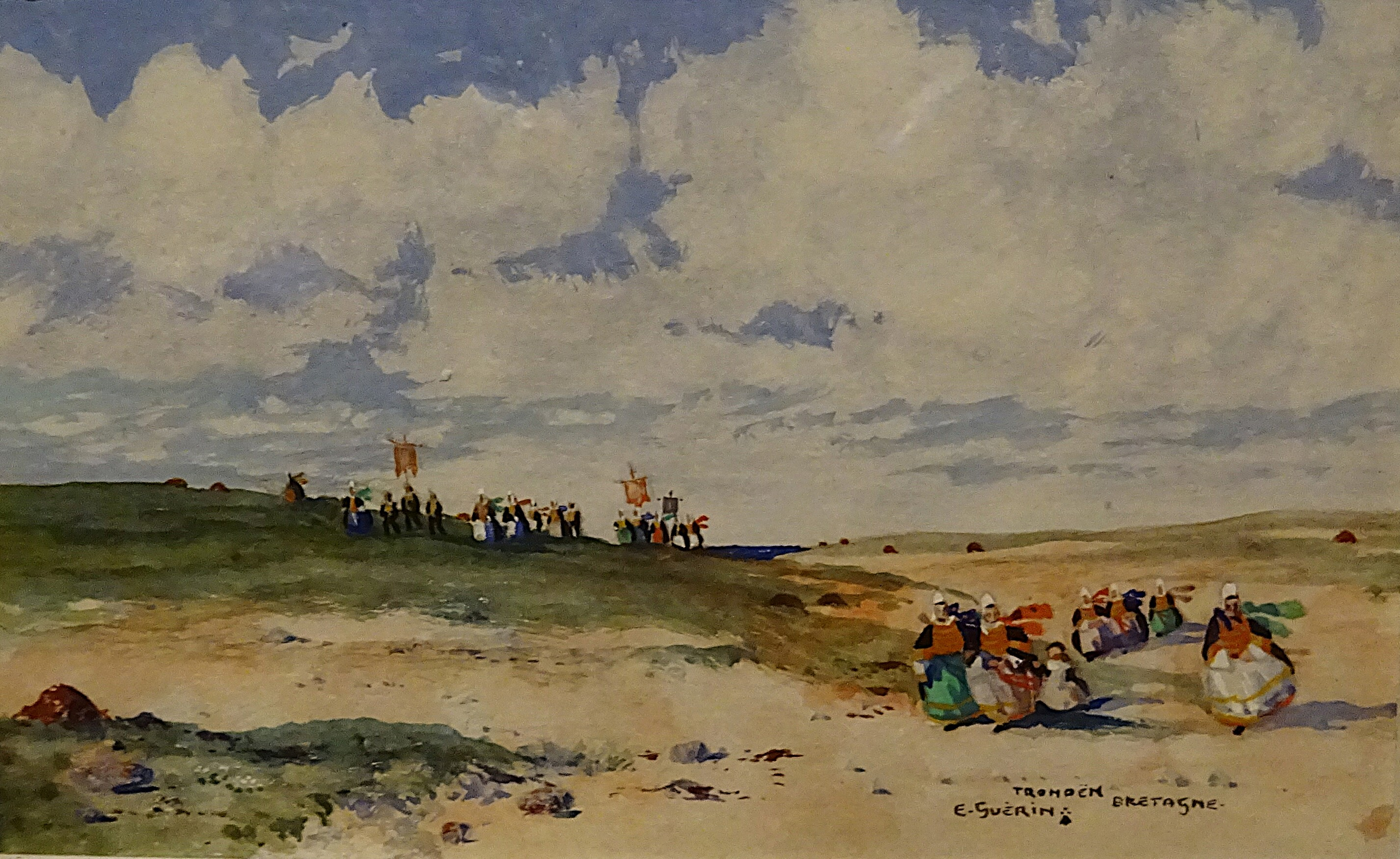
Ernest Guérin ː Tronoën, Bretagne (aquarelle et gouache sur papier, non daté).

De nombreux artistes ont représenté le calvaire ou/et la chapelle de Tronoën, notamment :
- Charles Homualk : carte postale[réf. nécessaire] ;
- Paul Adrien Bouroux : Calvaire à Tronoën (estampe)[67] ;
- Yvonne Jean-Haffen : Fontaine de Tronoën, projet d'illustration pour le livre d'Yves Milon intitulé Fontaines en Bretagne, éditions Plon, 1964[68] ;
- Germain David-Nillet : Calvaire de Tronoën (Morbihan)[69], 1912, musée des Beaux-Arts de Nantes ;
- Émile Simon : Tronoën, collection du domaine départemental du Finistère au manoir du Squividan, legs Madeleine Fié-Fieux ;
- Jacques Guiaud : Le Calvaire de Tronoën, 1875, musée des beaux-arts de Brest ;
- Victor Petit : Calvaire de Tronan, 1846, lithgraphie d'après un dessin de Auguste Mayer, publiée dans les Voyages pittoresques et romantiques dans l'ancienne France. Bretagne, t. 3, p. 113 ;
- Lionel Floch : Un pardon en Pays bigouden, 1934, musée des Beaux-Arts de Quimper ;
- Mathurin Meheut : Récolte des pommes de terre près du calvaire de Tronoën[70].
- Ernest Guérin : Pardon de Tronoën, 1920 (aquarelle et gouache sur papier).
- Ernest Guérin ː Pardon de Tronoën, Bretagne (aquarelle et gouache sur papier).
- Ernest Guérin ː Les pèlerins au calvaire, Tronoën, vers 1930 (mine de plomb, aquarelle et gouache sur papier).
- Ernest Guérin ː Retour du pardon de Tronoën, Bretagne (crayon, aquarelle et gouache sur papier).
- Ernest Guérin ː Fontaine sacrée, Saint-Jean-Trolimon (dessin).

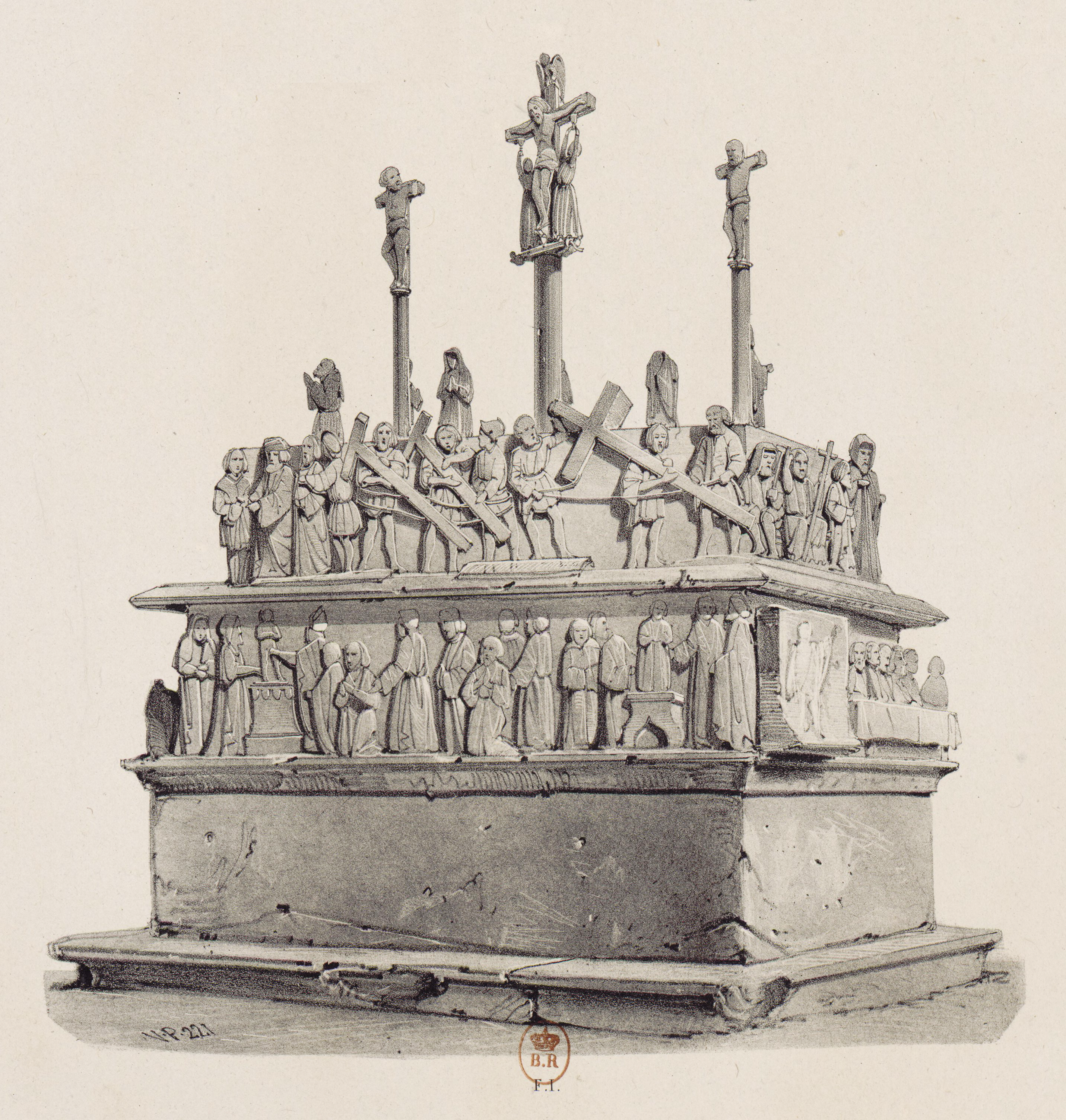
Auguste Mayer, Calvaire de Tronan, 1846, dessin.
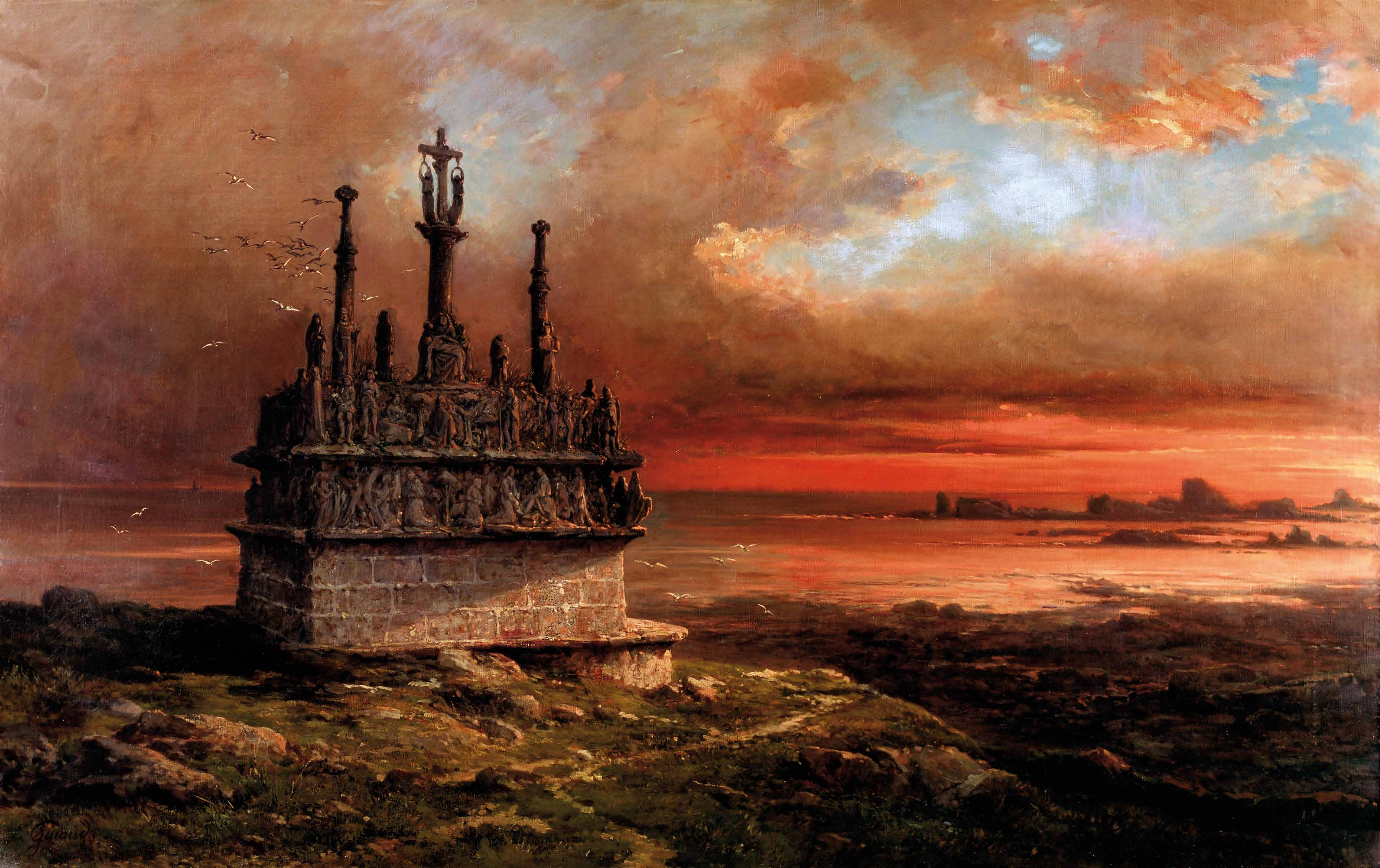
Jacques Guiaud, Le calvaire de Tronoën, 1875, musée des Beaux-Arts de Brest.
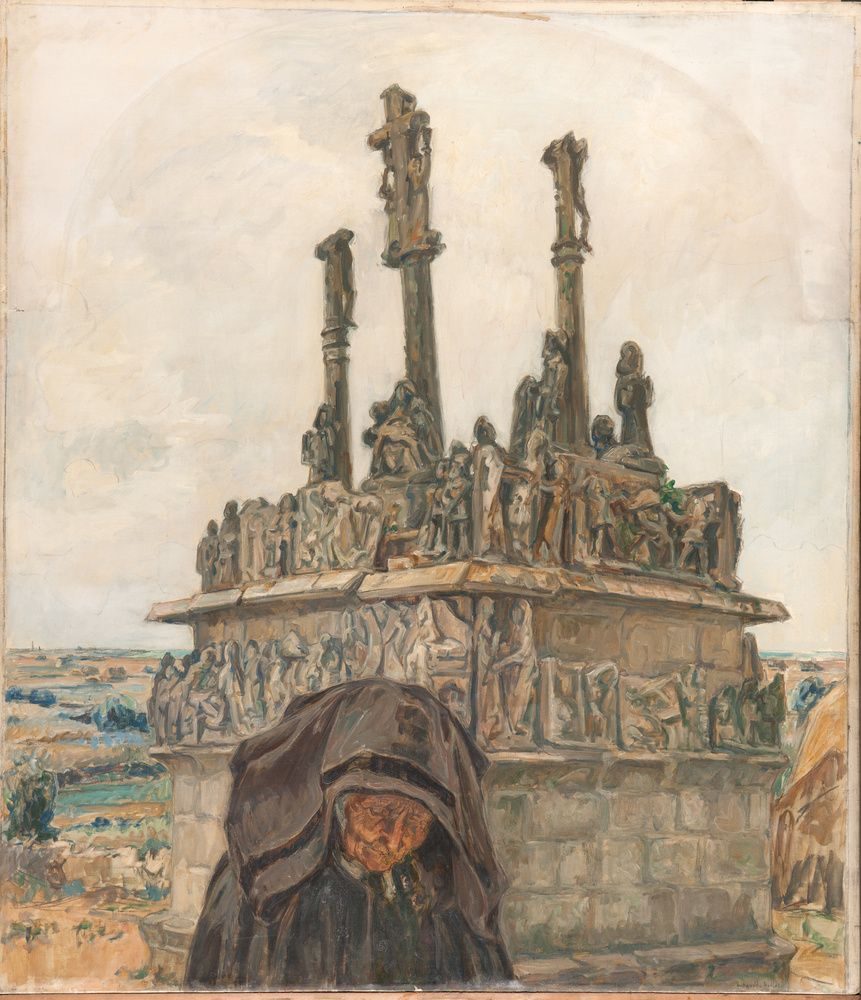
Germain David-Nillet, Calvaire de Tronoën (Morbihan), 1912.
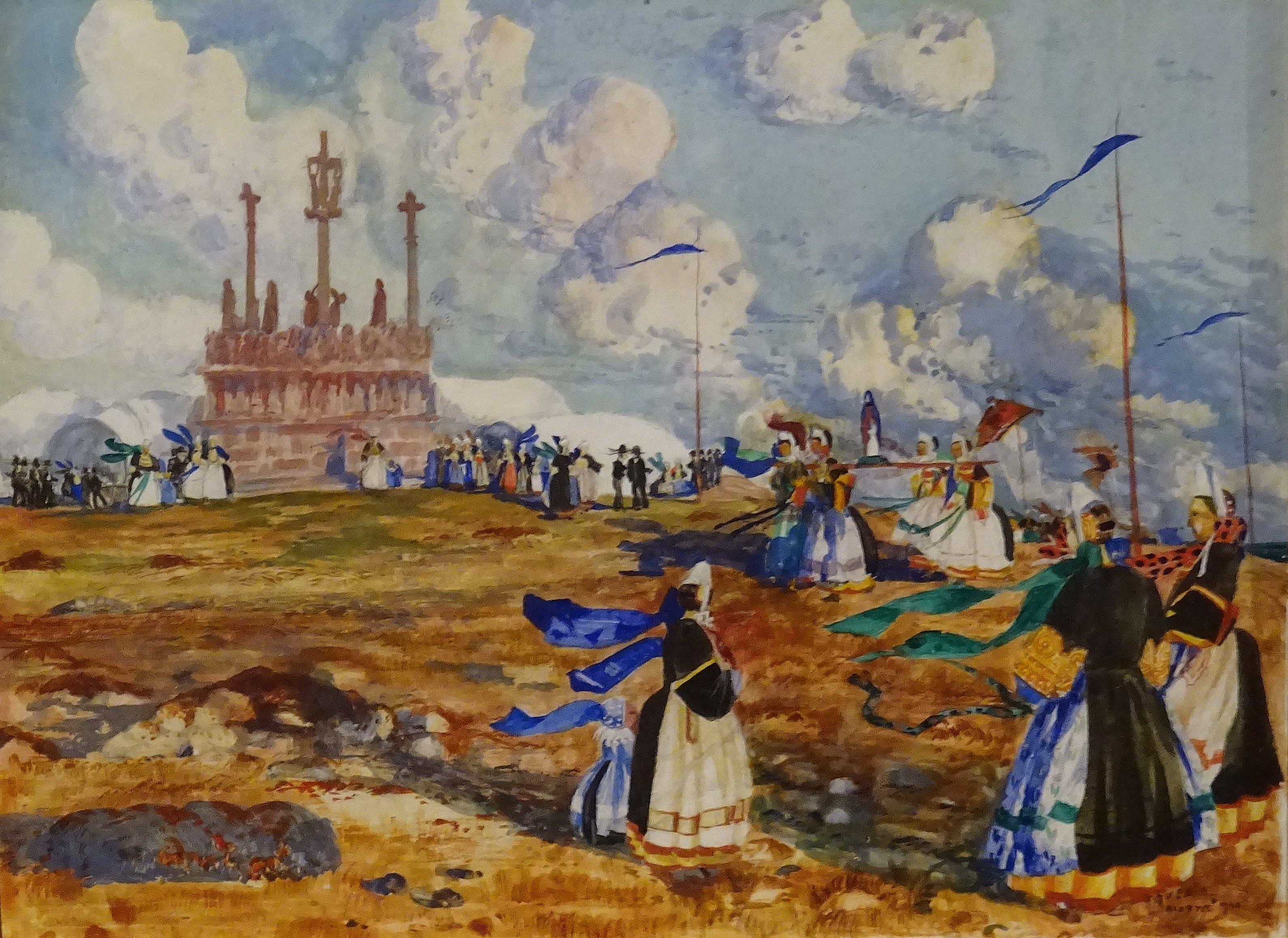
Ernest Guérin : Pardon de Tronoën, 1920 (aquarelle et gouache sur papier).
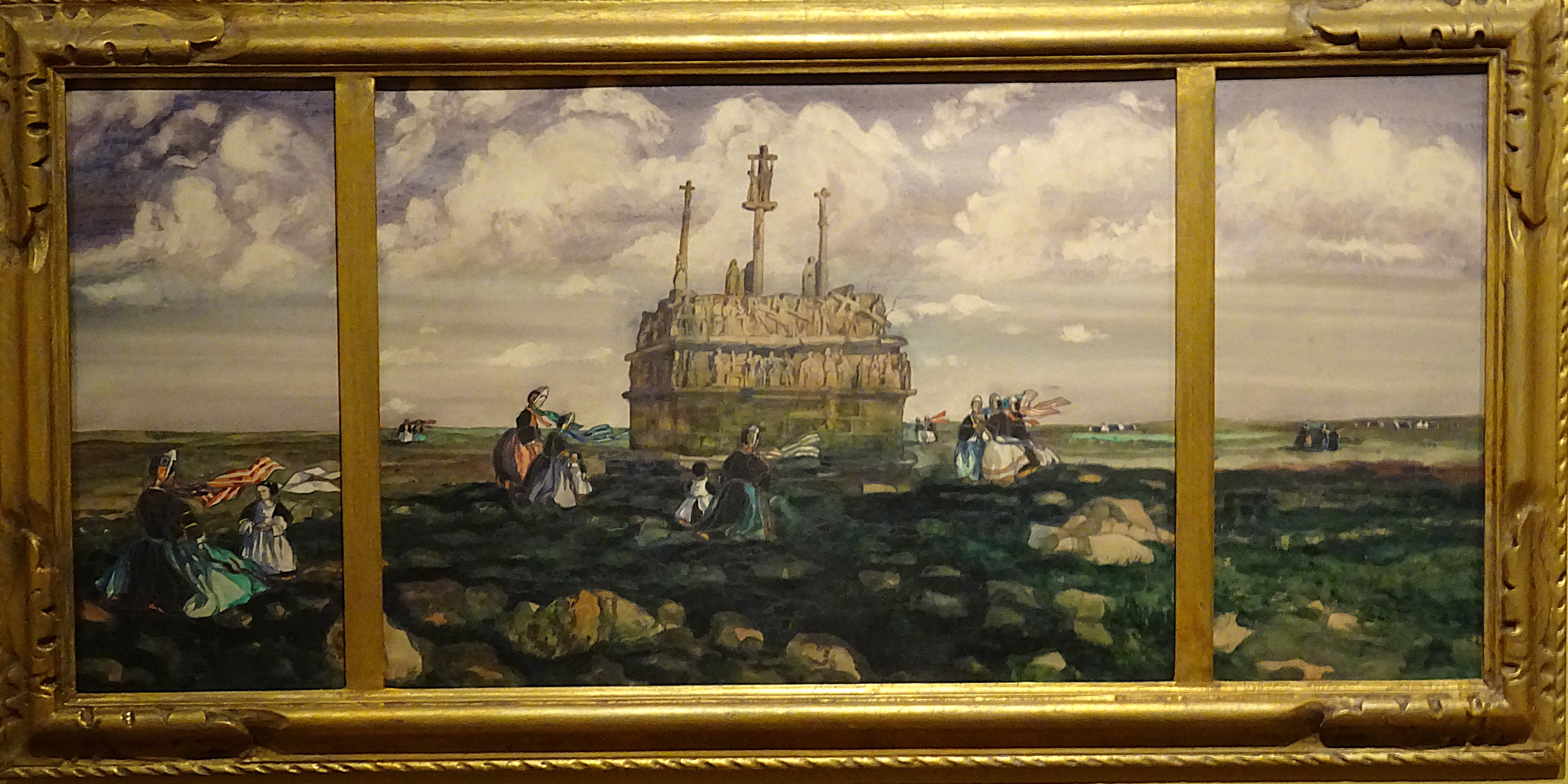
Ernest Guérin ː Les pèlerins au calvaire, Tronoën, vers 1930 (mine de plomb, aquarelle et gouache sur papier).
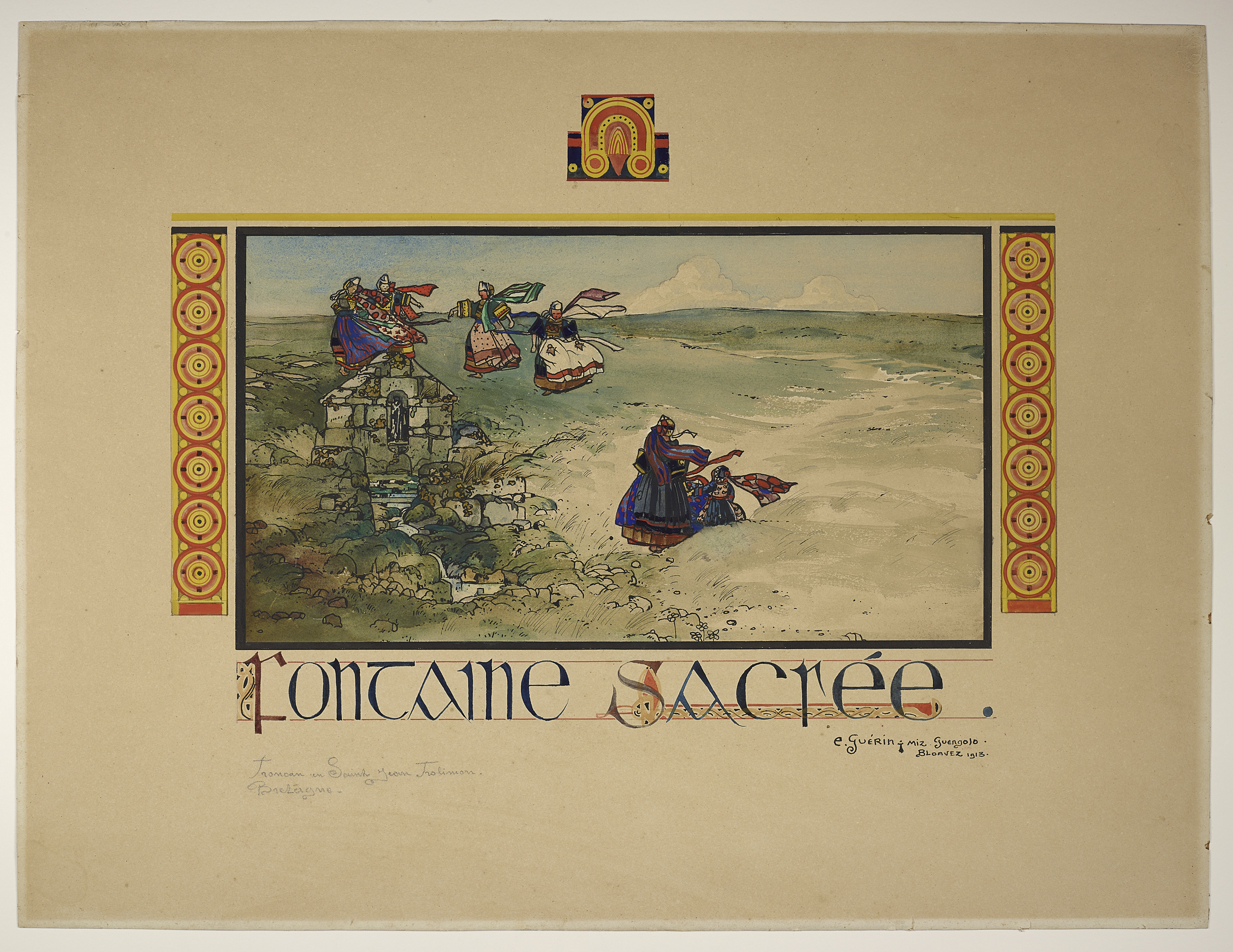
Ernest Guérin ː Fontaine sacrée, Saint-Jean-Trolimon (dessin).
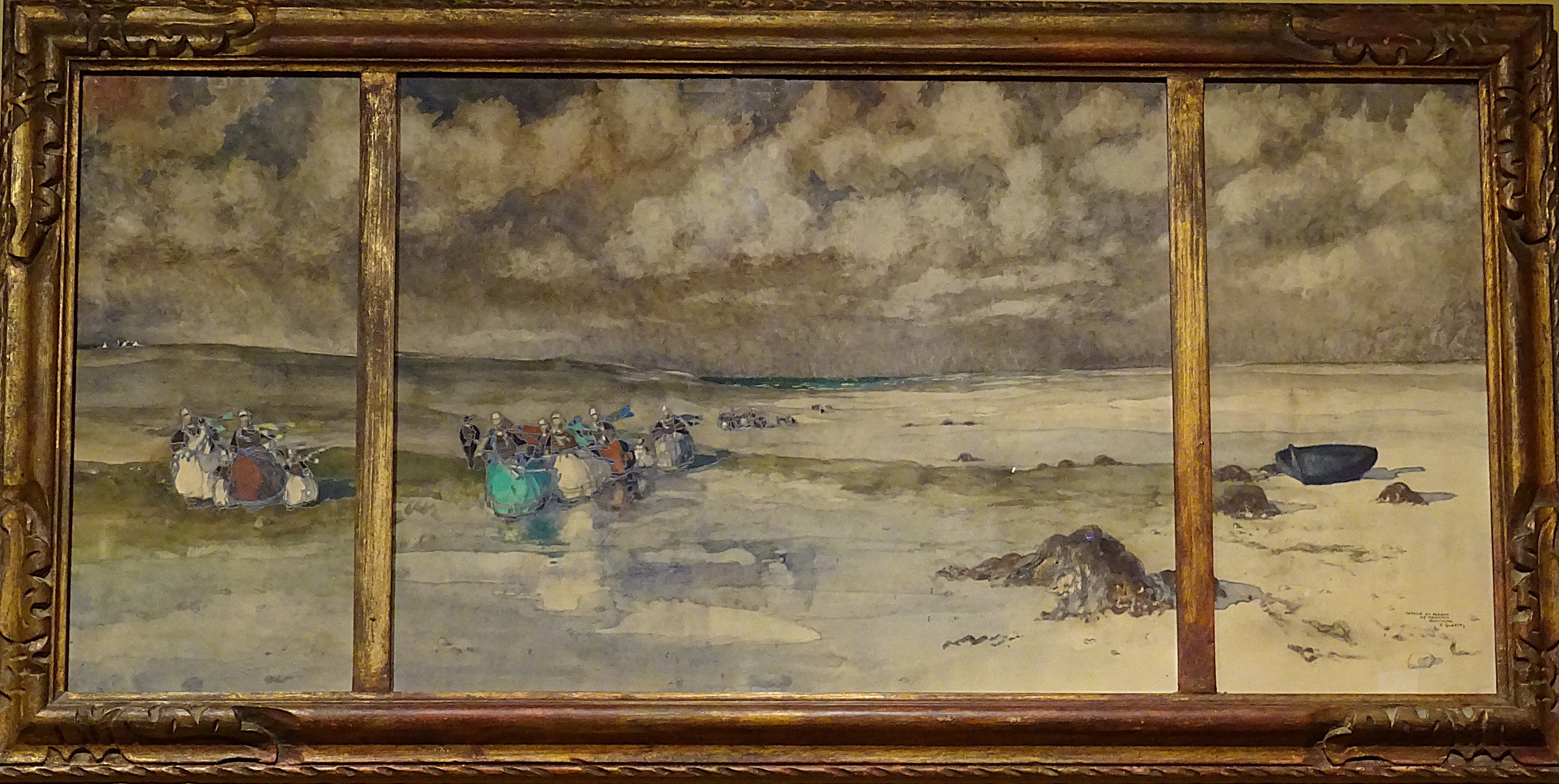
Ernest Guérin ː Retour du pardon de Tronoën, Bretagne (crayon, aquarelle et gouache sur papier).

### Photographies anciennes

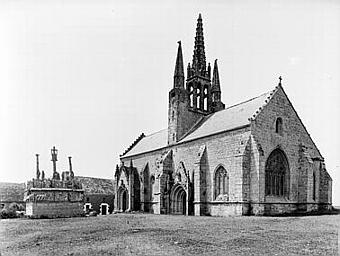
Calvaire et chapelle Notre-Dame de Tronoën, par Lucien Bégule en 1920.
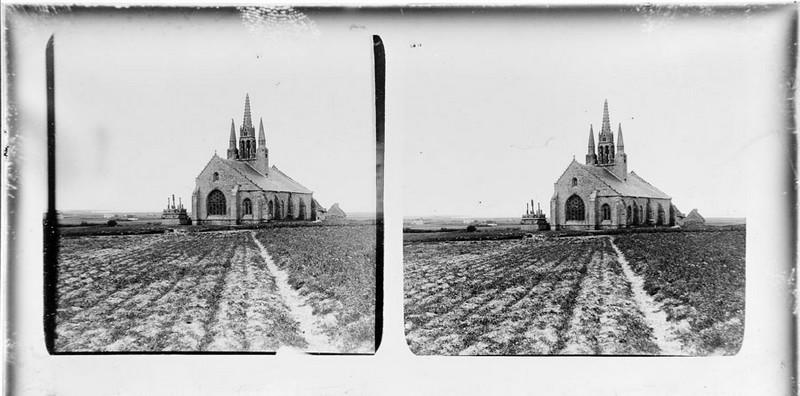
Chapelle et Calvaire de Tronoën en stéréoscopie par Gaston Bouzanquet[71].
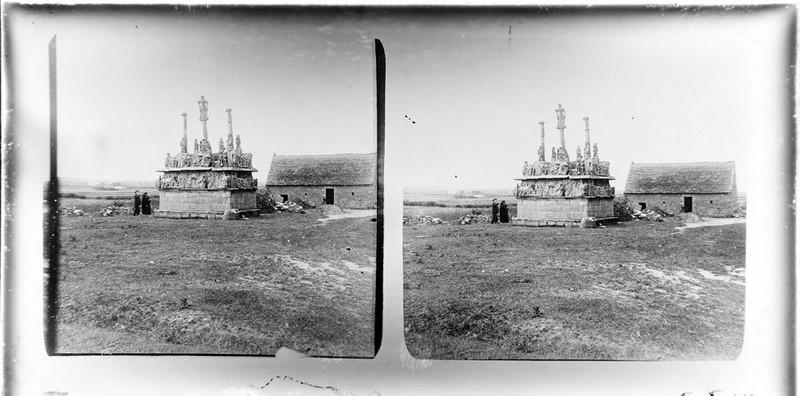
Calvaire de Tronoën en stéréoscopie par Gaston Bouzanquet.
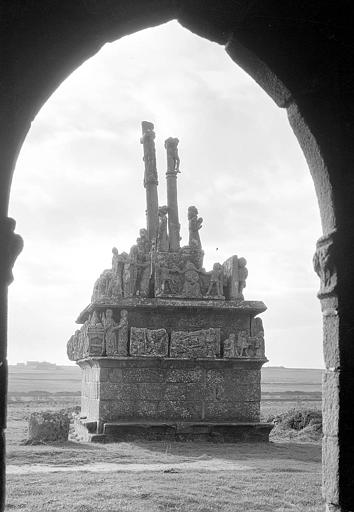
Calvaire de Tronoën depuis l'intérieur de la chapelle, par Georges Louis Arlaud.
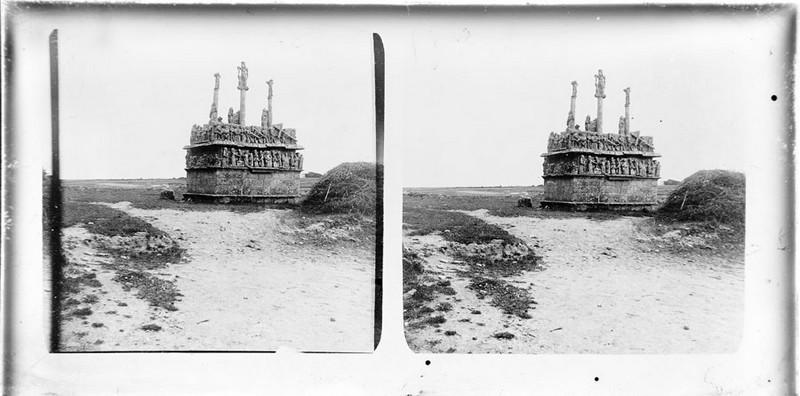
Calvaire de Tronoën en stéréoscopie par Gaston Bouzanquet.
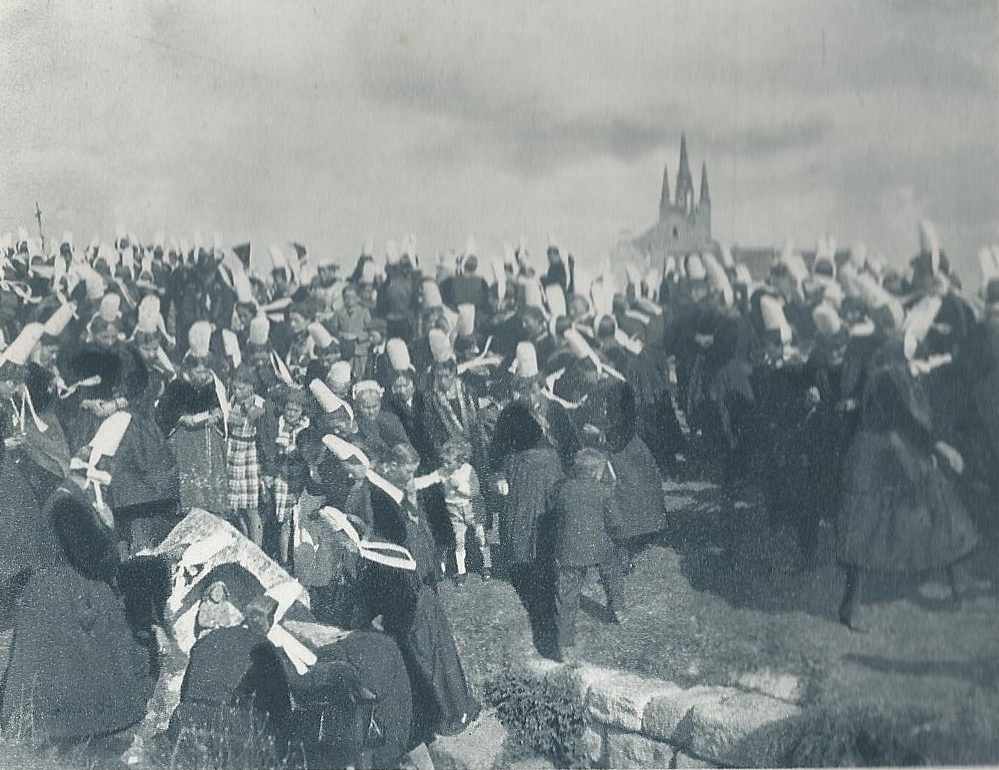
Le pardon de Notre-Dame-de-Tronoën en 1944.

D'autres photographes ont immortalisé Tronoën, comme Roger Henrard, Gabriel Bretocq, Georges Estève, André Kertész, où Gabriel Ruprich-Robert.

## Le site de Tronoën au cinéma
Trois films y ont été en partie tournés :
- en 1958, Les Naufrageurs de Charles Brabant ;
- en 1970, Doucement les basses de Jacques Deray[77]. La chapelle apparaît sur l'affiche originale du film ;
- en 1974, Vos gueules, les mouettes ! de Robert Dhéry.